# Liste der aufgelösten Gemeinden im Zuge der administrativen Neuordnung in Portugal 2013
Die Liste der aufgelösten Gemeinden im Zuge der administrativen Neuordnung in Portugal 2013 gibt alle Gemeinden an, die im Zuge der administrativen Neuordnung in Portugal 2013 aufgelöst wurden.
Die aus Zusammenschlüssen entstandenen Gemeinden erhielten gelegentlich neue Namen, meist jedoch wurde die neue Bezeichnung aus den bisherigen Gemeinden zusammengesetzt. Der Name lautet dann: „Vereinigung der Gemeinden X,Y und Z“ (port.: União das Freguesias X,Y e Z), wobei als erstes immer die Gemeinde genannt wird, die Sitz der neuen Gemeinde wurde. So wurde z. B. aus den drei Gemeinden Jovim, São Cosme (Gondomar) und Valbom die neue Gemeinde União das Freguesias de Gondomar (São Cosme), Valbom e Jovim, mit Sitz in São Cosme.
Nach den 18 Distrikten sortiert, gibt die Liste zu jedem Kreis die neuen Gemeinden an, und zu diesen schließlich die aufgelösten Gemeinden.
Unverändert bestehende Gemeinden (Freguesia) sind hier nicht mit aufgeführt. Bei Bedarf können alle Kreisgemeinden im Artikel des jeweiligen Kreises eingesehen werden, mit einfachem Klick auf den Kreisnamen in der linken Spalte.

## Distrikt Aveiro
| Kreis (Concelho)     | Neue Gemeinde                                                                                     | Aufgelöste Gemeinde         |
| -------------------- | ------------------------------------------------------------------------------------------------- | --------------------------- |
| Águeda               | União das Freguesias de Águeda e Borralha                                                         | Águeda                      |
| Águeda               | União das Freguesias de Águeda e Borralha                                                         | Borralha                    |
| Águeda               | União das Freguesias de Trofa, Segadães e Lamas do Vouga                                          | Trofa                       |
| Águeda               | União das Freguesias de Trofa, Segadães e Lamas do Vouga                                          | Segadães                    |
| Águeda               | União das Freguesias de Trofa, Segadães e Lamas do Vouga                                          | Lamas do Vouga              |
| Águeda               | União das Freguesias de Belazaima do Chão, Castanheira do Vouga e Agadão                          | Belazaima do Chão           |
| Águeda               | União das Freguesias de Belazaima do Chão, Castanheira do Vouga e Agadão                          | Castanheira do Vouga        |
| Águeda               | União das Freguesias de Belazaima do Chão, Castanheira do Vouga e Agadão                          | Agadão                      |
| Águeda               | União das Freguesias de Barrô e Aguada de Baixo                                                   | Barrô                       |
| Águeda               | União das Freguesias de Barrô e Aguada de Baixo                                                   | Aguada de Baixo             |
| Águeda               | União das Freguesias de Travassô e Óis da Ribeira                                                 | Travassô                    |
| Águeda               | União das Freguesias de Travassô e Óis da Ribeira                                                 | Óis da Ribeira              |
| Águeda               | União das Freguesias de Recardães e Espinhel                                                      | Recardães                   |
| Águeda               | União das Freguesias de Recardães e Espinhel                                                      | Espinhel                    |
| Águeda               | União das Freguesias de Préstimo e Macieira de Alcoba                                             | Préstimo                    |
| Águeda               | União das Freguesias de Préstimo e Macieira de Alcoba                                             | Macieira de Alcoba          |
| Albergaria-a-Velha   | Albergaria-a-Velha e Valmaior                                                                     | Albergaria-a-Velha          |
| Albergaria-a-Velha   | Albergaria-a-Velha e Valmaior                                                                     | Valmaior                    |
| Albergaria-a-Velha   | São João de Loure e Frossos                                                                       | São João de Loure           |
| Albergaria-a-Velha   | São João de Loure e Frossos                                                                       | Frossos                     |
| Anadia               | União das Freguesias de Amoreira da Gândara, Paredes do Bairro e Ancas                            | Amoreira da Gândara         |
| Anadia               | União das Freguesias de Amoreira da Gândara, Paredes do Bairro e Ancas                            | Paredes do Bairro           |
| Anadia               | União das Freguesias de Amoreira da Gândara, Paredes do Bairro e Ancas                            | Ancas                       |
| Anadia               | União das Freguesias de Arcos e Mogofores                                                         | Arcos                       |
| Anadia               | União das Freguesias de Arcos e Mogofores                                                         | Mogofores                   |
| Anadia               | União das Freguesias de Tamengos, Aguim e Óis do Bairro                                           | Tamengos                    |
| Anadia               | União das Freguesias de Tamengos, Aguim e Óis do Bairro                                           | Aguim                       |
| Anadia               | União das Freguesias de Tamengos, Aguim e Óis do Bairro                                           | Óis do Bairro               |
| Arouca               | União das Freguesias de Arouca e Burgo                                                            | Arouca                      |
| Arouca               | União das Freguesias de Arouca e Burgo                                                            | Burgo                       |
| Arouca               | União das Freguesias de Canelas e Espiunca                                                        | Canelas                     |
| Arouca               | União das Freguesias de Canelas e Espiunca                                                        | Espiunca                    |
| Arouca               | União das Freguesias de Cabreiros e Albergaria da Serra                                           | Cabreiros                   |
| Arouca               | União das Freguesias de Cabreiros e Albergaria da Serra                                           | Albergaria da Serra         |
| Arouca               | União das Freguesias de Covelo de Paivó e Janarde                                                 | Covelo de Paivó             |
| Arouca               | União das Freguesias de Covelo de Paivó e Janarde                                                 | Janarde                     |
| Aveiro               | União das Freguesias de Glória e Vera Cruz                                                        | Glória                      |
| Aveiro               | União das Freguesias de Glória e Vera Cruz                                                        | Vera Cruz                   |
| Aveiro               | Eixo e Eirol                                                                                      | Eixo                        |
| Aveiro               | Eixo e Eirol                                                                                      | Eirol                       |
| Aveiro               | Requeixo, Nossa Senhora de Fátima e Nariz                                                         | Requeixo                    |
| Aveiro               | Requeixo, Nossa Senhora de Fátima e Nariz                                                         | Nossa Senhora de Fátima     |
| Aveiro               | Requeixo, Nossa Senhora de Fátima e Nariz                                                         | Nariz                       |
| Castelo de Paiva     | União das Freguesias de Raiva, Pedorido e Paraíso                                                 | Raiva                       |
| Castelo de Paiva     | União das Freguesias de Raiva, Pedorido e Paraíso                                                 | Pedorido                    |
| Castelo de Paiva     | União das Freguesias de Raiva, Pedorido e Paraíso                                                 | Paraíso                     |
| Castelo de Paiva     | União das Freguesias de Sobrado e Bairros                                                         | Sobrado                     |
| Castelo de Paiva     | União das Freguesias de Sobrado e Bairros                                                         | Bairros                     |
| Espinho              | União das Freguesias de Anta e Guetim                                                             | Anta                        |
| Espinho              | União das Freguesias de Anta e Guetim                                                             | Guetim                      |
| Estarreja            | União das Freguesias de Beduído e Veiros                                                          | Beduído                     |
| Estarreja            | União das Freguesias de Beduído e Veiros                                                          | Veiros                      |
| Estarreja            | União das Freguesias de Canelas e Fermelã                                                         | Canelas                     |
| Estarreja            | União das Freguesias de Canelas e Fermelã                                                         | Fermelã                     |
| Mealhada             | União das Freguesias da Mealhada, Ventosa do Bairro e Antes                                       | Mealhada                    |
| Mealhada             | União das Freguesias da Mealhada, Ventosa do Bairro e Antes                                       | Ventosa do Bairro           |
| Mealhada             | União das Freguesias da Mealhada, Ventosa do Bairro e Antes                                       | Antes                       |
| Oliveira de Azeméis  | União das Freguesias de Nogueira do Cravo e Pindelo                                               | Nogueira do Cravo           |
| Oliveira de Azeméis  | União das Freguesias de Nogueira do Cravo e Pindelo                                               | Pindelo                     |
| Oliveira de Azeméis  | União das Freguesias de Oliveira de Azeméis, Santiago de Riba-Ul, Ul, Macinhata da Seixa e Madail | Oliveira de Azeméis         |
| Oliveira de Azeméis  | União das Freguesias de Oliveira de Azeméis, Santiago de Riba-Ul, Ul, Macinhata da Seixa e Madail | Santiago de Riba-Ul         |
| Oliveira de Azeméis  | União das Freguesias de Oliveira de Azeméis, Santiago de Riba-Ul, Ul, Macinhata da Seixa e Madail | Ul                          |
| Oliveira de Azeméis  | União das Freguesias de Oliveira de Azeméis, Santiago de Riba-Ul, Ul, Macinhata da Seixa e Madail | Macinhata da Seixa          |
| Oliveira de Azeméis  | União das Freguesias de Oliveira de Azeméis, Santiago de Riba-Ul, Ul, Macinhata da Seixa e Madail | Madail                      |
| Oliveira do Bairro   | União das Freguesias de Bustos, Troviscal e Mamarrosa                                             | Bustos                      |
| Oliveira do Bairro   | União das Freguesias de Bustos, Troviscal e Mamarrosa                                             | Troviscal                   |
| Oliveira do Bairro   | União das Freguesias de Bustos, Troviscal e Mamarrosa                                             | Mamarrosa                   |
| Ovar                 | União das Freguesias de Ovar, São João, Arada e São Vicente de Pereira Jusã                       | Ovar                        |
| Ovar                 | União das Freguesias de Ovar, São João, Arada e São Vicente de Pereira Jusã                       | São João                    |
| Ovar                 | União das Freguesias de Ovar, São João, Arada e São Vicente de Pereira Jusã                       | Arada                       |
| Ovar                 | União das Freguesias de Ovar, São João, Arada e São Vicente de Pereira Jusã                       | São Vicente de Pereira Jusã |
| Santa Maria da Feira | União das Freguesias de Caldas de São Jorge e Pigeiros                                            | Caldas de São Jorge         |
| Santa Maria da Feira | União das Freguesias de Caldas de São Jorge e Pigeiros                                            | Pigeiros                    |
| Santa Maria da Feira | União das Freguesias de Canedo, Vale e Vila Maior                                                 | Canedo                      |
| Santa Maria da Feira | União das Freguesias de Canedo, Vale e Vila Maior                                                 | Vale                        |
| Santa Maria da Feira | União das Freguesias de Canedo, Vale e Vila Maior                                                 | Vila Maior                  |
| Santa Maria da Feira | União das Freguesias de Lobão, Gião, Louredo e Guisande                                           | Lobão                       |
| Santa Maria da Feira | União das Freguesias de Lobão, Gião, Louredo e Guisande                                           | Gião                        |
| Santa Maria da Feira | União das Freguesias de Lobão, Gião, Louredo e Guisande                                           | Louredo                     |
| Santa Maria da Feira | União das Freguesias de Lobão, Gião, Louredo e Guisande                                           | Guisande                    |
| Santa Maria da Feira | União das Freguesias de Santa Maria da Feira, Travanca, Sanfins e Espargo                         | Feira                       |
| Santa Maria da Feira | União das Freguesias de Santa Maria da Feira, Travanca, Sanfins e Espargo                         | Travanca                    |
| Santa Maria da Feira | União das Freguesias de Santa Maria da Feira, Travanca, Sanfins e Espargo                         | Sanfins                     |
| Santa Maria da Feira | União das Freguesias de Santa Maria da Feira, Travanca, Sanfins e Espargo                         | Espargo                     |
| Santa Maria da Feira | União das Freguesias de São Miguel do Souto e Mosteirô                                            | Souto                       |
| Santa Maria da Feira | União das Freguesias de São Miguel do Souto e Mosteirô                                            | Mosteirô                    |
| Sever do Vouga       | União das Freguesias de Cedrim e Paradela                                                         | Cedrim                      |
| Sever do Vouga       | União das Freguesias de Cedrim e Paradela                                                         | Paradela                    |
| Sever do Vouga       | União das Freguesias de Silva Escura e Dornelas                                                   | Silva Escura                |
| Sever do Vouga       | União das Freguesias de Silva Escura e Dornelas                                                   | Dornelas                    |
| Vagos                | União das Freguesias de Fonte de Angeão e Covão do Lobo                                           | Fonte de Angeão             |
| Vagos                | União das Freguesias de Fonte de Angeão e Covão do Lobo                                           | Covão do Lobo               |
| Vagos                | União das Freguesias de Ponte de Vagos e Santa Catarina                                           | Ponte de Vagos              |
| Vagos                | União das Freguesias de Ponte de Vagos e Santa Catarina                                           | Santa Catarina              |
| Vagos                | União das Freguesias de Vagos e Santo António                                                     | Vagos                       |
| Vagos                | União das Freguesias de Vagos e Santo António                                                     | Santo António de Vagos      |

## Distrikt Beja
| Kreis (Concelho)     | Neue Gemeinde                                                                                 | Aufgelöste Gemeinde         |
| -------------------- | --------------------------------------------------------------------------------------------- | --------------------------- |
| Aljustrel            | União das Freguesias de Aljustrel e Rio de Moinhos                                            | Aljustrel                   |
| Aljustrel            | União das Freguesias de Aljustrel e Rio de Moinhos                                            | Rio de Moinhos              |
| Almodôvar            | União das Freguesias de Almodôvar e Graça de Padrões                                          | Almodôvar                   |
| Almodôvar            | União das Freguesias de Almodôvar e Graça de Padrões                                          | Senhora da Graça de Padrões |
| Almodôvar            | União das Freguesias de Santa Clara-a-Nova e Gomes Aires                                      | Santa Clara-a-Nova          |
| Almodôvar            | União das Freguesias de Santa Clara-a-Nova e Gomes Aires                                      | Gomes Aires                 |
| Beja                 | União das Freguesias de Albernoa e Trindade                                                   | Albernoa                    |
| Beja                 | União das Freguesias de Albernoa e Trindade                                                   | Trindade                    |
| Beja                 | União das Freguesias de Beja (Salvador e Santa Maria da Feira)                                | Salvador                    |
| Beja                 | União das Freguesias de Beja (Salvador e Santa Maria da Feira)                                | Santa Maria da Feira        |
| Beja                 | União das Freguesias de Beja (Santiago Maior e São João Baptista)                             | Santiago Maior              |
| Beja                 | União das Freguesias de Beja (Santiago Maior e São João Baptista)                             | São João Baptista           |
| Beja                 | União das Freguesias de Salvada e Quintos                                                     | Salvada                     |
| Beja                 | União das Freguesias de Salvada e Quintos                                                     | Quintos                     |
| Beja                 | União das Freguesias de Santa Vitória e Mombeja                                               | Santa Vitória               |
| Beja                 | União das Freguesias de Santa Vitória e Mombeja                                               | Mombeja                     |
| Beja                 | União das Freguesias de Trigaches e São Brissos                                               | Trigaches                   |
| Beja                 | União das Freguesias de Trigaches e São Brissos                                               | São Brissos                 |
| Castro Verde         | União das Freguesias de Castro Verde e Casével                                                | Castro Verde                |
| Castro Verde         | União das Freguesias de Castro Verde e Casével                                                | Casével                     |
| Ferreira do Alentejo | União das Freguesias de Alfundão e Peroguarda                                                 | Alfundão                    |
| Ferreira do Alentejo | União das Freguesias de Alfundão e Peroguarda                                                 | Peroguarda                  |
| Ferreira do Alentejo | União das Freguesias de Ferreira do Alentejo e Canhestros                                     | Ferreira do Alentejo        |
| Ferreira do Alentejo | União das Freguesias de Ferreira do Alentejo e Canhestros                                     | Canhestros                  |
| Mértola              | União das Freguesias de São Miguel do Pinheiro, São Pedro de Solis e São Sebastião dos Carros | São Miguel do Pinheiro      |
| Mértola              | União das Freguesias de São Miguel do Pinheiro, São Pedro de Solis e São Sebastião dos Carros | São Pedro de Solis          |
| Mértola              | União das Freguesias de São Miguel do Pinheiro, São Pedro de Solis e São Sebastião dos Carros | São Sebastião dos Carros    |
| Moura                | União das Freguesias de Moura (Santo Agostinho e São João Baptista) e Santo Amador            | Santo Agostinho             |
| Moura                | União das Freguesias de Moura (Santo Agostinho e São João Baptista) e Santo Amador            | São João Baptista           |
| Moura                | União das Freguesias de Moura (Santo Agostinho e São João Baptista) e Santo Amador            | Santo Amador                |
| Moura                | União das Freguesias de Safara e Santo Aleixo da Restauração                                  | Safara                      |
| Moura                | União das Freguesias de Safara e Santo Aleixo da Restauração                                  | Santo Aleixo da Restauração |
| Odemira              | São Salvador e Santa Maria                                                                    | São Salvador                |
| Odemira              | São Salvador e Santa Maria                                                                    | Santa Maria                 |
| Odemira              | Santa Clara-a-Velha                                                                           | Santa Clara-a-Velha         |
| Odemira              | Santa Clara-a-Velha                                                                           | Pereiras-Gare               |
| Odemira              | São Teotónio                                                                                  | São Teotónio                |
| Odemira              | São Teotónio                                                                                  | Zambujeira do Mar           |
| Ourique              | União das Freguesias de Garvão e Santa Luzia                                                  | Garvão                      |
| Ourique              | União das Freguesias de Garvão e Santa Luzia                                                  | Santa Luzia                 |
| Ourique              | União das Freguesias de Panoias e Conceição                                                   | Panoias                     |
| Ourique              | União das Freguesias de Panoias e Conceição                                                   | Conceição                   |
| Serpa                | União das Freguesias de Serpa (Salvador e Santa Maria)                                        | Salvador                    |
| Serpa                | União das Freguesias de Serpa (Salvador e Santa Maria)                                        | Santa Maria                 |
| Serpa                | União das Freguesias de Vila Nova de São Bento e Vale de Vargo                                | Vila Nova de São Bento      |
| Serpa                | União das Freguesias de Vila Nova de São Bento e Vale de Vargo                                | Vale de Vargo               |

## Distrikt Braga
| Kreis (Concelho)       | Neue Gemeinde                                                                           | Aufgelöste Gemeinde             |
| ---------------------- | --------------------------------------------------------------------------------------- | ------------------------------- |
| Amares                 | União das Freguesias de Amares e Figueiredo                                             | Amares                          |
| Amares                 | União das Freguesias de Amares e Figueiredo                                             | Figueiredo                      |
| Amares                 | União das Freguesias de Caldelas, Sequeiros e Paranhos                                  | Caldelas                        |
| Amares                 | União das Freguesias de Caldelas, Sequeiros e Paranhos                                  | Sequeiros                       |
| Amares                 | União das Freguesias de Caldelas, Sequeiros e Paranhos                                  | Paranhos                        |
| Amares                 | União das Freguesias de Ferreiros, Prozelo e Besteiros                                  | Ferreiros                       |
| Amares                 | União das Freguesias de Ferreiros, Prozelo e Besteiros                                  | Prozelo                         |
| Amares                 | União das Freguesias de Ferreiros, Prozelo e Besteiros                                  | Besteiros                       |
| Amares                 | União das Freguesias de Torre e Portela                                                 | Torre                           |
| Amares                 | União das Freguesias de Torre e Portela                                                 | Portela                         |
| Amares                 | União das Freguesias de Vilela, Seramil e Paredes Secas                                 | Vilela                          |
| Amares                 | União das Freguesias de Vilela, Seramil e Paredes Secas                                 | Seramil                         |
| Amares                 | União das Freguesias de Vilela, Seramil e Paredes Secas                                 | Paredes Secas                   |
| Barcelos               | União das Freguesias de Alheira e Igreja Nova                                           | Alheira                         |
| Barcelos               | União das Freguesias de Alheira e Igreja Nova                                           | Igreja Nova                     |
| Barcelos               | União das Freguesias de Alvito (São Pedro e São Martinho) e Couto                       | São Pedro                       |
| Barcelos               | União das Freguesias de Alvito (São Pedro e São Martinho) e Couto                       | São Martinho                    |
| Barcelos               | União das Freguesias de Alvito (São Pedro e São Martinho) e Couto                       | Couto                           |
| Barcelos               | União das Freguesias de Areias de Vilar e Encourados                                    | Areias de Vilar                 |
| Barcelos               | União das Freguesias de Areias de Vilar e Encourados                                    | Encourados                      |
| Barcelos               | União das Freguesias de Barcelos, Vila Boa e Vila Frescainha (São Martinho e São Pedro) | Barcelos                        |
| Barcelos               | União das Freguesias de Barcelos, Vila Boa e Vila Frescainha (São Martinho e São Pedro) | Vila Boa                        |
| Barcelos               | União das Freguesias de Barcelos, Vila Boa e Vila Frescainha (São Martinho e São Pedro) | São Martinho da Vila Frescainha |
| Barcelos               | União das Freguesias de Barcelos, Vila Boa e Vila Frescainha (São Martinho e São Pedro) | São Pedro de Vila Frescainha    |
| Barcelos               | União das Freguesias de Campo e Tamel (São Pedro Fins)                                  | Campo                           |
| Barcelos               | União das Freguesias de Campo e Tamel (São Pedro Fins)                                  | São Pedro de Fins de Tamel      |
| Barcelos               | União das Freguesias de Carreira e Fonte Coberta                                        | Carreira                        |
| Barcelos               | União das Freguesias de Carreira e Fonte Coberta                                        | Fonte Coberta                   |
| Barcelos               | União das Freguesias de Chorente, Góios, Courel, Pedra Furada e Gueral                  | Chorente                        |
| Barcelos               | União das Freguesias de Chorente, Góios, Courel, Pedra Furada e Gueral                  | Góios                           |
| Barcelos               | União das Freguesias de Chorente, Góios, Courel, Pedra Furada e Gueral                  | Courel                          |
| Barcelos               | União das Freguesias de Chorente, Góios, Courel, Pedra Furada e Gueral                  | Pedra Furada                    |
| Barcelos               | União das Freguesias de Chorente, Góios, Courel, Pedra Furada e Gueral                  | Gueral                          |
| Barcelos               | União das Freguesias de Durrães e Tregosa                                               | Durrães                         |
| Barcelos               | União das Freguesias de Durrães e Tregosa                                               | Tregosa                         |
| Barcelos               | União das Freguesias de Gamil e Midões                                                  | Gamil                           |
| Barcelos               | União das Freguesias de Gamil e Midões                                                  | Midões                          |
| Barcelos               | União das Freguesias de Milhazes, Vilar de Figos e Faria                                | Milhazes                        |
| Barcelos               | União das Freguesias de Milhazes, Vilar de Figos e Faria                                | Vilar de Figos                  |
| Barcelos               | União das Freguesias de Milhazes, Vilar de Figos e Faria                                | Faria                           |
| Barcelos               | União das Freguesias de Negreiros e Chavão                                              | Negreiros                       |
| Barcelos               | União das Freguesias de Negreiros e Chavão                                              | Chavão                          |
| Barcelos               | União das Freguesias de Quintiães e Aguiar                                              | Quintiães                       |
| Barcelos               | União das Freguesias de Quintiães e Aguiar                                              | Aguiar                          |
| Barcelos               | União das Freguesias de Sequeade e Bastuço (São João e Santo Estêvão)                   | Sequeade                        |
| Barcelos               | União das Freguesias de Sequeade e Bastuço (São João e Santo Estêvão)                   | São João de Bastuço             |
| Barcelos               | União das Freguesias de Sequeade e Bastuço (São João e Santo Estêvão)                   | Santo Estêvão de Bastuço        |
| Barcelos               | União das Freguesias de Silveiros e Rio Covo (Santa Eulália)                            | Silveiros                       |
| Barcelos               | União das Freguesias de Silveiros e Rio Covo (Santa Eulália)                            | Santa Eulália de Rio Covo       |
| Barcelos               | União das Freguesias de Tamel (Santa Leocádia) e Vilar do Monte                         | Santa Leocádia de Tamel         |
| Barcelos               | União das Freguesias de Tamel (Santa Leocádia) e Vilar do Monte                         | Vilar do Monte                  |
| Barcelos               | União das Freguesias de Viatodos, Grimancelos, Minhotães e Monte de Fralães             | Viatodos                        |
| Barcelos               | União das Freguesias de Viatodos, Grimancelos, Minhotães e Monte de Fralães             | Grimancelos                     |
| Barcelos               | União das Freguesias de Viatodos, Grimancelos, Minhotães e Monte de Fralães             | Minhotães                       |
| Barcelos               | União das Freguesias de Viatodos, Grimancelos, Minhotães e Monte de Fralães             | Monte de Fralães                |
| Barcelos               | União das Freguesias de Vila Cova e Feitos                                              | Vila Cova                       |
| Barcelos               | União das Freguesias de Vila Cova e Feitos                                              | Feitos                          |
| Barcelos               | União das Freguesias de Creixomil e Mariz                                               | Creixomil                       |
| Barcelos               | União das Freguesias de Creixomil e Mariz                                               | Mariz                           |
| Braga                  | União das Freguesias de Arentim e Cunha                                                 | Arentim                         |
| Braga                  | União das Freguesias de Arentim e Cunha                                                 | Cunha                           |
| Braga                  | União das Freguesias de Braga (Maximinos, Sé e Cividade)                                | Maximinos                       |
| Braga                  | União das Freguesias de Braga (Maximinos, Sé e Cividade)                                | Sé                              |
| Braga                  | União das Freguesias de Braga (Maximinos, Sé e Cividade)                                | Cividade                        |
| Braga                  | União das Freguesias de Braga (São José de São Lázaro e São João do Souto)              | São José de São Lázaro          |
| Braga                  | União das Freguesias de Braga (São José de São Lázaro e São João do Souto)              | São João do Souto               |
| Braga                  | União das Freguesias de Cabreiros e Passos (São Julião)                                 | Cabreiros                       |
| Braga                  | União das Freguesias de Cabreiros e Passos (São Julião)                                 | São Julião dos Passos           |
| Braga                  | União das Freguesias de Celeirós, Aveleda e Vimieiro                                    | Celeirós                        |
| Braga                  | União das Freguesias de Celeirós, Aveleda e Vimieiro                                    | Aveleda                         |
| Braga                  | União das Freguesias de Celeirós, Aveleda e Vimieiro                                    | Vimieiro                        |
| Braga                  | União das Freguesias de Crespos e Pousada                                               | Crespos                         |
| Braga                  | União das Freguesias de Crespos e Pousada                                               | Pousada                         |
| Braga                  | União das Freguesias de Escudeiros e Penso (Santo Estêvão e São Vicente)                | Escudeiros                      |
| Braga                  | União das Freguesias de Escudeiros e Penso (Santo Estêvão e São Vicente)                | Santo Estêvão do Penso          |
| Braga                  | União das Freguesias de Escudeiros e Penso (Santo Estêvão e São Vicente)                | São Vicente do Penso            |
| Braga                  | União das Freguesias de Este (São Pedro e São Mamede)                                   | São Pedro de Este               |
| Braga                  | União das Freguesias de Este (São Pedro e São Mamede)                                   | São Mamede de Este              |
| Braga                  | União das Freguesias de Ferreiros e Gondizalves                                         | Ferreiros                       |
| Braga                  | União das Freguesias de Ferreiros e Gondizalves                                         | Gondizalves                     |
| Braga                  | União das Freguesias de Guisande e Oliveira (São Pedro)                                 | Guisande                        |
| Braga                  | União das Freguesias de Guisande e Oliveira (São Pedro)                                 | São Pedro de Oliveira           |
| Braga                  | União das Freguesias de Lomar e Arcos                                                   | Lomar                           |
| Braga                  | União das Freguesias de Lomar e Arcos                                                   | Arcos                           |
| Braga                  | União das Freguesias de Merelim (São Paio), Panoias e Parada de Tibães                  | São Paio de Merelim             |
| Braga                  | União das Freguesias de Merelim (São Paio), Panoias e Parada de Tibães                  | Panoias                         |
| Braga                  | União das Freguesias de Merelim (São Paio), Panoias e Parada de Tibães                  | Parada de Tibães                |
| Braga                  | União das Freguesias de Merelim (São Pedro) e Frossos                                   | São Pedro de Merelim            |
| Braga                  | União das Freguesias de Merelim (São Pedro) e Frossos                                   | Frossos                         |
| Braga                  | União das Freguesias de Morreira e Trandeiras                                           | Morreira                        |
| Braga                  | União das Freguesias de Morreira e Trandeiras                                           | Trandeiras                      |
| Braga                  | União das Freguesias de Nogueira, Fraião e Lamaçães                                     | Nogueira                        |
| Braga                  | União das Freguesias de Nogueira, Fraião e Lamaçães                                     | Fraião                          |
| Braga                  | União das Freguesias de Nogueira, Fraião e Lamaçães                                     | Lamaçães                        |
| Braga                  | União das Freguesias de Nogueiró e Tenões                                               | Nogueiró                        |
| Braga                  | União das Freguesias de Nogueiró e Tenões                                               | Tenões                          |
| Braga                  | União das Freguesias de Real, Dume e Semelhe                                            | Real                            |
| Braga                  | União das Freguesias de Real, Dume e Semelhe                                            | Dume                            |
| Braga                  | União das Freguesias de Real, Dume e Semelhe                                            | Semelhe                         |
| Braga                  | União das Freguesias de Santa Lucrécia de Algeriz e Navarra                             | Santa Lucrécia de Algeriz       |
| Braga                  | União das Freguesias de Santa Lucrécia de Algeriz e Navarra                             | Navarra                         |
| Braga                  | União das Freguesias de Vilaça e Fradelos                                               | Vilaça                          |
| Braga                  | União das Freguesias de Vilaça e Fradelos                                               | Fradelos                        |
| Cabeceiras de Basto    | União das Freguesias de Alvite e Passos                                                 | Alvite                          |
| Cabeceiras de Basto    | União das Freguesias de Alvite e Passos                                                 | Passos                          |
| Cabeceiras de Basto    | União das Freguesias de Arco de Baúlhe e Vila Nune                                      | Arco de Baúlhe                  |
| Cabeceiras de Basto    | União das Freguesias de Arco de Baúlhe e Vila Nune                                      | Vila Nune                       |
| Cabeceiras de Basto    | União das Freguesias de Gondiães e Vilar de Cunhas                                      | Gondiães                        |
| Cabeceiras de Basto    | União das Freguesias de Gondiães e Vilar de Cunhas                                      | Vilar de Cunhas                 |
| Cabeceiras de Basto    | União das Freguesias de Refojos de Basto, Outeiro e Painzela                            | Refojos de Basto                |
| Cabeceiras de Basto    | União das Freguesias de Refojos de Basto, Outeiro e Painzela                            | Outeiro                         |
| Cabeceiras de Basto    | União das Freguesias de Refojos de Basto, Outeiro e Painzela                            | Painzela                        |
| Celorico de Basto      | União das Freguesias de Britelo, Gémeos e Ourilhe                                       | Britelo                         |
| Celorico de Basto      | União das Freguesias de Britelo, Gémeos e Ourilhe                                       | Gémeos                          |
| Celorico de Basto      | União das Freguesias de Britelo, Gémeos e Ourilhe                                       | Ourilhe                         |
| Celorico de Basto      | União das Freguesias de Caçarilhe e Infesta                                             | Caçarilhe                       |
| Celorico de Basto      | União das Freguesias de Caçarilhe e Infesta                                             | Infesta                         |
| Celorico de Basto      | União das Freguesias de Canedo de Basto e Corgo                                         | Canedo de Basto                 |
| Celorico de Basto      | União das Freguesias de Canedo de Basto e Corgo                                         | Corgo                           |
| Celorico de Basto      | União das Freguesias de Carvalho e Basto (Santa Tecla)                                  | Carvalho                        |
| Celorico de Basto      | União das Freguesias de Carvalho e Basto (Santa Tecla)                                  | Santa Tecla de Basto            |
| Celorico de Basto      | União das Freguesias de Veade, Gagos e Molares                                          | Veade                           |
| Celorico de Basto      | União das Freguesias de Veade, Gagos e Molares                                          | Gagos                           |
| Celorico de Basto      | União das Freguesias de Veade, Gagos e Molares                                          | Molares                         |
| Esposende              | União das Freguesias de Apúlia e Fão                                                    | Apúlia                          |
| Esposende              | União das Freguesias de Apúlia e Fão                                                    | Fão                             |
| Esposende              | União das Freguesias de Belinho e Mar                                                   | Belinho                         |
| Esposende              | União das Freguesias de Belinho e Mar                                                   | Mar                             |
| Esposende              | União das Freguesias de Esposende, Marinhas e Gandra                                    | Esposende                       |
| Esposende              | União das Freguesias de Esposende, Marinhas e Gandra                                    | Marinhas                        |
| Esposende              | União das Freguesias de Esposende, Marinhas e Gandra                                    | Gandra                          |
| Esposende              | União das Freguesias de Fonte Boa e Rio Tinto                                           | Fonte Boa                       |
| Esposende              | União das Freguesias de Fonte Boa e Rio Tinto                                           | Rio Tinto                       |
| Esposende              | União das Freguesias de Palmeira de Faro e Curvos                                       | Palmeira de Faro                |
| Esposende              | União das Freguesias de Palmeira de Faro e Curvos                                       | Curvos                          |
| Fafe                   | União das Freguesias de Agrela e Serafão                                                | Agrela                          |
| Fafe                   | União das Freguesias de Agrela e Serafão                                                | Serafão                         |
| Fafe                   | União das Freguesias de Freitas e Vila Cova                                             | Freitas                         |
| Fafe                   | União das Freguesias de Freitas e Vila Cova                                             | Vila Cova                       |
| Fafe                   | União das Freguesias de Monte e Queimadela                                              | Monte                           |
| Fafe                   | União das Freguesias de Monte e Queimadela                                              | Queimadela                      |
| Fafe                   | União das Freguesias de Aboim, Felgueiras, Gontim e Pedraído                            | Aboim                           |
| Fafe                   | União das Freguesias de Aboim, Felgueiras, Gontim e Pedraído                            | Felgueiras                      |
| Fafe                   | União das Freguesias de Aboim, Felgueiras, Gontim e Pedraído                            | Gontim                          |
| Fafe                   | União das Freguesias de Aboim, Felgueiras, Gontim e Pedraído                            | Pedraído                        |
| Fafe                   | União das Freguesias de Moreira do Rei e Várzea Cova                                    | Moreira do Rei                  |
| Fafe                   | União das Freguesias de Moreira do Rei e Várzea Cova                                    | Várzea Cova                     |
| Fafe                   | União das Freguesias de Antime e Silvares (São Clemente)                                | Antime                          |
| Fafe                   | União das Freguesias de Antime e Silvares (São Clemente)                                | São Clemente de Silvares        |
| Fafe                   | União das Freguesias de Cepães e Fareja                                                 | Cepães                          |
| Fafe                   | União das Freguesias de Cepães e Fareja                                                 | Fareja                          |
| Fafe                   | União das Freguesias de Ardegão, Arnozela e Seidões                                     | Ardegão                         |
| Fafe                   | União das Freguesias de Ardegão, Arnozela e Seidões                                     | Arnozela                        |
| Fafe                   | União das Freguesias de Ardegão, Arnozela e Seidões                                     | Seidões                         |
| Guimarães              | União das Freguesias de Oliveira, São Paio e São Sebastião                              | Oliveira do Castelo             |
| Guimarães              | União das Freguesias de Oliveira, São Paio e São Sebastião                              | São Paio                        |
| Guimarães              | União das Freguesias de Oliveira, São Paio e São Sebastião                              | São Sebastião                   |
| Guimarães              | União das Freguesias de Candoso São Tiago e Mascotelos                                  | Santiago de Candoso             |
| Guimarães              | União das Freguesias de Candoso São Tiago e Mascotelos                                  | Mascotelos                      |
| Guimarães              | União das Freguesias de Airão Santa Maria, Airão São João e Vermil                      | Santa Maria de Airão            |
| Guimarães              | União das Freguesias de Airão Santa Maria, Airão São João e Vermil                      | Vermil                          |
| Guimarães              | União das Freguesias de Airão Santa Maria, Airão São João e Vermil                      | São João Baptista de Airão      |
| Guimarães              | União das Freguesias de Sande Vila Nova e Sande São Clemente                            | Vila Nova de Sande              |
| Guimarães              | União das Freguesias de Sande Vila Nova e Sande São Clemente                            | São Clemente de Sande           |
| Guimarães              | União das Freguesias de Abação e Gémeos                                                 | São Tomé de Abação              |
| Guimarães              | União das Freguesias de Abação e Gémeos                                                 | Gémeos                          |
| Guimarães              | União das Freguesias de Atães e Rendufe                                                 | Atães                           |
| Guimarães              | União das Freguesias de Atães e Rendufe                                                 | Rendufe                         |
| Guimarães              | União das Freguesias de Tabuadelo e São Faustino                                        | Tabuadelo                       |
| Guimarães              | União das Freguesias de Tabuadelo e São Faustino                                        | São Faustino                    |
| Guimarães              | União das Freguesias de Conde e Gandarela                                               | Conde                           |
| Guimarães              | União das Freguesias de Conde e Gandarela                                               | Gandarela                       |
| Guimarães              | União das Freguesias de Selho São Lourenço e Gominhães                                  | São Lourenço de Selho           |
| Guimarães              | União das Freguesias de Selho São Lourenço e Gominhães                                  | Gominhães                       |
| Guimarães              | União das Freguesias de Serzedo e Calvos                                                | Serzedo                         |
| Guimarães              | União das Freguesias de Serzedo e Calvos                                                | Calvos                          |
| Guimarães              | União das Freguesias de Briteiros Santo Estêvão e Donim                                 | Santo Estêvão de Briteiros      |
| Guimarães              | União das Freguesias de Briteiros Santo Estêvão e Donim                                 | Donim                           |
| Guimarães              | União das Freguesias de Souto Santa Maria, Souto São Salvador e Gondomar                | São Salvador de Souto           |
| Guimarães              | União das Freguesias de Souto Santa Maria, Souto São Salvador e Gondomar                | Santa Maria de Souto            |
| Guimarães              | União das Freguesias de Souto Santa Maria, Souto São Salvador e Gondomar                | Gondomar                        |
| Guimarães              | União das Freguesias de Prazins Santo Tirso e Corvite                                   | Santo Tirso de Prazins          |
| Guimarães              | União das Freguesias de Prazins Santo Tirso e Corvite                                   | Corvite                         |
| Guimarães              | União das Freguesias de Briteiros Salvador e Briteiros Santa Leocádia                   | Salvador de Briteiros           |
| Guimarães              | União das Freguesias de Briteiros Salvador e Briteiros Santa Leocádia                   | Santa Leocádia de Briteiros     |
| Guimarães              | União das Freguesias de Sande São Lourenço e Balazar                                    | São Lourenço de Sande           |
| Guimarães              | União das Freguesias de Sande São Lourenço e Balazar                                    | Balazar                         |
| Guimarães              | União das Freguesias de Leitões, Oleiros e Figueiredo                                   | Leitões                         |
| Guimarães              | União das Freguesias de Leitões, Oleiros e Figueiredo                                   | Oleiros                         |
| Guimarães              | União das Freguesias de Leitões, Oleiros e Figueiredo                                   | Figueiredo                      |
| Guimarães              | União das Freguesias de Arosa e Castelões                                               | Arosa                           |
| Guimarães              | União das Freguesias de Arosa e Castelões                                               | Castelões                       |
| Póvoa de Lanhoso       | União das Freguesias de Águas Santas e Moure                                            | Águas Santas                    |
| Póvoa de Lanhoso       | União das Freguesias de Águas Santas e Moure                                            | Moure                           |
| Póvoa de Lanhoso       | União das Freguesias de Calvos e Frades                                                 | Calvos                          |
| Póvoa de Lanhoso       | União das Freguesias de Calvos e Frades                                                 | Frades                          |
| Póvoa de Lanhoso       | União das Freguesias de Campos e Louredo                                                | Campos                          |
| Póvoa de Lanhoso       | União das Freguesias de Campos e Louredo                                                | Louredo                         |
| Póvoa de Lanhoso       | União das Freguesias de Esperança e Brunhais                                            | Esperança                       |
| Póvoa de Lanhoso       | União das Freguesias de Esperança e Brunhais                                            | Brunhais                        |
| Póvoa de Lanhoso       | União das Freguesias de Fonte Arcada e Oliveira                                         | Fonte Arcada                    |
| Póvoa de Lanhoso       | União das Freguesias de Fonte Arcada e Oliveira                                         | Oliveira                        |
| Póvoa de Lanhoso       | União das Freguesias de Verim, Friande e Ajude                                          | Verim                           |
| Póvoa de Lanhoso       | União das Freguesias de Verim, Friande e Ajude                                          | Friande                         |
| Póvoa de Lanhoso       | União das Freguesias de Verim, Friande e Ajude                                          | Ajude                           |
| Terras de Bouro        | União das Freguesias de Cibões e Brufe                                                  | Cibões                          |
| Terras de Bouro        | União das Freguesias de Cibões e Brufe                                                  | Brufe                           |
| Terras de Bouro        | União das Freguesias de Chamoim e Vilar                                                 | Chamoim                         |
| Terras de Bouro        | União das Freguesias de Chamoim e Vilar                                                 | Vilar                           |
| Terras de Bouro        | União das Freguesias de Chorense e Monte                                                | Chorense                        |
| Terras de Bouro        | União das Freguesias de Chorense e Monte                                                | Monte                           |
| Vieira do Minho        | União das Freguesias de Anissó e Soutelo                                                | Anissó                          |
| Vieira do Minho        | União das Freguesias de Anissó e Soutelo                                                | Soutelo                         |
| Vieira do Minho        | União das Freguesias de Anjos e Vilar do Chão                                           | Anjos                           |
| Vieira do Minho        | União das Freguesias de Anjos e Vilar do Chão                                           | Vilar do Chão                   |
| Vieira do Minho        | União das Freguesias de Caniçada e Soengas                                              | Caniçada                        |
| Vieira do Minho        | União das Freguesias de Caniçada e Soengas                                              | Soengas                         |
| Vieira do Minho        | União das Freguesias de Ruivães e Campos                                                | Ruivães                         |
| Vieira do Minho        | União das Freguesias de Ruivães e Campos                                                | Campos                          |
| Vieira do Minho        | União das Freguesias de Ventosa e Cova                                                  | Ventosa                         |
| Vieira do Minho        | União das Freguesias de Ventosa e Cova                                                  | Cova                            |
| Vila Nova de Famalicão | União das Freguesias de Vila Nova de Famalicão e Calendário                             | Vila Nova de Famalicão          |
| Vila Nova de Famalicão | União das Freguesias de Vila Nova de Famalicão e Calendário                             | Calendário                      |
| Vila Nova de Famalicão | União das Freguesias de Gondifelos, Cavalões e Outiz                                    | Gondifelos                      |
| Vila Nova de Famalicão | União das Freguesias de Gondifelos, Cavalões e Outiz                                    | Cavalões                        |
| Vila Nova de Famalicão | União das Freguesias de Gondifelos, Cavalões e Outiz                                    | Outiz                           |
| Vila Nova de Famalicão | União das Freguesias de Esmeriz e Cabeçudos                                             | Esmeriz                         |
| Vila Nova de Famalicão | União das Freguesias de Esmeriz e Cabeçudos                                             | Cabeçudos                       |
| Vila Nova de Famalicão | União das Freguesias de Antas e Abade de Vermoim                                        | Antas                           |
| Vila Nova de Famalicão | União das Freguesias de Antas e Abade de Vermoim                                        | Abade de Vermoim                |
| Vila Nova de Famalicão | União das Freguesias de Avidos e Lagoa                                                  | Avidos                          |
| Vila Nova de Famalicão | União das Freguesias de Avidos e Lagoa                                                  | Lagoa                           |
| Vila Nova de Famalicão | União das Freguesias de Seide                                                           | São Miguel de Seide             |
| Vila Nova de Famalicão | União das Freguesias de Seide                                                           | São Paio de Seide               |
| Vila Nova de Famalicão | União das Freguesias de Carreira e Bente                                                | Carreira                        |
| Vila Nova de Famalicão | União das Freguesias de Carreira e Bente                                                | Bente                           |
| Vila Nova de Famalicão | União das Freguesias de Ruivães e Novais                                                | Ruivães                         |
| Vila Nova de Famalicão | União das Freguesias de Ruivães e Novais                                                | Novais                          |
| Vila Nova de Famalicão | União das Freguesias de Vale (São Cosme), Telhado e Portela                             | São Cosme do Vale               |
| Vila Nova de Famalicão | União das Freguesias de Vale (São Cosme), Telhado e Portela                             | Telhado                         |
| Vila Nova de Famalicão | União das Freguesias de Vale (São Cosme), Telhado e Portela                             | Portela                         |
| Vila Nova de Famalicão | União das Freguesias de Lemenhe, Mouquim e Jesufrei                                     | Lemenhe                         |
| Vila Nova de Famalicão | União das Freguesias de Lemenhe, Mouquim e Jesufrei                                     | Mouquim                         |
| Vila Nova de Famalicão | União das Freguesias de Lemenhe, Mouquim e Jesufrei                                     | Jesufrei                        |
| Vila Nova de Famalicão | União das Freguesias de Arnoso (Santa Maria e Santa Eulália) e Sezures                  | Santa Maria de Arnoso           |
| Vila Nova de Famalicão | União das Freguesias de Arnoso (Santa Maria e Santa Eulália) e Sezures                  | Santa Eulália de Arnoso         |
| Vila Nova de Famalicão | União das Freguesias de Arnoso (Santa Maria e Santa Eulália) e Sezures                  | Sezures                         |
| Vila Verde             | Aboim da Nóbrega e Gondomar                                                             | Aboim da Nóbrega                |
| Vila Verde             | Aboim da Nóbrega e Gondomar                                                             | Gondomar                        |
| Vila Verde             | União das Freguesias do Vade                                                            | Atães                           |
| Vila Verde             | União das Freguesias do Vade                                                            | Covas                           |
| Vila Verde             | União das Freguesias do Vade                                                            | Penascais                       |
| Vila Verde             | União das Freguesias do Vade                                                            | Valões                          |
| Vila Verde             | União das Freguesias do Vade                                                            | Codeceda                        |
| Vila Verde             | União das Freguesias de Valbom (São Pedro), Passô e Valbom (São Martinho)               | São Pedro de Valbom             |
| Vila Verde             | União das Freguesias de Valbom (São Pedro), Passô e Valbom (São Martinho)               | Passô                           |
| Vila Verde             | União das Freguesias de Valbom (São Pedro), Passô e Valbom (São Martinho)               | São Martinho de Valbom          |
| Vila Verde             | União das Freguesias de Oriz (Santa Marinha) e Oriz (São Miguel)                        | Santa Marinha de Oriz           |
| Vila Verde             | União das Freguesias de Oriz (Santa Marinha) e Oriz (São Miguel)                        | São Miguel de Oriz              |
| Vila Verde             | União das Freguesias de Sande, Vilarinho, Barros e Gomide                               | Sande                           |
| Vila Verde             | União das Freguesias de Sande, Vilarinho, Barros e Gomide                               | Vilarinho                       |
| Vila Verde             | União das Freguesias de Sande, Vilarinho, Barros e Gomide                               | Barros                          |
| Vila Verde             | União das Freguesias de Sande, Vilarinho, Barros e Gomide                               | Gomide                          |
| Vila Verde             | União das Freguesias de Pico de Regalados, Gondiães e Mós                               | Pico de Regalados               |
| Vila Verde             | União das Freguesias de Pico de Regalados, Gondiães e Mós                               | Gondiães                        |
| Vila Verde             | União das Freguesias de Pico de Regalados, Gondiães e Mós                               | Mós                             |
| Vila Verde             | União das Freguesias de Esqueiros, Nevogilde e Travassós                                | Esqueiros                       |
| Vila Verde             | União das Freguesias de Esqueiros, Nevogilde e Travassós                                | Nevogilde                       |
| Vila Verde             | União das Freguesias de Esqueiros, Nevogilde e Travassós                                | Travassós                       |
| Vila Verde             | União das Freguesias de Carreiras (São Miguel) e Carreiras (Santiago)                   | São Miguel de Carreiras         |
| Vila Verde             | União das Freguesias de Carreiras (São Miguel) e Carreiras (Santiago)                   | Santiago de Carreiras           |
| Vila Verde             | União das Freguesias da Ribeira do Neiva                                                | Duas Igrejas                    |
| Vila Verde             | União das Freguesias da Ribeira do Neiva                                                | Rio Mau                         |
| Vila Verde             | União das Freguesias da Ribeira do Neiva                                                | Goães                           |
| Vila Verde             | União das Freguesias da Ribeira do Neiva                                                | Godinhaços                      |
| Vila Verde             | União das Freguesias da Ribeira do Neiva                                                | Pedregais                       |
| Vila Verde             | União das Freguesias da Ribeira do Neiva                                                | Azões                           |
| Vila Verde             | União das Freguesias da Ribeira do Neiva                                                | Portela das Cabras              |
| Vila Verde             | União das Freguesias de Marrancos e Arcozelo                                            | Marrancos                       |
| Vila Verde             | União das Freguesias de Marrancos e Arcozelo                                            | Arcozelo                        |
| Vila Verde             | União das Freguesias de Escariz (São Mamede) e Escariz (São Martinho)                   | São Mamede de Escariz           |
| Vila Verde             | União das Freguesias de Escariz (São Mamede) e Escariz (São Martinho)                   | São Martinho de Escariz         |
| Vila Verde             | União das Freguesias de Vila Verde e Barbudo                                            | Vila Verde                      |
| Vila Verde             | União das Freguesias de Vila Verde e Barbudo                                            | Barbudo                         |
| Vizela                 | União das Freguesias de Caldas de Vizela (São Miguel e São João)                        | São Miguel de Caldas de Vizela  |
| Vizela                 | União das Freguesias de Caldas de Vizela (São Miguel e São João)                        | São João de Caldas de Vizela    |
| Vizela                 | União das Freguesias de Tagilde e Vizela (São Paio)                                     | Tagilde                         |
| Vizela                 | União das Freguesias de Tagilde e Vizela (São Paio)                                     | São Paio de Vizela              |

## Distrikt Bragança
| Kreis (Concelho)         | Neue Gemeinde                                                             | Aufgelöste Gemeinde      |
| ------------------------ | ------------------------------------------------------------------------- | ------------------------ |
| Alfândega da Fé          | União das Freguesias de Agrobom, Saldonha e Vale Pereiro                  | Agrobom                  |
| Alfândega da Fé          | União das Freguesias de Agrobom, Saldonha e Vale Pereiro                  | Saldonha                 |
| Alfândega da Fé          | União das Freguesias de Agrobom, Saldonha e Vale Pereiro                  | Vale Pereiro             |
| Alfândega da Fé          | União das Freguesias de Eucísia, Gouveia e Valverde                       | Eucísia                  |
| Alfândega da Fé          | União das Freguesias de Eucísia, Gouveia e Valverde                       | Gouveia                  |
| Alfândega da Fé          | União das Freguesias de Eucísia, Gouveia e Valverde                       | Valverde                 |
| Alfândega da Fé          | União das Freguesias de Ferradosa e Sendim da Serra                       | Ferradosa                |
| Alfândega da Fé          | União das Freguesias de Ferradosa e Sendim da Serra                       | Sendim da Serra          |
| Alfândega da Fé          | União das Freguesias de Gebelim e Soeima                                  | Gebelim                  |
| Alfândega da Fé          | União das Freguesias de Gebelim e Soeima                                  | Soeima                   |
| Alfândega da Fé          | União das Freguesias de Parada e Sendim da Ribeira                        | Parada                   |
| Alfândega da Fé          | União das Freguesias de Parada e Sendim da Ribeira                        | Sendim da Ribeira        |
| Alfândega da Fé          | União das Freguesias de Pombal e Vales                                    | Pombal                   |
| Alfândega da Fé          | União das Freguesias de Pombal e Vales                                    | Vales                    |
| Bragança                 | União das Freguesias de Sé, Santa Maria e Meixedo                         | Sé                       |
| Bragança                 | União das Freguesias de Sé, Santa Maria e Meixedo                         | Santa Maria              |
| Bragança                 | União das Freguesias de Sé, Santa Maria e Meixedo                         | Meixedo                  |
| Bragança                 | União das Freguesias de Rebordaínhos e Pombares                           | Rebordaínhos             |
| Bragança                 | União das Freguesias de Rebordaínhos e Pombares                           | Pombares                 |
| Bragança                 | União das Freguesias de Aveleda e Rio de Onor                             | Aveleda                  |
| Bragança                 | União das Freguesias de Aveleda e Rio de Onor                             | Rio de Onor              |
| Bragança                 | União das Freguesias de Izeda, Calvelhe e Paradinha Nova                  | Izeda                    |
| Bragança                 | União das Freguesias de Izeda, Calvelhe e Paradinha Nova                  | Calvelhe                 |
| Bragança                 | União das Freguesias de Izeda, Calvelhe e Paradinha Nova                  | Paradinha Nova           |
| Bragança                 | União das Freguesias de Castrelos e Carrazedo                             | Carrazedo                |
| Bragança                 | União das Freguesias de Castrelos e Carrazedo                             | Castrelos                |
| Bragança                 | União das Freguesias de Parada e Faílde                                   | Parada                   |
| Bragança                 | União das Freguesias de Parada e Faílde                                   | Faílde                   |
| Bragança                 | União das Freguesias de Rio Frio e Milhão                                 | Rio Frio                 |
| Bragança                 | União das Freguesias de Rio Frio e Milhão                                 | Milhão                   |
| Bragança                 | União das Freguesias de São Julião de Palácios e Deilão                   | São Julião de Palácios   |
| Bragança                 | União das Freguesias de São Julião de Palácios e Deilão                   | Deilão                   |
| Carrazeda de Ansiães     | União das Freguesias de Amedo e Zedes                                     | Amedo                    |
| Carrazeda de Ansiães     | União das Freguesias de Amedo e Zedes                                     | Zedes                    |
| Carrazeda de Ansiães     | União das Freguesias de Belver e Mogo de Malta                            | Belver                   |
| Carrazeda de Ansiães     | União das Freguesias de Belver e Mogo de Malta                            | Mogo de Malta            |
| Carrazeda de Ansiães     | União das Freguesias de Castanheiro do Norte e Ribalonga                  | Castanheiro              |
| Carrazeda de Ansiães     | União das Freguesias de Castanheiro do Norte e Ribalonga                  | Ribalonga                |
| Carrazeda de Ansiães     | União das Freguesias de Lavandeira, Beira Grande e Selores                | Lavandeira               |
| Carrazeda de Ansiães     | União das Freguesias de Lavandeira, Beira Grande e Selores                | Beira Grande             |
| Carrazeda de Ansiães     | União das Freguesias de Lavandeira, Beira Grande e Selores                | Selores                  |
| Freixo de Espada à Cinta | União das Freguesias de Freixo de Espada à Cinta e Mazouco                | Freixo de Espada à Cinta |
| Freixo de Espada à Cinta | União das Freguesias de Freixo de Espada à Cinta e Mazouco                | Mazouco                  |
| Freixo de Espada à Cinta | União das Freguesias de Lagoaça e Fornos                                  | Lagoaça                  |
| Freixo de Espada à Cinta | União das Freguesias de Lagoaça e Fornos                                  | Fornos                   |
| Macedo de Cavaleiros     | União das Freguesias de Ala e Vilarinho do Monte                          | Ala                      |
| Macedo de Cavaleiros     | União das Freguesias de Ala e Vilarinho do Monte                          | Vilarinho do Monte       |
| Macedo de Cavaleiros     | União das Freguesias de Bornes e Burga                                    | Bornes                   |
| Macedo de Cavaleiros     | União das Freguesias de Bornes e Burga                                    | Burga                    |
| Macedo de Cavaleiros     | União das Freguesias de Castelãos e Vilar do Monte                        | Castelãos                |
| Macedo de Cavaleiros     | União das Freguesias de Castelãos e Vilar do Monte                        | Vilar do Monte           |
| Macedo de Cavaleiros     | União das Freguesias de Espadanedo, Edroso, Murçós e Soutelo Mourisco     | Espadanedo               |
| Macedo de Cavaleiros     | União das Freguesias de Espadanedo, Edroso, Murçós e Soutelo Mourisco     | Edroso                   |
| Macedo de Cavaleiros     | União das Freguesias de Espadanedo, Edroso, Murçós e Soutelo Mourisco     | Murçós                   |
| Macedo de Cavaleiros     | União das Freguesias de Espadanedo, Edroso, Murçós e Soutelo Mourisco     | Soutelo Mourisco         |
| Macedo de Cavaleiros     | União das Freguesias de Podence e Santa Combinha                          | Podence                  |
| Macedo de Cavaleiros     | União das Freguesias de Podence e Santa Combinha                          | Santa Combinha           |
| Macedo de Cavaleiros     | União das Freguesias de Talhinhas e Bagueixe                              | Talhinhas                |
| Macedo de Cavaleiros     | União das Freguesias de Talhinhas e Bagueixe                              | Bagueixe                 |
| Miranda do Douro         | União das Freguesias de Constantim e Cicouro                              | Constantim               |
| Miranda do Douro         | União das Freguesias de Constantim e Cicouro                              | Cicouro                  |
| Miranda do Douro         | União das Freguesias de Ifanes e Paradela                                 | Ifanes                   |
| Miranda do Douro         | União das Freguesias de Ifanes e Paradela                                 | Paradela                 |
| Miranda do Douro         | União das Freguesias de Sendim e Atenor                                   | Sendim                   |
| Miranda do Douro         | União das Freguesias de Sendim e Atenor                                   | Atenor                   |
| Miranda do Douro         | União das Freguesias de Silva e Águas Vivas                               | Silva                    |
| Miranda do Douro         | União das Freguesias de Silva e Águas Vivas                               | Águas Vivas              |
| Mirandela                | União das Freguesias de Avantos e Romeu                                   | Avantos                  |
| Mirandela                | União das Freguesias de Avantos e Romeu                                   | Romeu                    |
| Mirandela                | União das Freguesias de Franco e Vila Boa                                 | Franco                   |
| Mirandela                | União das Freguesias de Franco e Vila Boa                                 | Vila Boa                 |
| Mirandela                | União das Freguesias de Avidagos, Navalho e Pereira                       | Avidagos                 |
| Mirandela                | União das Freguesias de Avidagos, Navalho e Pereira                       | Navalho                  |
| Mirandela                | União das Freguesias de Avidagos, Navalho e Pereira                       | Pereira                  |
| Mirandela                | União das Freguesias de Freixeda e Vila Verde                             | Freixeda                 |
| Mirandela                | União das Freguesias de Freixeda e Vila Verde                             | Vila Verde               |
| Mirandela                | União das Freguesias de Barcel, Marmelos e Valverde da Gestosa            | Barcel                   |
| Mirandela                | União das Freguesias de Barcel, Marmelos e Valverde da Gestosa            | Marmelos                 |
| Mirandela                | União das Freguesias de Barcel, Marmelos e Valverde da Gestosa            | Valverde da Gestosa      |
| Mogadouro                | União das Freguesias de Mogadouro, Valverde, Vale de Porco e Vilar de Rei | Mogadouro                |
| Mogadouro                | União das Freguesias de Mogadouro, Valverde, Vale de Porco e Vilar de Rei | Valverde                 |
| Mogadouro                | União das Freguesias de Mogadouro, Valverde, Vale de Porco e Vilar de Rei | Vale de Porco            |
| Mogadouro                | União das Freguesias de Mogadouro, Valverde, Vale de Porco e Vilar de Rei | Vilar de Rei             |
| Mogadouro                | União das Freguesias de Remondes e Soutelo                                | Remondes                 |
| Mogadouro                | União das Freguesias de Remondes e Soutelo                                | Soutelo                  |
| Mogadouro                | União das Freguesias de Brunhozinho, Castanheira e Sanhoane               | Brunhozinho              |
| Mogadouro                | União das Freguesias de Brunhozinho, Castanheira e Sanhoane               | Castanheira              |
| Mogadouro                | União das Freguesias de Brunhozinho, Castanheira e Sanhoane               | Sanhoane                 |
| Mogadouro                | União das Freguesias de Vilarinho dos Galegos e Ventozelo                 | Vilarinho dos Galegos    |
| Mogadouro                | União das Freguesias de Vilarinho dos Galegos e Ventozelo                 | Ventozelo                |
| Torre de Moncorvo        | União das Freguesias de Adeganha e Cardanha                               | Adeganha                 |
| Torre de Moncorvo        | União das Freguesias de Adeganha e Cardanha                               | Cardanha                 |
| Torre de Moncorvo        | União das Freguesias de Felgar e Souto da Velha                           | Felgar                   |
| Torre de Moncorvo        | União das Freguesias de Felgar e Souto da Velha                           | Souto da Velha           |
| Torre de Moncorvo        | União das Freguesias de Felgueiras e Maçores                              | Felgueiras               |
| Torre de Moncorvo        | União das Freguesias de Felgueiras e Maçores                              | Maçores                  |
| Torre de Moncorvo        | União das Freguesias de Urrós e Peredo dos Castelhanos                    | Urrós                    |
| Torre de Moncorvo        | União das Freguesias de Urrós e Peredo dos Castelhanos                    | Peredo dos Castelhanos   |
| Vila Flor                | União das Freguesias de Assares e Lodões                                  | Assares                  |
| Vila Flor                | União das Freguesias de Assares e Lodões                                  | Lodões                   |
| Vila Flor                | União das Freguesias de Candoso e Carvalho de Egas                        | Candoso                  |
| Vila Flor                | União das Freguesias de Candoso e Carvalho de Egas                        | Carvalho de Egas         |
| Vila Flor                | União das Freguesias de Valtorno e Mourão                                 | Valtorno                 |
| Vila Flor                | União das Freguesias de Valtorno e Mourão                                 | Mourão                   |
| Vila Flor                | União das Freguesias de Vila Flor e Nabo                                  | Vila Flor                |
| Vila Flor                | União das Freguesias de Vila Flor e Nabo                                  | Nabo                     |
| Vila Flor                | União das Freguesias de Vilas Boas e Vilarinho das Azenhas                | Vilas Boas               |
| Vila Flor                | União das Freguesias de Vilas Boas e Vilarinho das Azenhas                | Vilarinho das Azenhas    |
| Vimioso                  | União das Freguesias de Algoso, Campo de Víboras e Uva                    | Algoso                   |
| Vimioso                  | União das Freguesias de Algoso, Campo de Víboras e Uva                    | Campo de Víboras         |
| Vimioso                  | União das Freguesias de Algoso, Campo de Víboras e Uva                    | Uva                      |
| Vimioso                  | União das Freguesias de Caçarelhos e Angueira                             | Caçarelhos               |
| Vimioso                  | União das Freguesias de Caçarelhos e Angueira                             | Angueira                 |
| Vimioso                  | União das Freguesias de Vale de Frades e Avelanoso                        | Vale de Frades           |
| Vimioso                  | União das Freguesias de Vale de Frades e Avelanoso                        | Avelanoso                |
| Vinhais                  | União das Freguesias de Curopos e Vale de Janeiro                         | Curopos                  |
| Vinhais                  | União das Freguesias de Curopos e Vale de Janeiro                         | Vale de Janeiro          |
| Vinhais                  | União das Freguesias de Moimenta e Montouto                               | Moimenta                 |
| Vinhais                  | União das Freguesias de Moimenta e Montouto                               | Montouto                 |
| Vinhais                  | União das Freguesias de Nunes e Ousilhão                                  | Nunes                    |
| Vinhais                  | União das Freguesias de Nunes e Ousilhão                                  | Ousilhão                 |
| Vinhais                  | União das Freguesias de Quirás e Pinheiro Novo                            | Quirás                   |
| Vinhais                  | União das Freguesias de Quirás e Pinheiro Novo                            | Pinheiro Novo            |
| Vinhais                  | União das Freguesias de Sobreiró de Baixo e Alvaredos                     | Sobreiró de Baixo        |
| Vinhais                  | União das Freguesias de Sobreiró de Baixo e Alvaredos                     | Alvaredos                |
| Vinhais                  | União das Freguesias de Soeira, Fresulfe e Mofreita                       | Soeira                   |
| Vinhais                  | União das Freguesias de Soeira, Fresulfe e Mofreita                       | Fresulfe                 |
| Vinhais                  | União das Freguesias de Soeira, Fresulfe e Mofreita                       | Mofreita                 |
| Vinhais                  | União das Freguesias de Travanca e Santa Cruz                             | Travanca                 |
| Vinhais                  | União das Freguesias de Travanca e Santa Cruz                             | Santa Cruz               |
| Vinhais                  | União das Freguesias de Vilar de Lomba e São Jomil                        | Vilar de Lomba           |
| Vinhais                  | União das Freguesias de Vilar de Lomba e São Jomil                        | São Jomil                |

## Distrikt Castelo Branco
| Kreis (Concelho) | Neue Gemeinde                                                                           | Aufgelöste Gemeinde     |
| ---------------- | --------------------------------------------------------------------------------------- | ----------------------- |
| Belmonte         | União das Freguesias de Belmonte e Colmeal da Torre                                     | Belmonte                |
| Belmonte         | União das Freguesias de Belmonte e Colmeal da Torre                                     | Colmeal da Torre        |
| Castelo Branco   | União das Freguesias de Cebolais de Cima e Retaxo                                       | Cebolais de Cima        |
| Castelo Branco   | União das Freguesias de Cebolais de Cima e Retaxo                                       | Retaxo                  |
| Castelo Branco   | União das Freguesias de Escalos de Baixo e Mata                                         | Escalos de Baixo        |
| Castelo Branco   | União das Freguesias de Escalos de Baixo e Mata                                         | Mata                    |
| Castelo Branco   | União das Freguesias de Escalos de Cima e Lousa                                         | Escalos de Cima         |
| Castelo Branco   | União das Freguesias de Escalos de Cima e Lousa                                         | Lousa                   |
| Castelo Branco   | União das Freguesias de Freixial do Campo e Juncal do Campo                             | Freixial do Campo       |
| Castelo Branco   | União das Freguesias de Freixial do Campo e Juncal do Campo                             | Juncal do Campo         |
| Castelo Branco   | União das Freguesias de Ninho do Açor e Sobral do Campo                                 | Ninho do Açor           |
| Castelo Branco   | União das Freguesias de Ninho do Açor e Sobral do Campo                                 | Sobral do Campo         |
| Castelo Branco   | União das Freguesias de Póvoa de Rio de Moinhos e Cafede                                | Póvoa de Rio de Moinhos |
| Castelo Branco   | União das Freguesias de Póvoa de Rio de Moinhos e Cafede                                | Cafede                  |
| Covilhã          | União das Freguesias de Covilhã e Canhoso                                               | Conceição               |
| Covilhã          | União das Freguesias de Covilhã e Canhoso                                               | Santa Maria             |
| Covilhã          | União das Freguesias de Covilhã e Canhoso                                               | São Martinho            |
| Covilhã          | União das Freguesias de Covilhã e Canhoso                                               | São Pedro               |
| Covilhã          | União das Freguesias de Covilhã e Canhoso                                               | Canhoso                 |
| Covilhã          | União das Freguesias de Vale Formoso e Aldeia do Souto                                  | Vale Formoso            |
| Covilhã          | União das Freguesias de Vale Formoso e Aldeia do Souto                                  | Aldeia do Souto         |
| Covilhã          | União das Freguesias de Teixoso e Sarzedo                                               | Teixoso                 |
| Covilhã          | União das Freguesias de Teixoso e Sarzedo                                               | Sarzedo                 |
| Covilhã          | União das Freguesias de Cantar-Galo e Vila do Carvalho                                  | Cantar-Galo             |
| Covilhã          | União das Freguesias de Cantar-Galo e Vila do Carvalho                                  | Vila do Carvalho        |
| Covilhã          | União das Freguesias de Peso e Vales do Rio                                             | Peso                    |
| Covilhã          | União das Freguesias de Peso e Vales do Rio                                             | Vales do Rio            |
| Covilhã          | União das Freguesias de Barco e Coutada                                                 | Barco                   |
| Covilhã          | União das Freguesias de Barco e Coutada                                                 | Coutada                 |
| Covilhã          | União das Freguesias de Casegas e Ourondo                                               | Casegas                 |
| Covilhã          | União das Freguesias de Casegas e Ourondo                                               | Ourondo                 |
| Fundão           | Três Povos                                                                              | Salgueiro               |
| Fundão           | Três Povos                                                                              | Escarigo                |
| Fundão           | União das Freguesias de Fundão, Valverde, Donas, Aldeia de Joanes e Aldeia Nova do Cabo | Fundão                  |
| Fundão           | União das Freguesias de Fundão, Valverde, Donas, Aldeia de Joanes e Aldeia Nova do Cabo | Valverde                |
| Fundão           | União das Freguesias de Fundão, Valverde, Donas, Aldeia de Joanes e Aldeia Nova do Cabo | Donas                   |
| Fundão           | União das Freguesias de Fundão, Valverde, Donas, Aldeia de Joanes e Aldeia Nova do Cabo | Aldeia de Joanes        |
| Fundão           | União das Freguesias de Fundão, Valverde, Donas, Aldeia de Joanes e Aldeia Nova do Cabo | Aldeia Nova do Cabo     |
| Fundão           | União das Freguesias de Vale de Prazeres e Mata da Rainha                               | Vale de Prazeres        |
| Fundão           | União das Freguesias de Vale de Prazeres e Mata da Rainha                               | Mata da Rainha          |
| Fundão           | União das Freguesias de Póvoa de Atalaia e Atalaia do Campo                             | Póvoa de Atalaia        |
| Fundão           | União das Freguesias de Póvoa de Atalaia e Atalaia do Campo                             | Atalaia do Campo        |
| Fundão           | União das Freguesias de Janeiro de Cima e Bogas de Baixo                                | Janeiro de Cima         |
| Fundão           | União das Freguesias de Janeiro de Cima e Bogas de Baixo                                | Bogas de Baixo          |
| Idanha-a-Nova    | União das Freguesias de Idanha-a-Nova e Alcafozes                                       | Idanha-a-Nova           |
| Idanha-a-Nova    | União das Freguesias de Idanha-a-Nova e Alcafozes                                       | Alcafozes               |
| Idanha-a-Nova    | União das Freguesias de Monfortinho e Salvaterra do Extremo                             | Monfortinho             |
| Idanha-a-Nova    | União das Freguesias de Monfortinho e Salvaterra do Extremo                             | Salvaterra do Extremo   |
| Idanha-a-Nova    | União das Freguesias de Monsanto e Idanha-a-Velha                                       | Monsanto                |
| Idanha-a-Nova    | União das Freguesias de Monsanto e Idanha-a-Velha                                       | Idanha-a-Velha          |
| Idanha-a-Nova    | União das Freguesias de Zebreira e Segura                                               | Segura                  |
| Idanha-a-Nova    | União das Freguesias de Zebreira e Segura                                               | Zebreira                |
| Oleiros          | Amieira-Oleiros                                                                         | Oleiros                 |
| Oleiros          | Amieira-Oleiros                                                                         | Amieira                 |
| Oleiros          | Estreito-Vilar Barroco                                                                  | Estreito                |
| Oleiros          | Estreito-Vilar Barroco                                                                  | Vilar Barroco           |
| Penamacor        | União das Freguesias de Aldeia do Bispo, Águas e Aldeia de João Pires                   | Aldeia do Bispo         |
| Penamacor        | União das Freguesias de Aldeia do Bispo, Águas e Aldeia de João Pires                   | Águas                   |
| Penamacor        | União das Freguesias de Aldeia do Bispo, Águas e Aldeia de João Pires                   | Aldeia de João Pires    |
| Penamacor        | União das Freguesias de Pedrógão de São Pedro e Bemposta                                | Pedrógão de São Pedro   |
| Penamacor        | União das Freguesias de Pedrógão de São Pedro e Bemposta                                | Bemposta                |
| Proença-a-Nova   | União das Freguesias de Sobreira Formosa e Alvito da Beira                              | Alvito da Beira         |
| Proença-a-Nova   | União das Freguesias de Sobreira Formosa e Alvito da Beira                              | Sobreira Formosa        |
| Proença-a-Nova   | União das Freguesias de Proença-a-Nova e Peral                                          | Peral                   |
| Proença-a-Nova   | União das Freguesias de Proença-a-Nova e Peral                                          | Proença-a-Nova          |
| Sertã            | União das Freguesias de Ermida e Figueiredo                                             | Ermida                  |
| Sertã            | União das Freguesias de Ermida e Figueiredo                                             | Figueiredo              |
| Sertã            | União das Freguesias de Cernache do Bonjardim, Nesperal e Palhais                       | Cernache do Bonjardim   |
| Sertã            | União das Freguesias de Cernache do Bonjardim, Nesperal e Palhais                       | Nesperal                |
| Sertã            | União das Freguesias de Cernache do Bonjardim, Nesperal e Palhais                       | Palhais                 |
| Sertã            | União das Freguesias de Cumeada e Marmeleiro                                            | Cumeada                 |
| Sertã            | União das Freguesias de Cumeada e Marmeleiro                                            | Marmeleiro              |

## Distrikt Coimbra
| Kreis (Concelho)     | Neue Gemeinde                                                                    | Aufgelöste Gemeinde      |
| -------------------- | -------------------------------------------------------------------------------- | ------------------------ |
| Arganil              | União das Freguesias de Vila Cova de Alva e Anceriz                              | Vila Cova de Alva        |
| Arganil              | União das Freguesias de Vila Cova de Alva e Anceriz                              | Anceriz                  |
| Arganil              | União das Freguesias de Cepos e Teixeira                                         | Cepos                    |
| Arganil              | União das Freguesias de Cepos e Teixeira                                         | Teixeira                 |
| Arganil              | União das Freguesias de Cerdeira e Moura da Serra                                | Cerdeira                 |
| Arganil              | União das Freguesias de Cerdeira e Moura da Serra                                | Moura da Serra           |
| Arganil              | União das Freguesias de Côja e Barril de Alva                                    | Coja                     |
| Arganil              | União das Freguesias de Côja e Barril de Alva                                    | Barril de Alva           |
| Cantanhede           | União das Freguesias de Cantanhede e Pocariça                                    | Cantanhede               |
| Cantanhede           | União das Freguesias de Cantanhede e Pocariça                                    | Pocariça                 |
| Cantanhede           | União das Freguesias de Covões e Camarneira                                      | Covões                   |
| Cantanhede           | União das Freguesias de Covões e Camarneira                                      | Camarneira               |
| Cantanhede           | União das Freguesias de Portunhos e Outil                                        | Portunhos                |
| Cantanhede           | União das Freguesias de Portunhos e Outil                                        | Outil                    |
| Cantanhede           | União das Freguesias de Sepins e Bolho                                           | Sepins                   |
| Cantanhede           | União das Freguesias de Sepins e Bolho                                           | Bolho                    |
| Cantanhede           | União das Freguesias de Vilamar e Corticeiro de Cima                             | Vilamar                  |
| Cantanhede           | União das Freguesias de Vilamar e Corticeiro de Cima                             | Corticeiro de Cima       |
| Coimbra              | União das Freguesias de Assafarge e Antanhol                                     | Assafarge                |
| Coimbra              | União das Freguesias de Assafarge e Antanhol                                     | Antanhol                 |
| Coimbra              | União das Freguesias de Antuzede e Vil de Matos                                  | Antuzede                 |
| Coimbra              | União das Freguesias de Antuzede e Vil de Matos                                  | Vil de Matos             |
| Coimbra              | União das Freguesias de Coimbra (Sé Nova, Santa Cruz, Almedina e São Bartolomeu) | Sé Nova                  |
| Coimbra              | União das Freguesias de Coimbra (Sé Nova, Santa Cruz, Almedina e São Bartolomeu) | Santa Cruz               |
| Coimbra              | União das Freguesias de Coimbra (Sé Nova, Santa Cruz, Almedina e São Bartolomeu) | Almedina                 |
| Coimbra              | União das Freguesias de Coimbra (Sé Nova, Santa Cruz, Almedina e São Bartolomeu) | São Bartolomeu           |
| Coimbra              | União das Freguesias de Eiras e São Paulo de Frades                              | Eiras                    |
| Coimbra              | União das Freguesias de Eiras e São Paulo de Frades                              | São Paulo de Frades      |
| Coimbra              | União das Freguesias de Santa Clara e Castelo Viegas                             | Santa Clara              |
| Coimbra              | União das Freguesias de Santa Clara e Castelo Viegas                             | Castelo Viegas           |
| Coimbra              | União das Freguesias de São Martinho de Árvore e Lamarosa                        | São Martinho de Árvore   |
| Coimbra              | União das Freguesias de São Martinho de Árvore e Lamarosa                        | Lamarosa                 |
| Coimbra              | União das Freguesias de São Martinho do Bispo e Ribeira de Frades                | São Martinho do Bispo    |
| Coimbra              | União das Freguesias de São Martinho do Bispo e Ribeira de Frades                | Ribeira de Frades        |
| Coimbra              | União das Freguesias de Souselas e Botão                                         | Souselas                 |
| Coimbra              | União das Freguesias de Souselas e Botão                                         | Botão                    |
| Coimbra              | União das Freguesias de Taveiro, Ameal e Arzila                                  | Taveiro                  |
| Coimbra              | União das Freguesias de Taveiro, Ameal e Arzila                                  | Ameal                    |
| Coimbra              | União das Freguesias de Taveiro, Ameal e Arzila                                  | Arzila                   |
| Coimbra              | União das Freguesias de Trouxemil e Torre de Vilela                              | Trouxemil                |
| Coimbra              | União das Freguesias de Trouxemil e Torre de Vilela                              | Torre de Vilela          |
| Condeixa-a-Nova      | União das Freguesias de Condeixa-a-Velha e Condeixa-a-Nova                       | Condeixa-a-Velha         |
| Condeixa-a-Nova      | União das Freguesias de Condeixa-a-Velha e Condeixa-a-Nova                       | Condeixa-a-Nova          |
| Condeixa-a-Nova      | União das Freguesias de Sebal e Belide                                           | Sebal                    |
| Condeixa-a-Nova      | União das Freguesias de Sebal e Belide                                           | Belide                   |
| Condeixa-a-Nova      | União das Freguesias de Vila Seca e Bem da Fé                                    | Vila Seca                |
| Condeixa-a-Nova      | União das Freguesias de Vila Seca e Bem da Fé                                    | Bem da Fé                |
| Figueira da Foz      | Paião                                                                            | Borda do Campo           |
| Figueira da Foz      | Paião                                                                            | Paião                    |
| Figueira da Foz      | Ferreira-a-Nova                                                                  | Ferreira-a-Nova          |
| Figueira da Foz      | Ferreira-a-Nova                                                                  | Santana                  |
| Góis                 | União das Freguesias de Cadafaz e Colmeal                                        | Cadafaz                  |
| Góis                 | União das Freguesias de Cadafaz e Colmeal                                        | Colmeal                  |
| Lousã                | União das Freguesias de Foz de Arouce e Casal de Ermio                           | Foz de Arouce            |
| Lousã                | União das Freguesias de Foz de Arouce e Casal de Ermio                           | Casal de Ermio           |
| Lousã                | União das Freguesias de Lousã e Vilarinho                                        | Lousã                    |
| Lousã                | União das Freguesias de Lousã e Vilarinho                                        | Vilarinho                |
| Miranda do Corvo     | União das Freguesias de Semide e Rio Vide                                        | Semide                   |
| Miranda do Corvo     | União das Freguesias de Semide e Rio Vide                                        | Rio Vide                 |
| Montemor-o-Velho     | União das Freguesias de Abrunheira, Verride e Vila Nova da Barca                 | Abrunheira               |
| Montemor-o-Velho     | União das Freguesias de Abrunheira, Verride e Vila Nova da Barca                 | Verride                  |
| Montemor-o-Velho     | União das Freguesias de Abrunheira, Verride e Vila Nova da Barca                 | Vila Nova da Barca       |
| Montemor-o-Velho     | União das Freguesias de Montemor-o-Velho e Gatões                                | Gatões                   |
| Montemor-o-Velho     | União das Freguesias de Montemor-o-Velho e Gatões                                | Montemor-o-Velho         |
| Oliveira do Hospital | União das Freguesias de Ervedal e Vila Franca da Beira                           | Ervedal                  |
| Oliveira do Hospital | União das Freguesias de Ervedal e Vila Franca da Beira                           | Vila Franca da Beira     |
| Oliveira do Hospital | União das Freguesias de Lagos da Beira e Lajeosa                                 | Lagos da Beira           |
| Oliveira do Hospital | União das Freguesias de Lagos da Beira e Lajeosa                                 | Lajeosa                  |
| Oliveira do Hospital | União das Freguesias de Oliveira do Hospital e São Paio de Gramaços              | Oliveira do Hospital     |
| Oliveira do Hospital | União das Freguesias de Oliveira do Hospital e São Paio de Gramaços              | São Paio de Gramaços     |
| Oliveira do Hospital | União das Freguesias de Penalva de Alva e São Sebastião da Feira                 | Penalva de Alva          |
| Oliveira do Hospital | União das Freguesias de Penalva de Alva e São Sebastião da Feira                 | São Sebastião da Feira   |
| Oliveira do Hospital | União das Freguesias de Santa Ovaia e Vila Pouca da Beira                        | Santa Ovaia              |
| Oliveira do Hospital | União das Freguesias de Santa Ovaia e Vila Pouca da Beira                        | Vila Pouca da Beira      |
| Pampilhosa da Serra  | Fajão-Vidual                                                                     | Fajão                    |
| Pampilhosa da Serra  | Fajão-Vidual                                                                     | Vidual                   |
| Pampilhosa da Serra  | Portela do Fojo-Machio                                                           | Portela do Fojo          |
| Pampilhosa da Serra  | Portela do Fojo-Machio                                                           | Machio                   |
| Penacova             | União das Freguesias de Friúmes e Paradela                                       | Friúmes                  |
| Penacova             | União das Freguesias de Friúmes e Paradela                                       | Paradela                 |
| Penacova             | União das Freguesias de Oliveira do Mondego e Travanca do Mondego                | Oliveira do Mondego      |
| Penacova             | União das Freguesias de Oliveira do Mondego e Travanca do Mondego                | Travanca do Mondego      |
| Penacova             | União das Freguesias de São Pedro de Alva e São Paio de Mondego                  | São Pedro de Alva        |
| Penacova             | União das Freguesias de São Pedro de Alva e São Paio de Mondego                  | São Paio de Mondego      |
| Penela               | União das Freguesias de São Miguel, Santa Eufémia e Rabaçal                      | São Miguel               |
| Penela               | União das Freguesias de São Miguel, Santa Eufémia e Rabaçal                      | Santa Eufémia            |
| Penela               | União das Freguesias de São Miguel, Santa Eufémia e Rabaçal                      | Rabaçal                  |
| Soure                | União das Freguesias de Gesteira e Brunhós                                       | Brunhós                  |
| Soure                | União das Freguesias de Gesteira e Brunhós                                       | Gesteira                 |
| Soure                | União das Freguesias de Degracias e Pombalinho                                   | Degracias                |
| Soure                | União das Freguesias de Degracias e Pombalinho                                   | Pombalinho               |
| Tábua                | União das Freguesias de Ázere e Covelo                                           | Ázere                    |
| Tábua                | União das Freguesias de Ázere e Covelo                                           | Covelo                   |
| Tábua                | União das Freguesias de Covas e Vila Nova de Oliveirinha                         | Covas                    |
| Tábua                | União das Freguesias de Covas e Vila Nova de Oliveirinha                         | Vila Nova de Oliveirinha |
| Tábua                | União das Freguesias de Espariz e Sinde                                          | Espariz                  |
| Tábua                | União das Freguesias de Espariz e Sinde                                          | Sinde                    |
| Tábua                | União das Freguesias de Pinheiro de Coja e Meda de Mouros                        | Pinheiro de Coja         |
| Tábua                | União das Freguesias de Pinheiro de Coja e Meda de Mouros                        | Meda de Mouros           |

## Distrikt Évora
| Kreis (Concelho)      | Neue Gemeinde | Aufgelöste Gemeinde                  |
| --------------------- | --- | ------------------------------------ |
| Alandroal             | União das Freguesias de Alandroal (Nossa Senhora da Conceição), São Brás dos Matos (Mina do Bugalho) e Juromenha | Nossa Senhora da Conceição           |
| Alandroal             | União das Freguesias de Alandroal (Nossa Senhora da Conceição), São Brás dos Matos (Mina do Bugalho) e Juromenha | São Brás dos Matos (Mina do Bugalho) |
| Alandroal             | União das Freguesias de Alandroal (Nossa Senhora da Conceição), São Brás dos Matos (Mina do Bugalho) e Juromenha | Juromenha                            |
| Arraiolos             | União das Freguesias de Gafanhoeira (São Pedro) e Sabugueiro                                                     | São Pedro de Gafanhoeira             |
| Arraiolos             | União das Freguesias de Gafanhoeira (São Pedro) e Sabugueiro                                                     | Sabugueiro                           |
| Arraiolos             | União das Freguesias de São Gregório e Santa Justa                                                               | São Gregório                         |
| Arraiolos             | União das Freguesias de São Gregório e Santa Justa                                                               | Santa Justa                          |
| Estremoz              | União das Freguesias de Estremoz (Santa Maria e Santo André)                                                     | Santa Maria                          |
| Estremoz              | União das Freguesias de Estremoz (Santa Maria e Santo André)                                                     | Santo André                          |
| Estremoz              | União das Freguesias de São Bento do Cortiço e Santo Estêvão                                                     | São Bento do Cortiço                 |
| Estremoz              | União das Freguesias de São Bento do Cortiço e Santo Estêvão                                                     | Santo Estêvão                        |
| Estremoz              | União das Freguesias de São Lourenço de Mamporcão e São Bento de Ana Loura                                       | São Lourenço de Mamporcão            |
| Estremoz              | União das Freguesias de São Lourenço de Mamporcão e São Bento de Ana Loura                                       | São Bento de Ana Loura               |
| Estremoz              | União das Freguesias do Ameixial (Santa Vitória e São Bento)                                                     | Santa Vitória do Ameixial            |
| Estremoz              | União das Freguesias do Ameixial (Santa Vitória e São Bento)                                                     | São Bento do Ameixial                |
| Évora                 | União das Freguesias de Bacelo e Senhora da Saúde                                                                | Bacelo                               |
| Évora                 | União das Freguesias de Bacelo e Senhora da Saúde                                                                | Senhora da Saúde                     |
| Évora                 | União das Freguesias de Évora (São Mamede, Sé, São Pedro e Santo Antão)                                          | São Mamede                           |
| Évora                 | União das Freguesias de Évora (São Mamede, Sé, São Pedro e Santo Antão)                                          | Sé e São Pedro                       |
| Évora                 | União das Freguesias de Évora (São Mamede, Sé, São Pedro e Santo Antão)                                          | Santo Antão                          |
| Évora                 | União das Freguesias de Malagueira e Horta das Figueiras                                                         | Malagueira                           |
| Évora                 | União das Freguesias de Malagueira e Horta das Figueiras                                                         | Horta das Figueiras                  |
| Évora                 | União das Freguesias de Nossa Senhora da Tourega e Nossa Senhora de Guadalupe                                    | Nossa Senhora da Tourega             |
| Évora                 | União das Freguesias de Nossa Senhora da Tourega e Nossa Senhora de Guadalupe                                    | Nossa Senhora de Guadalupe           |
| Évora                 | União das Freguesias de São Manços e São Vicente do Pigeiro                                                      | São Manços                           |
| Évora                 | União das Freguesias de São Manços e São Vicente do Pigeiro                                                      | São Vicente do Pigeiro               |
| Évora                 | União das Freguesias de São Sebastião da Giesteira e Nossa Senhora da Boa Fé                                     | São Sebastião da Giesteira           |
| Évora                 | União das Freguesias de São Sebastião da Giesteira e Nossa Senhora da Boa Fé                                     | Nossa Senhora da Boa Fé              |
| Montemor-o-Novo       | União das Freguesias de Cortiçadas de Lavre e Lavre                                                              | Cortiçadas de Lavre                  |
| Montemor-o-Novo       | União das Freguesias de Cortiçadas de Lavre e Lavre                                                              | Lavre                                |
| Montemor-o-Novo       | União das Freguesias de Nossa Senhora da Vila, Nossa Senhora do Bispo e Silveiras                                | Nossa Senhora da Vila                |
| Montemor-o-Novo       | União das Freguesias de Nossa Senhora da Vila, Nossa Senhora do Bispo e Silveiras                                | Nossa Senhora do Bispo               |
| Montemor-o-Novo       | União das Freguesias de Nossa Senhora da Vila, Nossa Senhora do Bispo e Silveiras                                | Silveiras                            |
| Portel                | União das Freguesias de Amieira e Alqueva                                                                        | Amieira                              |
| Portel                | União das Freguesias de Amieira e Alqueva                                                                        | Alqueva                              |
| Portel                | União das Freguesias de São Bartolomeu do Outeiro e Oriola                                                       | São Bartolomeu do Outeiro            |
| Portel                | União das Freguesias de São Bartolomeu do Outeiro e Oriola                                                       | Oriola                               |
| Reguengos de Monsaraz | União das Freguesias de Campo e Campinho                                                                         | Campo                                |
| Reguengos de Monsaraz | União das Freguesias de Campo e Campinho                                                                         | Campinho                             |
| Vila Viçosa           | Nossa Senhora da Conceição e São Bartolomeu                                                                      | Conceição                            |
| Vila Viçosa           | Nossa Senhora da Conceição e São Bartolomeu                                                                      | São Bartolomeu                       |

## Distrikt Faro
| Kreis (Concelho) | Neue Gemeinde                                               | Aufgelöste Gemeinde |
| ---------------- | ----------------------------------------------------------- | ------------------- |
| Albufeira        | Albufeira e Olhos de Água                                   | Albufeira           |
| Albufeira        | Albufeira e Olhos de Água                                   | Olhos de Água       |
| Alcoutim         | União das Freguesias de Alcoutim e Pereiro                  | Alcoutim            |
| Alcoutim         | União das Freguesias de Alcoutim e Pereiro                  | Pereiro             |
| Faro             | União das Freguesias de Conceição e Estoi                   | Conceição           |
| Faro             | União das Freguesias de Conceição e Estoi                   | Estoi               |
| Faro             | União das Freguesias de Faro (Sé e São Pedro)               | Sé                  |
| Faro             | União das Freguesias de Faro (Sé e São Pedro)               | São Pedro           |
| Lagoa            | União das Freguesias de Estômbar e Parchal                  | Estômbar            |
| Lagoa            | União das Freguesias de Estômbar e Parchal                  | Parchal             |
| Lagoa            | União das Freguesias de Lagoa e Carvoeiro                   | Lagoa               |
| Lagoa            | União das Freguesias de Lagoa e Carvoeiro                   | Carvoeiro           |
| Lagos            | União das Freguesias de Bensafrim e Barão de São João       | Bensafrim           |
| Lagos            | União das Freguesias de Bensafrim e Barão de São João       | Barão de São João   |
| Lagos            | União das Freguesias de Lagos (São Sebastião e Santa Maria) | São Sebastião       |
| Lagos            | União das Freguesias de Lagos (São Sebastião e Santa Maria) | Santa Maria         |
| Loulé            | União das Freguesias de Querença, Tôr e Benafim             | Querença            |
| Loulé            | União das Freguesias de Querença, Tôr e Benafim             | Tôr                 |
| Loulé            | União das Freguesias de Querença, Tôr e Benafim             | Benafim             |
| Olhão            | União das Freguesias de Moncarapacho e Fuseta               | Moncarapacho        |
| Olhão            | União das Freguesias de Moncarapacho e Fuseta               | Fuseta              |
| Silves           | União das Freguesias de Alcantarilha e Pêra                 | Alcantarilha        |
| Silves           | União das Freguesias de Alcantarilha e Pêra                 | Pêra                |
| Silves           | União das Freguesias de Algoz e Tunes                       | Algoz               |
| Silves           | União das Freguesias de Algoz e Tunes                       | Tunes               |
| Tavira           | União das Freguesias de Conceição e Cabanas de Tavira       | Conceição           |
| Tavira           | União das Freguesias de Conceição e Cabanas de Tavira       | Cabanas de Tavira   |
| Tavira           | União das Freguesias de Luz de Tavira e Santo Estêvão       | Luz de Tavira       |
| Tavira           | União das Freguesias de Luz de Tavira e Santo Estêvão       | Santo Estêvão       |
| Tavira           | União das Freguesias de Tavira (Santa Maria e Santiago)     | Santa Maria         |
| Tavira           | União das Freguesias de Tavira (Santa Maria e Santiago)     | Santiago            |
| Vila do Bispo    | Vila do Bispo e Raposeira                                   | Vila do Bispo       |
| Vila do Bispo    | Vila do Bispo e Raposeira                                   | Raposeira           |

## Distrikt Guarda
| Kreis (Concelho)            | Neue Gemeinde                                                                          | Aufgelöste Gemeinde      |
| --------------------------- | -------------------------------------------------------------------------------------- | ------------------------ |
| Aguiar da Beira             | União das Freguesias de Aguiar da Beira e Coruche                                      | Aguiar da Beira          |
| Aguiar da Beira             | União das Freguesias de Aguiar da Beira e Coruche                                      | Coruche                  |
| Aguiar da Beira             | União das Freguesias de Sequeiros e Gradiz                                             | Sequeiros                |
| Aguiar da Beira             | União das Freguesias de Sequeiros e Gradiz                                             | Gradiz                   |
| Aguiar da Beira             | União das Freguesias de Souto de Aguiar da Beira e Valverde                            | Souto de Aguiar da Beira |
| Aguiar da Beira             | União das Freguesias de Souto de Aguiar da Beira e Valverde                            | Valverde                 |
| Almeida                     | União das Freguesias de Malpartida e Vale de Coelha                                    | Malpartida               |
| Almeida                     | União das Freguesias de Malpartida e Vale de Coelha                                    | Vale de Coelha           |
| Almeida                     | União das Freguesias de Azinhal, Peva e Vale Verde                                     | Azinhal                  |
| Almeida                     | União das Freguesias de Azinhal, Peva e Vale Verde                                     | Peva                     |
| Almeida                     | União das Freguesias de Azinhal, Peva e Vale Verde                                     | Vale Verde               |
| Almeida                     | União das Freguesias de Junça e Naves                                                  | Junça                    |
| Almeida                     | União das Freguesias de Junça e Naves                                                  | Naves                    |
| Almeida                     | União das Freguesias de Leomil, Mido, Senouras e Aldeia Nova                           | Leomil                   |
| Almeida                     | União das Freguesias de Leomil, Mido, Senouras e Aldeia Nova                           | Mido                     |
| Almeida                     | União das Freguesias de Leomil, Mido, Senouras e Aldeia Nova                           | Senouras                 |
| Almeida                     | União das Freguesias de Leomil, Mido, Senouras e Aldeia Nova                           | Aldeia Nova              |
| Almeida                     | União das Freguesias de Amoreira, Parada e Cabreira                                    | Amoreira                 |
| Almeida                     | União das Freguesias de Amoreira, Parada e Cabreira                                    | Parada                   |
| Almeida                     | União das Freguesias de Amoreira, Parada e Cabreira                                    | Cabreira                 |
| Almeida                     | União das Freguesias de Castelo Mendo, Ade, Monte Perobolço e Mesquitela               | Castelo Mendo            |
| Almeida                     | União das Freguesias de Castelo Mendo, Ade, Monte Perobolço e Mesquitela               | Ade                      |
| Almeida                     | União das Freguesias de Castelo Mendo, Ade, Monte Perobolço e Mesquitela               | Monte Perobolço          |
| Almeida                     | União das Freguesias de Castelo Mendo, Ade, Monte Perobolço e Mesquitela               | Mesquitela               |
| Almeida                     | União das Freguesias de Miuzela e Porto de Ovelha                                      | Miuzela                  |
| Almeida                     | União das Freguesias de Miuzela e Porto de Ovelha                                      | Porto de Ovelha          |
| Celorico da Beira           | União das Freguesias de Açores e Velosa                                                | Açores                   |
| Celorico da Beira           | União das Freguesias de Açores e Velosa                                                | Velosa                   |
| Celorico da Beira           | União das Freguesias de Celorico (São Pedro e Beira Santa Maria) e Vila Boa do Mondego | São Pedro                |
| Celorico da Beira           | União das Freguesias de Celorico (São Pedro e Beira Santa Maria) e Vila Boa do Mondego | Santa Maria              |
| Celorico da Beira           | União das Freguesias de Celorico (São Pedro e Beira Santa Maria) e Vila Boa do Mondego | Vila Boa do Mondego      |
| Celorico da Beira           | União das Freguesias de Cortiçô da Serra, Vide Entre Vinhas e Salgueirais              | Cortiçô da Serra         |
| Celorico da Beira           | União das Freguesias de Cortiçô da Serra, Vide Entre Vinhas e Salgueirais              | Vide Entre Vinhas        |
| Celorico da Beira           | União das Freguesias de Cortiçô da Serra, Vide Entre Vinhas e Salgueirais              | Salgueirais              |
| Celorico da Beira           | União das Freguesias de Rapa e Cadafaz                                                 | Rapa                     |
| Celorico da Beira           | União das Freguesias de Rapa e Cadafaz                                                 | Cadafaz                  |
| Figueira de Castelo Rodrigo | União das Freguesias de Cinco Vilas e Reigada                                          | Cinco Vilas              |
| Figueira de Castelo Rodrigo | União das Freguesias de Cinco Vilas e Reigada                                          | Reigada                  |
| Figueira de Castelo Rodrigo | União das Freguesias de Colmeal e Vilar Torpim                                         | Colmeal                  |
| Figueira de Castelo Rodrigo | União das Freguesias de Colmeal e Vilar Torpim                                         | Vilar Torpim             |
| Figueira de Castelo Rodrigo | União das Freguesias de Almofala e Escarigo                                            | Escarigo                 |
| Figueira de Castelo Rodrigo | União das Freguesias de Almofala e Escarigo                                            | Almofala                 |
| Figueira de Castelo Rodrigo | União das Freguesias de Freixeda do Torrão, Quintã de Pêro Martins e Penha de Águia    | Penha de Águia           |
| Figueira de Castelo Rodrigo | União das Freguesias de Freixeda do Torrão, Quintã de Pêro Martins e Penha de Águia    | Quintã de Pêro Martins   |
| Figueira de Castelo Rodrigo | União das Freguesias de Freixeda do Torrão, Quintã de Pêro Martins e Penha de Águia    | Freixeda do Torrão       |
| Figueira de Castelo Rodrigo | União das Freguesias de Algodres, Vilar de Amargo e Vale de Afonsinho                  | Vale de Afonsinho        |
| Figueira de Castelo Rodrigo | União das Freguesias de Algodres, Vilar de Amargo e Vale de Afonsinho                  | Vilar de Amargo          |
| Figueira de Castelo Rodrigo | União das Freguesias de Algodres, Vilar de Amargo e Vale de Afonsinho                  | Algodres                 |
| Fornos de Algodres          | União das Freguesias de Sobral Pichorro e Fuinhas                                      | Sobral Pichorro          |
| Fornos de Algodres          | União das Freguesias de Sobral Pichorro e Fuinhas                                      | Fuinhas                  |
| Fornos de Algodres          | União das Freguesias de Cortiçô e Vila Chã                                             | Cortiçô                  |
| Fornos de Algodres          | União das Freguesias de Cortiçô e Vila Chã                                             | Vila Chã                 |
| Fornos de Algodres          | União das Freguesias de Juncais, Vila Ruiva e Vila Soeiro do Chão                      | Juncais                  |
| Fornos de Algodres          | União das Freguesias de Juncais, Vila Ruiva e Vila Soeiro do Chão                      | Vila Ruiva               |
| Fornos de Algodres          | União das Freguesias de Juncais, Vila Ruiva e Vila Soeiro do Chão                      | Vila Soeiro do Chão      |
| Gouveia                     | União das Freguesias de Figueiró da Serra e Freixo da Serra                            | Figueiró da Serra        |
| Gouveia                     | União das Freguesias de Figueiró da Serra e Freixo da Serra                            | Freixo da Serra          |
| Gouveia                     | União das Freguesias de Melo e Nabais                                                  | Melo                     |
| Gouveia                     | União das Freguesias de Melo e Nabais                                                  | Nabais                   |
| Gouveia                     | União das Freguesias de Rio Torto e Lagarinhos                                         | Rio Torto                |
| Gouveia                     | União das Freguesias de Rio Torto e Lagarinhos                                         | Lagarinhos               |
| Gouveia                     | União das Freguesias de Moimenta da Serra e Vinhó                                      | Moimenta da Serra        |
| Gouveia                     | União das Freguesias de Moimenta da Serra e Vinhó                                      | Vinhó                    |
| Gouveia                     | União das Freguesias de Aldeias e Mangualde da Serra                                   | Aldeias                  |
| Gouveia                     | União das Freguesias de Aldeias e Mangualde da Serra                                   | Mangualde da Serra       |
| Gouveia                     | União das Freguesias de Gouveia (São Pedro e São Julião)                               | São Pedro                |
| Gouveia                     | União das Freguesias de Gouveia (São Pedro e São Julião)                               | São Julião               |
| Guarda                      | Guarda                                                                                 | São Vicente              |
| Guarda                      | Guarda                                                                                 | Sé                       |
| Guarda                      | Guarda                                                                                 | São Miguel da Guarda     |
| Guarda                      | Adão                                                                                   | Adão                     |
| Guarda                      | Adão                                                                                   | Carvalhal Meão           |
| Guarda                      | Gonçalo                                                                                | Gonçalo                  |
| Guarda                      | Gonçalo                                                                                | Seixo Amarelo            |
| Guarda                      | Jarmelo São Miguel                                                                     | São Miguel (Jarmelo)     |
| Guarda                      | Jarmelo São Miguel                                                                     | Ribeira dos Carinhos     |
| Guarda                      | Jarmelo São Pedro                                                                      | São Pedro (Jarmelo)      |
| Guarda                      | Jarmelo São Pedro                                                                      | Gagos                    |
| Guarda                      | União das Freguesias de Avelãs de Ambom e Rocamondo                                    | Avelãs de Ambom          |
| Guarda                      | União das Freguesias de Avelãs de Ambom e Rocamondo                                    | Rocamondo                |
| Guarda                      | União das Freguesias de Corujeira e Trinta                                             | Corujeira                |
| Guarda                      | União das Freguesias de Corujeira e Trinta                                             | Trinta                   |
| Guarda                      | União das Freguesias de Mizarela, Pêro Soares e Vila Soeiro                            | Mizarela                 |
| Guarda                      | União das Freguesias de Mizarela, Pêro Soares e Vila Soeiro                            | Pêro Soares              |
| Guarda                      | União das Freguesias de Mizarela, Pêro Soares e Vila Soeiro                            | Vila Soeiro              |
| Guarda                      | União das Freguesias de Pousade e Albardo                                              | Pousade                  |
| Guarda                      | União das Freguesias de Pousade e Albardo                                              | Albardo                  |
| Guarda                      | União das Freguesias de Rochoso e Monte Margarida                                      | Rochoso                  |
| Guarda                      | União das Freguesias de Rochoso e Monte Margarida                                      | Monte Margarida          |
| Mêda                        | União das Freguesias de Meda, Outeiro de Gatos e Fonte Longa                           | Mêda                     |
| Mêda                        | União das Freguesias de Meda, Outeiro de Gatos e Fonte Longa                           | Outeiro de Gatos         |
| Mêda                        | União das Freguesias de Meda, Outeiro de Gatos e Fonte Longa                           | Fonte Longa              |
| Mêda                        | União das Freguesias de Prova e Casteição                                              | Prova                    |
| Mêda                        | União das Freguesias de Prova e Casteição                                              | Casteição                |
| Mêda                        | União das Freguesias de Vale Flor, Carvalhal e Pai Penela                              | Vale Flor                |
| Mêda                        | União das Freguesias de Vale Flor, Carvalhal e Pai Penela                              | Carvalhal                |
| Mêda                        | União das Freguesias de Vale Flor, Carvalhal e Pai Penela                              | Pai Penela               |
| Pinhel                      | Alverca da Beira/Bouça Cova                                                            | Alverca da Beira         |
| Pinhel                      | Alverca da Beira/Bouça Cova                                                            | Bouça Cova               |
| Pinhel                      | União das Freguesias de Atalaia e Safurdão                                             | Atalaia                  |
| Pinhel                      | União das Freguesias de Atalaia e Safurdão                                             | Safurdão                 |
| Pinhel                      | Vale do Côa                                                                            | Azevo                    |
| Pinhel                      | Vale do Côa                                                                            | Cidadelhe                |
| Pinhel                      | Valbom/Bogalhal                                                                        | Valbom                   |
| Pinhel                      | Valbom/Bogalhal                                                                        | Bogalhal                 |
| Pinhel                      | Terras de Massueime                                                                    | Cerejo                   |
| Pinhel                      | Terras de Massueime                                                                    | Ervas Tenras             |
| Pinhel                      | Agregação das Freguesias Sul de Pinhel                                                 | Gouveias                 |
| Pinhel                      | Agregação das Freguesias Sul de Pinhel                                                 | Pomares                  |
| Pinhel                      | Vale do Massueime                                                                      | Santa Eufémia            |
| Pinhel                      | Vale do Massueime                                                                      | Sorval                   |
| Pinhel                      | Vale do Massueime                                                                      | Póvoa d’El-Rei           |
| Pinhel                      | Alto do Palurdo                                                                        | Pereiro                  |
| Pinhel                      | Alto do Palurdo                                                                        | Vale de Madeira          |
| Sabugal                     | União das Freguesias de Aldeia da Ribeira, Vilar Maior e Badamalos                     | Aldeia da Ribeira        |
| Sabugal                     | União das Freguesias de Aldeia da Ribeira, Vilar Maior e Badamalos                     | Vilar Maior              |
| Sabugal                     | União das Freguesias de Aldeia da Ribeira, Vilar Maior e Badamalos                     | Badamalos                |
| Sabugal                     | União das Freguesias de Lajeosa e Forcalhos                                            | Lajeosa                  |
| Sabugal                     | União das Freguesias de Lajeosa e Forcalhos                                            | Forcalhos                |
| Sabugal                     | União das Freguesias de Pousafoles do Bispo, Pena Lobo e Lomba                         | Pousafoles do Bispo      |
| Sabugal                     | União das Freguesias de Pousafoles do Bispo, Pena Lobo e Lomba                         | Pena Lobo                |
| Sabugal                     | União das Freguesias de Pousafoles do Bispo, Pena Lobo e Lomba                         | Lomba                    |
| Sabugal                     | União das Freguesias de Ruvina, Ruivós e Vale das Éguas                                | Ruvina                   |
| Sabugal                     | União das Freguesias de Ruvina, Ruivós e Vale das Éguas                                | Ruivós                   |
| Sabugal                     | União das Freguesias de Ruvina, Ruivós e Vale das Éguas                                | Vale das Éguas           |
| Sabugal                     | União das Freguesias do Sabugal e Aldeia de Santo António                              | Sabugal                  |
| Sabugal                     | União das Freguesias do Sabugal e Aldeia de Santo António                              | Aldeia de Santo António  |
| Sabugal                     | União das Freguesias de Santo Estêvão e Moita                                          | Santo Estêvão            |
| Sabugal                     | União das Freguesias de Santo Estêvão e Moita                                          | Moita                    |
| Sabugal                     | União das Freguesias de Seixo do Côa e Vale Longo                                      | Seixo do Côa             |
| Sabugal                     | União das Freguesias de Seixo do Côa e Vale Longo                                      | Vale Longo               |
| Seia                        | União das Freguesias de Carragozela e Várzea de Meruge                                 | Carragozela              |
| Seia                        | União das Freguesias de Carragozela e Várzea de Meruge                                 | Várzea de Meruge         |
| Seia                        | União das Freguesias de Sameice e Santa Eulália                                        | Sameice                  |
| Seia                        | União das Freguesias de Sameice e Santa Eulália                                        | Santa Eulália            |
| Seia                        | União das Freguesias de Santa Marinha e São Martinho                                   | Santa Marinha            |
| Seia                        | União das Freguesias de Santa Marinha e São Martinho                                   | São Martinho             |
| Seia                        | União das Freguesias de Seia, São Romão e Lapa dos Dinheiros                           | Seia                     |
| Seia                        | União das Freguesias de Seia, São Romão e Lapa dos Dinheiros                           | São Romão                |
| Seia                        | União das Freguesias de Seia, São Romão e Lapa dos Dinheiros                           | Lapa dos Dinheiros       |
| Seia                        | União das Freguesias de Torrozelo e Folhadosa                                          | Torrozelo                |
| Seia                        | União das Freguesias de Torrozelo e Folhadosa                                          | Folhadosa                |
| Seia                        | União das Freguesias de Tourais e Lajes                                                | Tourais                  |
| Seia                        | União das Freguesias de Tourais e Lajes                                                | Lajes                    |
| Seia                        | União das Freguesias de Vide e Cabeça                                                  | Vide                     |
| Seia                        | União das Freguesias de Vide e Cabeça                                                  | Cabeça                   |
| Trancoso                    | União das Freguesias de Freches e Torres                                               | Freches                  |
| Trancoso                    | União das Freguesias de Freches e Torres                                               | Torres                   |
| Trancoso                    | União das Freguesias de Torre do Terrenho, Sebadelhe da Serra e Terrenho               | Torre do Terrenho        |
| Trancoso                    | União das Freguesias de Torre do Terrenho, Sebadelhe da Serra e Terrenho               | Sebadelhe da Serra       |
| Trancoso                    | União das Freguesias de Torre do Terrenho, Sebadelhe da Serra e Terrenho               | Terrenho                 |
| Trancoso                    | União das Freguesias de Trancoso (São Pedro e Santa Maria) e Souto Maior               | São Pedro                |
| Trancoso                    | União das Freguesias de Trancoso (São Pedro e Santa Maria) e Souto Maior               | Santa Maria              |
| Trancoso                    | União das Freguesias de Trancoso (São Pedro e Santa Maria) e Souto Maior               | Souto Maior              |
| Trancoso                    | União das Freguesias de Vale do Seixo e Vila Garcia                                    | Vale do Seixo            |
| Trancoso                    | União das Freguesias de Vale do Seixo e Vila Garcia                                    | Vila Garcia              |
| Trancoso                    | União das Freguesias de Vila Franca das Naves e Feital                                 | Vila Franca das Naves    |
| Trancoso                    | União das Freguesias de Vila Franca das Naves e Feital                                 | Feital                   |
| Trancoso                    | União das Freguesias de Vilares e Carnicães                                            | Vilares                  |
| Trancoso                    | União das Freguesias de Vilares e Carnicães                                            | Carnicães                |
| Vila Nova de Foz Côa        | Freixo de Numão                                                                        | Murça                    |
| Vila Nova de Foz Côa        | Freixo de Numão                                                                        | Freixo de Numão          |
| Vila Nova de Foz Côa        | Vila Nova de Foz Côa                                                                   | Mós                      |
| Vila Nova de Foz Côa        | Vila Nova de Foz Côa                                                                   | Santo Amaro              |
| Vila Nova de Foz Côa        | Vila Nova de Foz Côa                                                                   | Vila Nova de Foz Côa     |

## Distrikt Leiria
| Kreis (Concelho)    | Neue Gemeinde                                                               | Aufgelöste Gemeinde        |
| ------------------- | --------------------------------------------------------------------------- | -------------------------- |
| Alcobaça            | União das Freguesias de Pataias e Martingança                               | Pataias                    |
| Alcobaça            | União das Freguesias de Pataias e Martingança                               | Martingança                |
| Alcobaça            | União das Freguesias de Coz, Alpedriz e Montes                              | Coz                        |
| Alcobaça            | União das Freguesias de Coz, Alpedriz e Montes                              | Alpedriz                   |
| Alcobaça            | União das Freguesias de Coz, Alpedriz e Montes                              | Montes                     |
| Alcobaça            | Aljubarrota                                                                 | Prazeres de Aljubarrota    |
| Alcobaça            | Aljubarrota                                                                 | São Vicente de Aljubarrota |
| Alcobaça            | União das Freguesias de Vestiaria e Alcobaça                                | Alcobaça                   |
| Alcobaça            | União das Freguesias de Vestiaria e Alcobaça                                | Vestiaria                  |
| Alvaiázere          | Alvaiázere                                                                  | Maçãs de Caminho           |
| Alvaiázere          | Alvaiázere                                                                  | Alvaiázere                 |
| Alvaiázere          | Pussos São Pedro                                                            | Rego da Murta              |
| Alvaiázere          | Pussos São Pedro                                                            | Pussos                     |
| Ansião              | Ansião                                                                      | Ansião                     |
| Ansião              | Ansião                                                                      | Torre de Vale de Todos     |
| Ansião              | Ansião                                                                      | Lagarteira                 |
| Bombarral           | União das Freguesias do Bombarral e Vale Covo                               | Bombarral                  |
| Bombarral           | União das Freguesias do Bombarral e Vale Covo                               | Vale Covo                  |
| Caldas da Rainha    | União das Freguesias de Tornada e Salir do Porto                            | Tornada                    |
| Caldas da Rainha    | União das Freguesias de Tornada e Salir do Porto                            | Salir do Porto             |
| Castanheira de Pera | União das Freguesias de Castanheira de Pêra e Coentral                      | Castanheira de Pera        |
| Castanheira de Pera | União das Freguesias de Castanheira de Pêra e Coentral                      | Coentral                   |
| Figueiró dos Vinhos | União das Freguesias de Figueiró dos Vinhose Bairradas                      | Figueiró dos Vinhos        |
| Figueiró dos Vinhos | União das Freguesias de Figueiró dos Vinhose Bairradas                      | Bairradas                  |
| Leiria              | União das Freguesias de Colmeias e Memória                                  | Colmeias                   |
| Leiria              | União das Freguesias de Colmeias e Memória                                  | Memória                    |
| Leiria              | União das Freguesias de Leiria, Pousos, Barreira e Cortes                   | Leiria                     |
| Leiria              | União das Freguesias de Leiria, Pousos, Barreira e Cortes                   | Pousos                     |
| Leiria              | União das Freguesias de Leiria, Pousos, Barreira e Cortes                   | Barreira                   |
| Leiria              | União das Freguesias de Leiria, Pousos, Barreira e Cortes                   | Cortes                     |
| Leiria              | União das Freguesias de Marrazes e Barosa                                   | Marrazes                   |
| Leiria              | União das Freguesias de Marrazes e Barosa                                   | Barosa                     |
| Leiria              | União das Freguesias de Monte Real e Carvide                                | Monte Real                 |
| Leiria              | União das Freguesias de Monte Real e Carvide                                | Carvide                    |
| Leiria              | União das Freguesias de Monte Redondo e Carreira                            | Monte Redondo              |
| Leiria              | União das Freguesias de Monte Redondo e Carreira                            | Carreira                   |
| Leiria              | União das Freguesias de Parceiros e Azoia                                   | Parceiros                  |
| Leiria              | União das Freguesias de Parceiros e Azoia                                   | Azoia                      |
| Leiria              | União das Freguesias de Santa Catarina da Serra e Chainça                   | Santa Catarina da Serra    |
| Leiria              | União das Freguesias de Santa Catarina da Serra e Chainça                   | Chainça                    |
| Leiria              | União das Freguesias de Santa Eufémia e Boa Vista                           | Santa Eufémia              |
| Leiria              | União das Freguesias de Santa Eufémia e Boa Vista                           | Boa Vista                  |
| Leiria              | União das Freguesias de Souto de Carpalhosa e Ortigosa                      | Souto de Carpalhosa        |
| Leiria              | União das Freguesias de Souto de Carpalhosa e Ortigosa                      | Ortigosa                   |
| Óbidos              | Santa Maria, São Pedro e Sobral da Lagoa                                    | Santa Maria                |
| Óbidos              | Santa Maria, São Pedro e Sobral da Lagoa                                    | São Pedro                  |
| Óbidos              | Santa Maria, São Pedro e Sobral da Lagoa                                    | Sobral da Lagoa            |
| Peniche             | Peniche                                                                     | Ajuda                      |
| Peniche             | Peniche                                                                     | Conceição                  |
| Peniche             | Peniche                                                                     | São Pedro                  |
| Pombal              | União das Freguesias de Guia, Ilha e Mata Mourisca                          | Guia                       |
| Pombal              | União das Freguesias de Guia, Ilha e Mata Mourisca                          | Ilha                       |
| Pombal              | União das Freguesias de Guia, Ilha e Mata Mourisca                          | Mata Mourisca              |
| Pombal              | União das Freguesias de Santiago e São Simão de Litém e Albergaria dos Doze | Santiago de Litém          |
| Pombal              | União das Freguesias de Santiago e São Simão de Litém e Albergaria dos Doze | São Simão de Litém         |
| Pombal              | União das Freguesias de Santiago e São Simão de Litém e Albergaria dos Doze | Albergaria dos Doze        |
| Porto de Mós        | Porto de Mós - São João Baptista e São Pedro                                | São João Baptista          |
| Porto de Mós        | Porto de Mós - São João Baptista e São Pedro                                | São Pedro                  |
| Porto de Mós        | União das Freguesias de Alvados e Alcaria                                   | Alvados                    |
| Porto de Mós        | União das Freguesias de Alvados e Alcaria                                   | Alcaria                    |
| Porto de Mós        | União das Freguesias de Arrimal e Mendiga                                   | Arrimal                    |
| Porto de Mós        | União das Freguesias de Arrimal e Mendiga                                   | Mendiga                    |

## Distrikt Lissabon
| Kreis (Concelho)    | Neue Gemeinde                                                                                                 | Aufgelöste Gemeinde                 |
| ------------------- | --- | ----------------------------------- |
| Alenquer            | União das Freguesias de Abrigada e Cabanas de Torres                                                          | Abrigada                            |
| Alenquer            | União das Freguesias de Abrigada e Cabanas de Torres                                                          | Cabanas de Torres                   |
| Alenquer            | União das Freguesias de Aldeia Galega da Merceana e Aldeia Gavinha                                            | Aldeia Galega da Merceana           |
| Alenquer            | União das Freguesias de Aldeia Galega da Merceana e Aldeia Gavinha                                            | Aldeia Gavinha                      |
| Alenquer            | União das Freguesias de Alenquer (Santo Estêvão e Triana)                                                     | Santo Estêvão                       |
| Alenquer            | União das Freguesias de Alenquer (Santo Estêvão e Triana)                                                     | Triana                              |
| Alenquer            | União das Freguesias de Carregado e Cadafais                                                                  | Carregado                           |
| Alenquer            | União das Freguesias de Carregado e Cadafais                                                                  | Cadafais                            |
| Alenquer            | União das Freguesias de Ribafria e Pereiro de Palhacana                                                       | Ribafria                            |
| Alenquer            | União das Freguesias de Ribafria e Pereiro de Palhacana                                                       | Pereiro de Palhacana                |
| Azambuja            | União das Freguesias de Manique do Intendente, Vila Nova de São Pedro e Maçussa                               | Manique do Intendente               |
| Azambuja            | União das Freguesias de Manique do Intendente, Vila Nova de São Pedro e Maçussa                               | Vila Nova de São Pedro              |
| Azambuja            | União das Freguesias de Manique do Intendente, Vila Nova de São Pedro e Maçussa                               | Maçussa                             |
| Cadaval             | União das Freguesias do Cadaval e Pêro Moniz                                                                  | Cadaval                             |
| Cadaval             | União das Freguesias do Cadaval e Pêro Moniz                                                                  | Pêro Moniz                          |
| Cadaval             | União das Freguesias de Lamas e Cercal                                                                        | Lamas                               |
| Cadaval             | União das Freguesias de Lamas e Cercal                                                                        | Cercal                              |
| Cadaval             | União das Freguesias de Painho e Figueiros                                                                    | Painho                              |
| Cadaval             | União das Freguesias de Painho e Figueiros                                                                    | Figueiros                           |
| Cascais             | União das Freguesias de Carcavelos e Parede                                                                   | Carcavelos                          |
| Cascais             | União das Freguesias de Carcavelos e Parede                                                                   | Parede                              |
| Cascais             | União das Freguesias de Cascais e Estoril                                                                     | Cascais                             |
| Cascais             | União das Freguesias de Cascais e Estoril                                                                     | Estoril                             |
| Loures              | União das Freguesias de Camarate, Unhos e Apelação                                                            | Camarate                            |
| Loures              | União das Freguesias de Camarate, Unhos e Apelação                                                            | Unhos                               |
| Loures              | União das Freguesias de Camarate, Unhos e Apelação                                                            | Apelação                            |
| Loures              | União das Freguesias de Moscavide e Portela                                                                   | Moscavide                           |
| Loures              | União das Freguesias de Moscavide e Portela                                                                   | Portela                             |
| Loures              | União das Freguesias de Sacavém e Prior Velho                                                                 | Sacavém                             |
| Loures              | União das Freguesias de Sacavém e Prior Velho                                                                 | Prior Velho                         |
| Loures              | União das Freguesias de Santa Iria de Azóia, São João da Talha e Bobadela                                     | Santa Iria de Azóia                 |
| Loures              | União das Freguesias de Santa Iria de Azóia, São João da Talha e Bobadela                                     | São João da Talha                   |
| Loures              | União das Freguesias de Santa Iria de Azóia, São João da Talha e Bobadela                                     | Bobadela                            |
| Loures              | União das Freguesias de Santo Antão e São Julião do Tojal                                                     | Santo Antão do Tojal                |
| Loures              | União das Freguesias de Santo Antão e São Julião do Tojal                                                     | São Julião do Tojal                 |
| Loures              | União das Freguesias de Santo António dos Cavaleiros e Frielas                                                | Santo António dos Cavaleiros        |
| Loures              | União das Freguesias de Santo António dos Cavaleiros e Frielas                                                | Frielas                             |
| Lourinhã            | União das Freguesias de Lourinhã e Atalaia                                                                    | Lourinhã                            |
| Lourinhã            | União das Freguesias de Lourinhã e Atalaia                                                                    | Atalaia                             |
| Lourinhã            | União das Freguesias de Miragaia e Marteleira                                                                 | Miragaia                            |
| Lourinhã            | União das Freguesias de Miragaia e Marteleira                                                                 | Marteleira                          |
| Lourinhã            | União das Freguesias de São Bartolomeu dos Galegos e Moledo                                                   | São Bartolomeu dos Galegos          |
| Lourinhã            | União das Freguesias de São Bartolomeu dos Galegos e Moledo                                                   | Moledo                              |
| Mafra               | União das Freguesias de Azueira e Sobral da Abelheira                                                         | Azueira                             |
| Mafra               | União das Freguesias de Azueira e Sobral da Abelheira                                                         | Sobral da Abelheira                 |
| Mafra               | União das Freguesias de Enxara do Bispo, Gradil e Vila Franca do Rosário                                      | Enxara do Bispo                     |
| Mafra               | União das Freguesias de Enxara do Bispo, Gradil e Vila Franca do Rosário                                      | Gradil                              |
| Mafra               | União das Freguesias de Enxara do Bispo, Gradil e Vila Franca do Rosário                                      | Vila Franca do Rosário              |
| Mafra               | União das Freguesias de Igreja Nova e Cheleiros                                                               | Igreja Nova                         |
| Mafra               | União das Freguesias de Igreja Nova e Cheleiros                                                               | Cheleiros                           |
| Mafra               | União das Freguesias de Malveira e São Miguel de Alcainça                                                     | Malveira                            |
| Mafra               | União das Freguesias de Malveira e São Miguel de Alcainça                                                     | São Miguel de Alcainça              |
| Mafra               | União das Freguesias de Venda do Pinheiro e Santo Estêvão das Galés                                           | Venda do Pinheiro                   |
| Mafra               | União das Freguesias de Venda do Pinheiro e Santo Estêvão das Galés                                           | Santo Estêvão das Galés             |
| Odivelas            | União das Freguesias de Pontinha e Famões                                                                     | Pontinha                            |
| Odivelas            | União das Freguesias de Pontinha e Famões                                                                     | Famões                              |
| Odivelas            | União das Freguesias de Póvoa de Santo Adrião e Olival de Basto                                               | Póvoa de Santo Adrião               |
| Odivelas            | União das Freguesias de Póvoa de Santo Adrião e Olival de Basto                                               | Olival Basto                        |
| Odivelas            | União das Freguesias de Ramada e Caneças                                                                      | Ramada                              |
| Odivelas            | União das Freguesias de Ramada e Caneças                                                                      | Caneças                             |
| Oeiras              | União das Freguesias de Algés, Linda-a-Velha e Cruz Quebrada - Dafundo                                        | Algés                               |
| Oeiras              | União das Freguesias de Algés, Linda-a-Velha e Cruz Quebrada - Dafundo                                        | Linda-a-Velha                       |
| Oeiras              | União das Freguesias de Algés, Linda-a-Velha e Cruz Quebrada - Dafundo                                        | Cruz Quebrada – Dafundo             |
| Oeiras              | União das Freguesias de Carnaxide e Queijas                                                                   | Carnaxide                           |
| Oeiras              | União das Freguesias de Carnaxide e Queijas                                                                   | Queijas                             |
| Oeiras              | União das Freguesias de Oeiras e São Julião da Barra, Paço de Arcos e Caxias                                  | Oeiras e São Julião da Barra        |
| Oeiras              | União das Freguesias de Oeiras e São Julião da Barra, Paço de Arcos e Caxias                                  | Paço de Arcos                       |
| Oeiras              | União das Freguesias de Oeiras e São Julião da Barra, Paço de Arcos e Caxias                                  | Caxias                              |
| Sintra              | União das Freguesias de Agualva e Mira Sintra                                                                 | Agualva                             |
| Sintra              | União das Freguesias de Agualva e Mira Sintra                                                                 | Mira Sintra                         |
| Sintra              | União das Freguesias de Almargem do Bispo, Pero Pinheiro e Montelavar                                         | Almargem do Bispo                   |
| Sintra              | União das Freguesias de Almargem do Bispo, Pero Pinheiro e Montelavar                                         | Pêro Pinheiro                       |
| Sintra              | União das Freguesias de Almargem do Bispo, Pero Pinheiro e Montelavar                                         | Montelavar                          |
| Sintra              | União das Freguesias do Cacém e São Marcos                                                                    | Cacém                               |
| Sintra              | União das Freguesias do Cacém e São Marcos                                                                    | São Marcos                          |
| Sintra              | União das Freguesias de Massamá e Monte Abraão                                                                | Massamá                             |
| Sintra              | União das Freguesias de Massamá e Monte Abraão                                                                | Monte Abraão                        |
| Sintra              | União das Freguesias de Queluz e Belas                                                                        | Queluz                              |
| Sintra              | União das Freguesias de Queluz e Belas                                                                        | Belas                               |
| Sintra              | União das Freguesias de São João das Lampas e Terrugem                                                        | São João das Lampas                 |
| Sintra              | União das Freguesias de São João das Lampas e Terrugem                                                        | Terrugem                            |
| Sintra              | União das Freguesias de Sintra (Santa Maria e São Miguel, São Martinho e São Pedro de Penaferrim)             | Santa Maria e São Miguel            |
| Sintra              | União das Freguesias de Sintra (Santa Maria e São Miguel, São Martinho e São Pedro de Penaferrim)             | São Martinho                        |
| Sintra              | União das Freguesias de Sintra (Santa Maria e São Miguel, São Martinho e São Pedro de Penaferrim)             | São Pedro de Penaferrim             |
| Torres Vedras       | União das Freguesias de A dos Cunhados e Maceira                                                              | A dos Cunhados                      |
| Torres Vedras       | União das Freguesias de A dos Cunhados e Maceira                                                              | Maceira                             |
| Torres Vedras       | União das Freguesias de Campelos e Outeiro da Cabeça                                                          | Campelos                            |
| Torres Vedras       | União das Freguesias de Campelos e Outeiro da Cabeça                                                          | Outeiro da Cabeça                   |
| Torres Vedras       | União das Freguesias de Carvoeira e Carmões                                                                   | Carvoeira                           |
| Torres Vedras       | União das Freguesias de Carvoeira e Carmões                                                                   | Carmões                             |
| Torres Vedras       | União das Freguesias de Dois Portos e Runa                                                                    | Dois Portos                         |
| Torres Vedras       | União das Freguesias de Dois Portos e Runa                                                                    | Runa                                |
| Torres Vedras       | União das Freguesias de Maxial e Monte Redondo                                                                | Maxial                              |
| Torres Vedras       | União das Freguesias de Maxial e Monte Redondo                                                                | Monte Redondo                       |
| Torres Vedras       | União das Freguesias de Torres Vedras (São Pedro e Santiago e Santa Maria do Castelo e São Miguel) e Matacães | São Pedro e Santiago                |
| Torres Vedras       | União das Freguesias de Torres Vedras (São Pedro e Santiago e Santa Maria do Castelo e São Miguel) e Matacães | Santa Maria do Castelo e São Miguel |
| Torres Vedras       | União das Freguesias de Torres Vedras (São Pedro e Santiago e Santa Maria do Castelo e São Miguel) e Matacães | Matacães                            |
| Vila Franca de Xira | União das Freguesias de Alhandra, São João dos Montes e Calhandriz                                            | Alhandra                            |
| Vila Franca de Xira | União das Freguesias de Alhandra, São João dos Montes e Calhandriz                                            | São João dos Montes                 |
| Vila Franca de Xira | União das Freguesias de Alhandra, São João dos Montes e Calhandriz                                            | Calhandriz                          |
| Vila Franca de Xira | União das Freguesias de Alverca do Ribatejo e Sobralinho                                                      | Alverca do Ribatejo                 |
| Vila Franca de Xira | União das Freguesias de Alverca do Ribatejo e Sobralinho                                                      | Sobralinho                          |
| Vila Franca de Xira | União das Freguesias de Castanheira do Ribatejo e Cachoeiras                                                  | Castanheira do Ribatejo             |
| Vila Franca de Xira | União das Freguesias de Castanheira do Ribatejo e Cachoeiras                                                  | Cachoeiras                          |
| Vila Franca de Xira | União das Freguesias de Póvoa de Santa Iria e Forte da Casa                                                   | Póvoa de Santa Iria                 |
| Vila Franca de Xira | União das Freguesias de Póvoa de Santa Iria e Forte da Casa                                                   | Forte da Casa                       |

## Distrikt Portalegre
| Kreis (Concelho) | Neue Gemeinde                                                              | Aufgelöste Gemeinde               |
| ---------------- | -------------------------------------------------------------------------- | --------------------------------- |
| Avis             | União das Freguesias de Alcórrego e Maranhão                               | Alcôrrego                         |
| Avis             | União das Freguesias de Alcórrego e Maranhão                               | Maranhão                          |
| Avis             | União das Freguesias de Benavila e Valongo                                 | Benavila                          |
| Avis             | União das Freguesias de Benavila e Valongo                                 | Valongo                           |
| Crato            | União das Freguesias de Crato e Mártires, Flor da Rosa e Vale do Peso      | Crato e Mártires                  |
| Crato            | União das Freguesias de Crato e Mártires, Flor da Rosa e Vale do Peso      | Flor da Rosa                      |
| Crato            | União das Freguesias de Crato e Mártires, Flor da Rosa e Vale do Peso      | Vale do Peso                      |
| Elvas            | União das Freguesias de Barbacena e Vila Fernando                          | Barbacena                         |
| Elvas            | União das Freguesias de Barbacena e Vila Fernando                          | Vila Fernando                     |
| Elvas            | Caia, São Pedro e Alcáçova                                                 | Caia e São Pedro                  |
| Elvas            | Caia, São Pedro e Alcáçova                                                 | Alcáçova                          |
| Elvas            | Assunção, Ajuda, Salvador e Santo Ildefonso                                | Assunção                          |
| Elvas            | Assunção, Ajuda, Salvador e Santo Ildefonso                                | Ajuda, Salvador e Santo Ildefonso |
| Elvas            | União das Freguesias de Terrugem e Vila Boim                               | Terrugem                          |
| Elvas            | União das Freguesias de Terrugem e Vila Boim                               | Vila Boim                         |
| Gavião           | União das Freguesias de Gavião e Atalaia                                   | Gavião                            |
| Gavião           | União das Freguesias de Gavião e Atalaia                                   | Atalaia                           |
| Nisa             | União das Freguesias de Arez e Amieira do Tejo                             | Arez                              |
| Nisa             | União das Freguesias de Arez e Amieira do Tejo                             | Amieira do Tejo                   |
| Nisa             | União das Freguesias de Espírito Santo, Nossa Senhora da Graça e São Simão | Espírito Santo                    |
| Nisa             | União das Freguesias de Espírito Santo, Nossa Senhora da Graça e São Simão | Nossa Senhora da Graça            |
| Nisa             | União das Freguesias de Espírito Santo, Nossa Senhora da Graça e São Simão | São Simão                         |
| Ponte de Sor     | União das Freguesias de Ponte de Sor, Tramaga e Vale de Açor               | Ponte de Sor                      |
| Ponte de Sor     | União das Freguesias de Ponte de Sor, Tramaga e Vale de Açor               | Tramaga                           |
| Ponte de Sor     | União das Freguesias de Ponte de Sor, Tramaga e Vale de Açor               | Vale de Açor                      |
| Portalegre       | União das Freguesias da Sé e São Lourenço                                  | Sé                                |
| Portalegre       | União das Freguesias da Sé e São Lourenço                                  | São Lourenço                      |
| Portalegre       | União das Freguesias de Reguengo e São Julião                              | Reguengo                          |
| Portalegre       | União das Freguesias de Reguengo e São Julião                              | São Julião                        |
| Portalegre       | União das Freguesias de Ribeira de Nisa e Carreiras                        | Ribeira de Nisa                   |
| Portalegre       | União das Freguesias de Ribeira de Nisa e Carreiras                        | Carreiras                         |

## Distrikt Porto
| Kreis (Concelho)   | Neue Gemeinde                                                                               | Aufgelöste Gemeinde         |
| ------------------ | ------------------------------------------------------------------------------------------- | --------------------------- |
| Amarante           | União das Freguesias de Aboadela, Sanche e Várzea                                           | Aboadela                    |
| Amarante           | União das Freguesias de Aboadela, Sanche e Várzea                                           | Sanche                      |
| Amarante           | União das Freguesias de Aboadela, Sanche e Várzea                                           | Várzea                      |
| Amarante           | União das Freguesias de Amarante (São Gonçalo), Madalena, Cepelos e Gatão                   | São Gonçalo                 |
| Amarante           | União das Freguesias de Amarante (São Gonçalo), Madalena, Cepelos e Gatão                   | Madalena                    |
| Amarante           | União das Freguesias de Amarante (São Gonçalo), Madalena, Cepelos e Gatão                   | Cepelos                     |
| Amarante           | União das Freguesias de Amarante (São Gonçalo), Madalena, Cepelos e Gatão                   | Gatão                       |
| Amarante           | União das Freguesias de Bustelo, Carneiro e Carvalho de Rei                                 | Bustelo                     |
| Amarante           | União das Freguesias de Bustelo, Carneiro e Carvalho de Rei                                 | Carneiro                    |
| Amarante           | União das Freguesias de Bustelo, Carneiro e Carvalho de Rei                                 | Carvalho de Rei             |
| Amarante           | União das Freguesias de Figueiró (Santiago e Santa Cristina)                                | Santiago de Figueiró        |
| Amarante           | União das Freguesias de Figueiró (Santiago e Santa Cristina)                                | Santa Cristina de Figueiró  |
| Amarante           | União das Freguesias de Freixo de Cima e de Baixo                                           | Freixo de Cima              |
| Amarante           | União das Freguesias de Freixo de Cima e de Baixo                                           | Freixo de Baixo             |
| Amarante           | União das Freguesias de Olo e Canadelo                                                      | Olo                         |
| Amarante           | União das Freguesias de Olo e Canadelo                                                      | Canadelo                    |
| Amarante           | União das Freguesias de Real, Ataíde e Oliveira                                             | Real                        |
| Amarante           | União das Freguesias de Real, Ataíde e Oliveira                                             | Ataíde                      |
| Amarante           | União das Freguesias de Real, Ataíde e Oliveira                                             | Oliveira                    |
| Amarante           | União das Freguesias de Vila Garcia, Aboim e Chapa                                          | Vila Garcia                 |
| Amarante           | União das Freguesias de Vila Garcia, Aboim e Chapa                                          | Aboim                       |
| Amarante           | União das Freguesias de Vila Garcia, Aboim e Chapa                                          | Chapa                       |
| Baião              | União das Freguesias de Ancede e Robadouro                                                  | Ancede                      |
| Baião              | União das Freguesias de Ancede e Robadouro                                                  | Ribadouro                   |
| Baião              | União das Freguesias de Baião (Santa Leocádia) e Mesquinhata                                | Santa Leocádia              |
| Baião              | União das Freguesias de Baião (Santa Leocádia) e Mesquinhata                                | Mesquinhata                 |
| Baião              | União das Freguesias de Campelo e Ovil                                                      | Campelo                     |
| Baião              | União das Freguesias de Campelo e Ovil                                                      | Ovil                        |
| Baião              | União das Freguesias de Loivos da Ribeira e Tresouras                                       | Loivos da Ribeira           |
| Baião              | União das Freguesias de Loivos da Ribeira e Tresouras                                       | Tresouras                   |
| Baião              | União das Freguesias de Santa Cruz do Douro e São Tomé de Covelas                           | Santa Cruz do Douro         |
| Baião              | União das Freguesias de Santa Cruz do Douro e São Tomé de Covelas                           | São Tomé de Covelas         |
| Baião              | União das Freguesias de Teixeira e Teixeiró                                                 | Teixeira                    |
| Baião              | União das Freguesias de Teixeira e Teixeiró                                                 | Teixeiró                    |
| Felgueiras         | União das Freguesias de Macieira da Lixa e Caramos                                          | Macieira da Lixa            |
| Felgueiras         | União das Freguesias de Macieira da Lixa e Caramos                                          | Caramos                     |
| Felgueiras         | União das Freguesias de Margaride (Santa Eulália), Várzea, Lagares, Varziela e Moure        | Margaride                   |
| Felgueiras         | União das Freguesias de Margaride (Santa Eulália), Várzea, Lagares, Varziela e Moure        | Várzea                      |
| Felgueiras         | União das Freguesias de Margaride (Santa Eulália), Várzea, Lagares, Varziela e Moure        | Lagares                     |
| Felgueiras         | União das Freguesias de Margaride (Santa Eulália), Várzea, Lagares, Varziela e Moure        | Varziela                    |
| Felgueiras         | União das Freguesias de Margaride (Santa Eulália), Várzea, Lagares, Varziela e Moure        | Moure                       |
| Felgueiras         | União das Freguesias de Pedreira, Rande e Sernande                                          | Pedreira                    |
| Felgueiras         | União das Freguesias de Pedreira, Rande e Sernande                                          | Rande                       |
| Felgueiras         | União das Freguesias de Pedreira, Rande e Sernande                                          | Sernande                    |
| Felgueiras         | União das Freguesias de Torrados e Sousa                                                    | Torrados                    |
| Felgueiras         | União das Freguesias de Torrados e Sousa                                                    | Sousa                       |
| Felgueiras         | União das Freguesias de Unhão e Lordelo                                                     | Unhão                       |
| Felgueiras         | União das Freguesias de Unhão e Lordelo                                                     | Lordelo                     |
| Felgueiras         | União das Freguesias de Vila Cova da Lixa e Borba de Godim                                  | Vila Cova da Lixa           |
| Felgueiras         | União das Freguesias de Vila Cova da Lixa e Borba de Godim                                  | Borba de Godim              |
| Felgueiras         | União das Freguesias de Vila Fria e Vizela (São Jorge)                                      | Vila Fria                   |
| Felgueiras         | União das Freguesias de Vila Fria e Vizela (São Jorge)                                      | São Jorge de Vizela         |
| Felgueiras         | União das Freguesias de Vila Verde e Santão                                                 | Vila Verde                  |
| Felgueiras         | União das Freguesias de Vila Verde e Santão                                                 | Santão                      |
| Gondomar           | União das Freguesias de Fânzeres e São Pedro da Cova                                        | Fânzeres                    |
| Gondomar           | União das Freguesias de Fânzeres e São Pedro da Cova                                        | São Pedro da Cova           |
| Gondomar           | União das Freguesias de Foz do Sousa e Covelo                                               | Foz do Sousa                |
| Gondomar           | União das Freguesias de Foz do Sousa e Covelo                                               | Covelo                      |
| Gondomar           | União das Freguesias de Gondomar (São Cosme), Valbom e Jovim                                | São Cosme                   |
| Gondomar           | União das Freguesias de Gondomar (São Cosme), Valbom e Jovim                                | Valbom                      |
| Gondomar           | União das Freguesias de Gondomar (São Cosme), Valbom e Jovim                                | Jovim                       |
| Gondomar           | União das Freguesias de Melres e Medas                                                      | Melres                      |
| Gondomar           | União das Freguesias de Melres e Medas                                                      | Medas                       |
| Lousada            | União das Freguesias de Cernadelo e Lousada (São Miguel e Santa Margarida)                  | Cernadelo                   |
| Lousada            | União das Freguesias de Cernadelo e Lousada (São Miguel e Santa Margarida)                  | São Miguel de Lousada       |
| Lousada            | União das Freguesias de Cernadelo e Lousada (São Miguel e Santa Margarida)                  | Santa Margarida de Lousada  |
| Lousada            | União das Freguesias de Cristelos, Boim e Ordem                                             | Cristelos                   |
| Lousada            | União das Freguesias de Cristelos, Boim e Ordem                                             | Boim                        |
| Lousada            | União das Freguesias de Cristelos, Boim e Ordem                                             | Ordem                       |
| Lousada            | União das Freguesias de Figueiras e Covas                                                   | Figueiras                   |
| Lousada            | União das Freguesias de Figueiras e Covas                                                   | Covas                       |
| Lousada            | União das Freguesias de Lustosa e Barrosas (Santo Estêvão)                                  | Lustosa                     |
| Lousada            | União das Freguesias de Lustosa e Barrosas (Santo Estêvão)                                  | Santo Estêvão de Barrosas   |
| Lousada            | União das Freguesias de Nespereira e Casais                                                 | Nespereira                  |
| Lousada            | União das Freguesias de Nespereira e Casais                                                 | Casais                      |
| Lousada            | União das Freguesias de Silvares, Pias, Nogueira e Alvarenga                                | Silvares                    |
| Lousada            | União das Freguesias de Silvares, Pias, Nogueira e Alvarenga                                | Pias                        |
| Lousada            | União das Freguesias de Silvares, Pias, Nogueira e Alvarenga                                | Nogueira                    |
| Lousada            | União das Freguesias de Silvares, Pias, Nogueira e Alvarenga                                | Alvarenga                   |
| Maia               | Castêlo da Maia                                                                             | Santa Maria de Avioso       |
| Maia               | Castêlo da Maia                                                                             | São Pedro de Avioso         |
| Maia               | Castêlo da Maia                                                                             | Gemunde                     |
| Maia               | Castêlo da Maia                                                                             | Barca                       |
| Maia               | Castêlo da Maia                                                                             | Gondim                      |
| Maia               | Cidade da Maia                                                                              | Gueifães                    |
| Maia               | Cidade da Maia                                                                              | Maia                        |
| Maia               | Cidade da Maia                                                                              | Vermoim                     |
| Maia               | Nogueira e Silva Escura                                                                     | Nogueira                    |
| Maia               | Nogueira e Silva Escura                                                                     | Silva Escura                |
| Marco de Canaveses | Livração                                                                                    | Toutosa                     |
| Marco de Canaveses | Livração                                                                                    | Santo Isidoro               |
| Marco de Canaveses | Várzea, Aliviada e Folhada                                                                  | Várzea da Ovelha e Aliviada |
| Marco de Canaveses | Várzea, Aliviada e Folhada                                                                  | Folhada                     |
| Marco de Canaveses | Marco                                                                                       | São Nicolau                 |
| Marco de Canaveses | Marco                                                                                       | Tuias                       |
| Marco de Canaveses | Marco                                                                                       | Fornos                      |
| Marco de Canaveses | Marco                                                                                       | Rio de Galinhas             |
| Marco de Canaveses | Marco                                                                                       | Freixo                      |
| Marco de Canaveses | Vila Boa de Quires e Maureles                                                               | Vila Boa de Quires          |
| Marco de Canaveses | Vila Boa de Quires e Maureles                                                               | Maureles                    |
| Marco de Canaveses | Avessadas e Rosém                                                                           | Avessadas                   |
| Marco de Canaveses | Avessadas e Rosém                                                                           | Rosém                       |
| Marco de Canaveses | Paredes de Viadores e Manhuncelos                                                           | Manhuncelos                 |
| Marco de Canaveses | Paredes de Viadores e Manhuncelos                                                           | Paredes de Viadores         |
| Marco de Canaveses | Penha Longa e Paços de Gaiolo                                                               | Penha Longa                 |
| Marco de Canaveses | Penha Longa e Paços de Gaiolo                                                               | Paços de Gaiolo             |
| Marco de Canaveses | Sande e São Lourenço                                                                        | Sande                       |
| Marco de Canaveses | Sande e São Lourenço                                                                        | São Lourenço do Douro       |
| Marco de Canaveses | Bem Viver                                                                                   | Favões                      |
| Marco de Canaveses | Bem Viver                                                                                   | Ariz                        |
| Marco de Canaveses | Bem Viver                                                                                   | Magrelos                    |
| Marco de Canaveses | Alpendurada, Várzea e Torrão                                                                | Alpendurada e Matos         |
| Marco de Canaveses | Alpendurada, Várzea e Torrão                                                                | Torrão                      |
| Marco de Canaveses | Alpendurada, Várzea e Torrão                                                                | Várzea do Douro             |
| Matosinhos         | União das Freguesias de Custóias, Leça do Balio e Guifões                                   | Custóias                    |
| Matosinhos         | União das Freguesias de Custóias, Leça do Balio e Guifões                                   | Leça do Balio               |
| Matosinhos         | União das Freguesias de Custóias, Leça do Balio e Guifões                                   | Guifões                     |
| Matosinhos         | União das Freguesias de Matosinhos e Leça da Palmeira                                       | Matosinhos                  |
| Matosinhos         | União das Freguesias de Matosinhos e Leça da Palmeira                                       | Leça da Palmeira            |
| Matosinhos         | União das Freguesias de Perafita, Lavra e Santa Cruz do Bispo                               | Perafita                    |
| Matosinhos         | União das Freguesias de Perafita, Lavra e Santa Cruz do Bispo                               | Lavra                       |
| Matosinhos         | União das Freguesias de Perafita, Lavra e Santa Cruz do Bispo                               | Santa Cruz do Bispo         |
| Matosinhos         | União das Freguesias de São Mamede de Infesta e Senhora da Hora                             | São Mamede de Infesta       |
| Matosinhos         | União das Freguesias de São Mamede de Infesta e Senhora da Hora                             | Senhora da Hora             |
| Paços de Ferreira  | Paços de Ferreira                                                                           | Paços de Ferreira           |
| Paços de Ferreira  | Paços de Ferreira                                                                           | Modelos                     |
| Paços de Ferreira  | Frazão Arreigada                                                                            | Frazão                      |
| Paços de Ferreira  | Frazão Arreigada                                                                            | Arreigada                   |
| Paços de Ferreira  | Sanfins Lamoso Codessos                                                                     | Sanfins de Ferreira         |
| Paços de Ferreira  | Sanfins Lamoso Codessos                                                                     | Lamoso                      |
| Paços de Ferreira  | Sanfins Lamoso Codessos                                                                     | Codessos                    |
| Paredes            | Paredes                                                                                     | Mouriz                      |
| Paredes            | Paredes                                                                                     | Castelões de Cepeda         |
| Paredes            | Paredes                                                                                     | Vila Cova de Carros         |
| Paredes            | Paredes                                                                                     | Madalena                    |
| Paredes            | Paredes                                                                                     | Besteiros                   |
| Paredes            | Paredes                                                                                     | Gondalães                   |
| Paredes            | Paredes                                                                                     | Bitarães                    |
| Penafiel           | Penafiel                                                                                    | Penafiel                    |
| Penafiel           | Penafiel                                                                                    | Milhundos                   |
| Penafiel           | Penafiel                                                                                    | Marecos                     |
| Penafiel           | Penafiel                                                                                    | Novelas                     |
| Penafiel           | Penafiel                                                                                    | Santa Marta                 |
| Penafiel           | Penafiel                                                                                    | Santiago de Subarrifana     |
| Penafiel           | Guilhufe e Urrô                                                                             | Guilhufe                    |
| Penafiel           | Guilhufe e Urrô                                                                             | Urrô                        |
| Penafiel           | Luzim e Vila Cova                                                                           | Luzim                       |
| Penafiel           | Luzim e Vila Cova                                                                           | Vila Cova                   |
| Penafiel           | Lagares e Figueira                                                                          | Lagares                     |
| Penafiel           | Lagares e Figueira                                                                          | Figueira                    |
| Penafiel           | Termas de São Vicente                                                                       | Pinheiro                    |
| Penafiel           | Termas de São Vicente                                                                       | Portela                     |
| Penafiel           | Termas de São Vicente                                                                       | São Miguel de Paredes       |
| Porto              | União das Freguesias de Aldoar, Foz do Douro e Nevogilde                                    | Aldoar                      |
| Porto              | União das Freguesias de Aldoar, Foz do Douro e Nevogilde                                    | Foz do Douro                |
| Porto              | União das Freguesias de Aldoar, Foz do Douro e Nevogilde                                    | Nevogilde                   |
| Porto              | União das Freguesias de Cedofeita, Santo Ildefonso, Sé, Miragaia, São Nicolau e Vitória     | Cedofeita                   |
| Porto              | União das Freguesias de Cedofeita, Santo Ildefonso, Sé, Miragaia, São Nicolau e Vitória     | Santo Ildefonso             |
| Porto              | União das Freguesias de Cedofeita, Santo Ildefonso, Sé, Miragaia, São Nicolau e Vitória     | Sé                          |
| Porto              | União das Freguesias de Cedofeita, Santo Ildefonso, Sé, Miragaia, São Nicolau e Vitória     | Miragaia                    |
| Porto              | União das Freguesias de Cedofeita, Santo Ildefonso, Sé, Miragaia, São Nicolau e Vitória     | São Nicolau                 |
| Porto              | União das Freguesias de Cedofeita, Santo Ildefonso, Sé, Miragaia, São Nicolau e Vitória     | Vitória                     |
| Porto              | União das Freguesias de Lordelo do Ouro e Massarelos                                        | Lordelo do Ouro             |
| Porto              | União das Freguesias de Lordelo do Ouro e Massarelos                                        | Massarelos                  |
| Póvoa de Varzim    | União das Freguesias de Aver-o-Mar, Amorim e Terroso                                        | Aver-o-Mar                  |
| Póvoa de Varzim    | União das Freguesias de Aver-o-Mar, Amorim e Terroso                                        | Amorim                      |
| Póvoa de Varzim    | União das Freguesias de Aver-o-Mar, Amorim e Terroso                                        | Terroso                     |
| Póvoa de Varzim    | União das Freguesias de Aguçadoura e Navais                                                 | Aguçadoura                  |
| Póvoa de Varzim    | União das Freguesias de Aguçadoura e Navais                                                 | Navais                      |
| Póvoa de Varzim    | União das Freguesias de Póvoa de Varzim, Beiriz e Argivai                                   | Póvoa de Varzim             |
| Póvoa de Varzim    | União das Freguesias de Póvoa de Varzim, Beiriz e Argivai                                   | Beiriz                      |
| Póvoa de Varzim    | União das Freguesias de Póvoa de Varzim, Beiriz e Argivai                                   | Argivai                     |
| Santo Tirso        | União das Freguesias de Santo Tirso, Couto (Santa Cristina e São Miguel) e Burgães          | Santo Tirso                 |
| Santo Tirso        | União das Freguesias de Santo Tirso, Couto (Santa Cristina e São Miguel) e Burgães          | Santa Cristina do Couto     |
| Santo Tirso        | União das Freguesias de Santo Tirso, Couto (Santa Cristina e São Miguel) e Burgães          | São Miguel do Couto         |
| Santo Tirso        | União das Freguesias de Santo Tirso, Couto (Santa Cristina e São Miguel) e Burgães          | Burgães                     |
| Santo Tirso        | União das Freguesias de Areias, Sequeiró, Lama e Palmeira                                   | Areias                      |
| Santo Tirso        | União das Freguesias de Areias, Sequeiró, Lama e Palmeira                                   | Sequeiró                    |
| Santo Tirso        | União das Freguesias de Areias, Sequeiró, Lama e Palmeira                                   | Lama                        |
| Santo Tirso        | União das Freguesias de Areias, Sequeiró, Lama e Palmeira                                   | Palmeira                    |
| Santo Tirso        | União das Freguesias de Campo (São Martinho), São Salvador do Campo e Negrelos (São Mamede) | São Martinho do Campo       |
| Santo Tirso        | União das Freguesias de Campo (São Martinho), São Salvador do Campo e Negrelos (São Mamede) | São Salvador do Campo       |
| Santo Tirso        | União das Freguesias de Campo (São Martinho), São Salvador do Campo e Negrelos (São Mamede) | São Mamede de Negrelos      |
| Santo Tirso        | União das Freguesias de Carreira e Refojos de Riba de Ave                                   | Carreira                    |
| Santo Tirso        | União das Freguesias de Carreira e Refojos de Riba de Ave                                   | Refojos de Riba de Ave      |
| Santo Tirso        | União das Freguesias de Lamelas e Guimarei                                                  | Lamelas                     |
| Santo Tirso        | União das Freguesias de Lamelas e Guimarei                                                  | Guimarei                    |
| Trofa              | União das Freguesias de Alvarelhos e Guidões                                                | Alvarelhos                  |
| Trofa              | União das Freguesias de Alvarelhos e Guidões                                                | Guidões                     |
| Trofa              | União das Freguesias de Bougado (São Martinho e Santiago)                                   | São Martinho de Bougado     |
| Trofa              | União das Freguesias de Bougado (São Martinho e Santiago)                                   | Santiago de Bougado         |
| Trofa              | União das Freguesias de Coronado (São Romão e São Mamede)                                   | São Romão do Coronado       |
| Trofa              | União das Freguesias de Coronado (São Romão e São Mamede)                                   | São Mamede de Coronado      |
| Valongo            | União das Freguesias de Campo e Sobrado                                                     | Campo                       |
| Valongo            | União das Freguesias de Campo e Sobrado                                                     | Sobrado                     |
| Vila do Conde      | União das Freguesias de Bagunte, Ferreiró, Outeiro Maior e Parada                           | Bagunte                     |
| Vila do Conde      | União das Freguesias de Bagunte, Ferreiró, Outeiro Maior e Parada                           | Ferreiró                    |
| Vila do Conde      | União das Freguesias de Bagunte, Ferreiró, Outeiro Maior e Parada                           | Outeiro Maior               |
| Vila do Conde      | União das Freguesias de Bagunte, Ferreiró, Outeiro Maior e Parada                           | Parada                      |
| Vila do Conde      | União das Freguesias de Fornelo e Vairão                                                    | Fornelo                     |
| Vila do Conde      | União das Freguesias de Fornelo e Vairão                                                    | Vairão                      |
| Vila do Conde      | União das Freguesias de Malta e Canidelo                                                    | Malta                       |
| Vila do Conde      | União das Freguesias de Malta e Canidelo                                                    | Canidelo                    |
| Vila do Conde      | União das Freguesias de Retorta e Tougues                                                   | Retorta                     |
| Vila do Conde      | União das Freguesias de Retorta e Tougues                                                   | Tougues                     |
| Vila do Conde      | União das Freguesias de Rio Mau e Arcos                                                     | Rio Mau                     |
| Vila do Conde      | União das Freguesias de Rio Mau e Arcos                                                     | Arcos                       |
| Vila do Conde      | União das Freguesias de Touguinha e Touguinhó                                               | Touguinha                   |
| Vila do Conde      | União das Freguesias de Touguinha e Touguinhó                                               | Touguinhó                   |
| Vila do Conde      | União das Freguesias de Vilar e Mosteiró                                                    | Vilar                       |
| Vila do Conde      | União das Freguesias de Vilar e Mosteiró                                                    | Mosteiró                    |
| Vila Nova de Gaia  | União das Freguesias de Santa Marinha e São Pedro da Afurada                                | Santa Marinha               |
| Vila Nova de Gaia  | União das Freguesias de Santa Marinha e São Pedro da Afurada                                | São Pedro da Afurada        |
| Vila Nova de Gaia  | União das Freguesias de Mafamude e Vilar do Paraíso                                         | Mafamude                    |
| Vila Nova de Gaia  | União das Freguesias de Mafamude e Vilar do Paraíso                                         | Vilar do Paraíso            |
| Vila Nova de Gaia  | União das Freguesias de Gulpilhares e Valadares                                             | Gulpilhares                 |
| Vila Nova de Gaia  | União das Freguesias de Gulpilhares e Valadares                                             | Valadares                   |
| Vila Nova de Gaia  | União das Freguesias de Pedroso e Seixezelo                                                 | Pedroso                     |
| Vila Nova de Gaia  | União das Freguesias de Pedroso e Seixezelo                                                 | Seixezelo                   |
| Vila Nova de Gaia  | União das Freguesias de Serzedo e Perosinho                                                 | Serzedo                     |
| Vila Nova de Gaia  | União das Freguesias de Serzedo e Perosinho                                                 | Perosinho                   |
| Vila Nova de Gaia  | União das Freguesias de Grijó e Sermonde                                                    | Grijó                       |
| Vila Nova de Gaia  | União das Freguesias de Grijó e Sermonde                                                    | Sermonde                    |
| Vila Nova de Gaia  | União das Freguesias de Sandim, Olival, Lever e Crestuma                                    | Sandim                      |
| Vila Nova de Gaia  | União das Freguesias de Sandim, Olival, Lever e Crestuma                                    | Olival                      |
| Vila Nova de Gaia  | União das Freguesias de Sandim, Olival, Lever e Crestuma                                    | Lever                       |
| Vila Nova de Gaia  | União das Freguesias de Sandim, Olival, Lever e Crestuma                                    | Crestuma                    |

## Distrikt Santarém
| Kreis (Concelho)       | Neue Gemeinde | Aufgelöste Gemeinde               |
| ---------------------- | --- | --------------------------------- |
| Abrantes               | União das Freguesias de Abrantes (São Vicente e São João) e Alferrarede                                                         | São João (Abrantes)               |
| Abrantes               | União das Freguesias de Abrantes (São Vicente e São João) e Alferrarede                                                         | São Vicente (Abrantes)            |
| Abrantes               | União das Freguesias de Abrantes (São Vicente e São João) e Alferrarede                                                         | Alferrarede                       |
| Abrantes               | União das Freguesias de Aldeia do Mato e Souto                                                                                  | Aldeia do Mato                    |
| Abrantes               | União das Freguesias de Aldeia do Mato e Souto                                                                                  | Souto (Abrantes)                  |
| Abrantes               | União das Freguesias de Alvega e Concavada                                                                                      | Alvega                            |
| Abrantes               | União das Freguesias de Alvega e Concavada                                                                                      | Concavada                         |
| Abrantes               | União das Freguesias de São Facundo e Vale das Mós                                                                              | São Facundo                       |
| Abrantes               | União das Freguesias de São Facundo e Vale das Mós                                                                              | Vale das Mós                      |
| Abrantes               | União das Freguesias de São Miguel do Rio Torto e Rossio ao Sul do Tejo                                                         | São Miguel do Rio Torto           |
| Abrantes               | União das Freguesias de São Miguel do Rio Torto e Rossio ao Sul do Tejo                                                         | Rossio ao Sul do Tejo             |
| Alcanena               | União das Freguesias de Alcanena e Vila Moreira                                                                                 | Alcanena                          |
| Alcanena               | União das Freguesias de Alcanena e Vila Moreira                                                                                 | Vila Moreira                      |
| Alcanena               | União das Freguesias de Malhou, Louriceira e Espinheiro                                                                         | Malhou                            |
| Alcanena               | União das Freguesias de Malhou, Louriceira e Espinheiro                                                                         | Louriceira                        |
| Alcanena               | União das Freguesias de Malhou, Louriceira e Espinheiro                                                                         | Espinheiro                        |
| Cartaxo                | União das Freguesias do Cartaxo e Vale da Pinta                                                                                 | Cartaxo                           |
| Cartaxo                | União das Freguesias do Cartaxo e Vale da Pinta                                                                                 | Vale da Pinta                     |
| Cartaxo                | União das Freguesias de Ereira e Lapa                                                                                           | Ereira                            |
| Cartaxo                | União das Freguesias de Ereira e Lapa                                                                                           | Lapa                              |
| Chamusca               | União das Freguesias da Chamusca e Pinheiro Grande                                                                              | Chamusca                          |
| Chamusca               | União das Freguesias da Chamusca e Pinheiro Grande                                                                              | Pinheiro Grande                   |
| Chamusca               | União das Freguesias de Parreira e Chouto                                                                                       | Parreira                          |
| Chamusca               | União das Freguesias de Parreira e Chouto                                                                                       | Chouto                            |
| Coruche                | União das Freguesias de Coruche, Fajarda e Erra                                                                                 | Coruche                           |
| Coruche                | União das Freguesias de Coruche, Fajarda e Erra                                                                                 | Fajarda                           |
| Coruche                | União das Freguesias de Coruche, Fajarda e Erra                                                                                 | Erra                              |
| Ferreira do Zêzere     | Nossa Senhora do Pranto | Paio Mendes                       |
| Ferreira do Zêzere     | Nossa Senhora do Pranto | Dornes                            |
| Mação                  | União das Freguesias de Mação, Penhascoso e Aboboreira                                                                          | Mação                             |
| Mação                  | União das Freguesias de Mação, Penhascoso e Aboboreira                                                                          | Penhascoso                        |
| Mação                  | União das Freguesias de Mação, Penhascoso e Aboboreira                                                                          | Aboboreira                        |
| Ourém                  | União das Freguesias de Freixianda, Ribeira do Fárrio e Formigais                                                               | Freixianda                        |
| Ourém                  | União das Freguesias de Freixianda, Ribeira do Fárrio e Formigais                                                               | Ribeira do Fárrio                 |
| Ourém                  | União das Freguesias de Freixianda, Ribeira do Fárrio e Formigais                                                               | Formigais                         |
| Ourém                  | União das Freguesias de Gondemaria e Olival                                                                                     | Gondemaria                        |
| Ourém                  | União das Freguesias de Gondemaria e Olival                                                                                     | Olival                            |
| Ourém                  | União das Freguesias de Matas e Cercal                                                                                          | Matas                             |
| Ourém                  | União das Freguesias de Matas e Cercal                                                                                          | Cercal (Ourém)                    |
| Ourém                  | União das Freguesias de Rio de Couros e Casal dos Bernardos                                                                     | Rio de Couros                     |
| Ourém                  | União das Freguesias de Rio de Couros e Casal dos Bernardos                                                                     | Casal dos Bernardos               |
| Abrantes               | União das Freguesias de Azambujeira e Malaqueijo                                                                                | Azambujeira                       |
| Abrantes               | União das Freguesias de Azambujeira e Malaqueijo                                                                                | Malaqueijo                        |
| Abrantes               | União das Freguesias de Marmeleira e Assentiz                                                                                   | Marmeleira (Rio Maior)            |
| Abrantes               | União das Freguesias de Marmeleira e Assentiz                                                                                   | Assentiz (Rio Maior)              |
| Abrantes               | União das Freguesias de Outeiro da Cortiçada e Arruda dos Pisões                                                                | Outeiro da Cortiçada              |
| Abrantes               | União das Freguesias de Outeiro da Cortiçada e Arruda dos Pisões                                                                | Arruda dos Pisões                 |
| Abrantes               | União das Freguesias de São João da Ribeira e Ribeira de São João                                                               | São João da Ribeira               |
| Abrantes               | União das Freguesias de São João da Ribeira e Ribeira de São João                                                               | Ribeira de São João               |
| Salvaterra de Magos    | União das Freguesias de Salvaterra de Magos e Foros de Salvaterra                                                               | Salvaterra de Magos               |
| Salvaterra de Magos    | União das Freguesias de Salvaterra de Magos e Foros de Salvaterra                                                               | Foros de Salvaterra               |
| Salvaterra de Magos    | União das Freguesias de Glória do Ribatejo e Granho                                                                             | Glória do Ribatejo                |
| Salvaterra de Magos    | União das Freguesias de Glória do Ribatejo e Granho                                                                             | Granho                            |
| Santarém               | União das Freguesias de Santarém (Marvila), Santa Iria da Ribeira de Santarém, Santarém (São Salvador) e Santarém (São Nicolau) | Marvila                           |
| Santarém               | União das Freguesias de Santarém (Marvila), Santa Iria da Ribeira de Santarém, Santarém (São Salvador) e Santarém (São Nicolau) | Santa Iria da Ribeira de Santarém |
| Santarém               | União das Freguesias de Santarém (Marvila), Santa Iria da Ribeira de Santarém, Santarém (São Salvador) e Santarém (São Nicolau) | São Salvador                      |
| Santarém               | União das Freguesias de Santarém (Marvila), Santa Iria da Ribeira de Santarém, Santarém (São Salvador) e Santarém (São Nicolau) | São Nicolau                       |
| Santarém               | União das Freguesias de Romeira e Várzea                                                                                        | Romeira                           |
| Santarém               | União das Freguesias de Romeira e Várzea                                                                                        | Várzea                            |
| Santarém               | União das Freguesias de Achete, Azoia de Baixo e Póvoa de Santarém                                                              | Achete                            |
| Santarém               | União das Freguesias de Achete, Azoia de Baixo e Póvoa de Santarém                                                              | Azoia de Baixo                    |
| Santarém               | União das Freguesias de Achete, Azoia de Baixo e Póvoa de Santarém                                                              | Póvoa de Santarém                 |
| Santarém               | União das Freguesias de Azoia de Cima e Tremês                                                                                  | Azoia de Cima                     |
| Santarém               | União das Freguesias de Azoia de Cima e Tremês                                                                                  | Tremês                            |
| Santarém               | União das Freguesias de Casével e Vaqueiros                                                                                     | Casével                           |
| Santarém               | União das Freguesias de Casével e Vaqueiros                                                                                     | Vaqueiros                         |
| Santarém               | União das Freguesias de São Vicente do Paul e Vale de Figueira                                                                  | São Vicente do Paul               |
| Santarém               | União das Freguesias de São Vicente do Paul e Vale de Figueira                                                                  | Vale de Figueira                  |
| Tomar                  | União das Freguesias de Além da Ribeira e Pedreira                                                                              | Além da Ribeira                   |
| Tomar                  | União das Freguesias de Além da Ribeira e Pedreira                                                                              | Pedreira                          |
| Tomar                  | União das Freguesias de Casais e Alviobeira                                                                                     | Casais                            |
| Tomar                  | União das Freguesias de Casais e Alviobeira                                                                                     | Alviobeira                        |
| Tomar                  | União das Freguesias de Madalena e Beselga                                                                                      | Madalena                          |
| Tomar                  | União das Freguesias de Madalena e Beselga                                                                                      | Beselga                           |
| Tomar                  | União das Freguesias de Serra e Junceira                                                                                        | Serra                             |
| Tomar                  | União das Freguesias de Serra e Junceira                                                                                        | Junceira                          |
| Tomar                  | União das Freguesias de Tomar (São João Baptista) e Santa Maria dos Olivais                                                     | São João Baptista                 |
| Tomar                  | União das Freguesias de Tomar (São João Baptista) e Santa Maria dos Olivais                                                     | Santa Maria dos Olivais           |
| Torres Novas           | União das Freguesias de Brogueira, Parceiros de Igreja e Alcorochel                                                             | Brogueira                         |
| Torres Novas           | União das Freguesias de Brogueira, Parceiros de Igreja e Alcorochel                                                             | Parceiros de Igreja               |
| Torres Novas           | União das Freguesias de Brogueira, Parceiros de Igreja e Alcorochel                                                             | Alcorochel                        |
| Torres Novas           | União das Freguesias de Olaia e Paço                                                                                            | Olaia                             |
| Torres Novas           | União das Freguesias de Olaia e Paço                                                                                            | Paço                              |
| Torres Novas           | União das Freguesias de Torres Novas (Santa Maria, Salvador e Santiago)                                                         | Santa Maria                       |
| Torres Novas           | União das Freguesias de Torres Novas (Santa Maria, Salvador e Santiago)                                                         | Salvador                          |
| Torres Novas           | União das Freguesias de Torres Novas (Santa Maria, Salvador e Santiago)                                                         | Santiago                          |
| Torres Novas           | União das Freguesias de Torres Novas (São Pedro), Lapas e Ribeira Branca                                                        | São Pedro                         |
| Torres Novas           | União das Freguesias de Torres Novas (São Pedro), Lapas e Ribeira Branca                                                        | Lapas                             |
| Torres Novas           | União das Freguesias de Torres Novas (São Pedro), Lapas e Ribeira Branca                                                        | Ribeira Branca                    |
| Vila Nova da Barquinha | Vila Nova da Barquinha | Moita do Norte                    |
| Vila Nova da Barquinha | Vila Nova da Barquinha | Vila Nova da Barquinha            |

## Distrikt Setúbal
| Kreis (Concelho)  | Neue Gemeinde                                                                                   | Aufgelöste Gemeinde        |
| ----------------- | ----------------------------------------------------------------------------------------------- | -------------------------- |
| Alcácer do Sal    | União das Freguesias de Alcácer do Sal (Santa Maria do Castelo e Santiago) e Santa Susana       | Santa Maria do Castelo     |
| Alcácer do Sal    | União das Freguesias de Alcácer do Sal (Santa Maria do Castelo e Santiago) e Santa Susana       | Santiago                   |
| Alcácer do Sal    | União das Freguesias de Alcácer do Sal (Santa Maria do Castelo e Santiago) e Santa Susana       | Santa Susana               |
| Almada            | União das Freguesias de Almada, Cova da Piedade, Pragal e Cacilhas                              | Almada                     |
| Almada            | União das Freguesias de Almada, Cova da Piedade, Pragal e Cacilhas                              | Cova da Piedade            |
| Almada            | União das Freguesias de Almada, Cova da Piedade, Pragal e Cacilhas                              | Pragal                     |
| Almada            | União das Freguesias de Almada, Cova da Piedade, Pragal e Cacilhas                              | Cacilhas                   |
| Almada            | União das Freguesias de Caparica e Trafaria                                                     | Caparica                   |
| Almada            | União das Freguesias de Caparica e Trafaria                                                     | Trafaria                   |
| Almada            | União das Freguesias de Charneca de Caparica e Sobreda                                          | Charneca de Caparica       |
| Almada            | União das Freguesias de Charneca de Caparica e Sobreda                                          | Sobreda                    |
| Almada            | União das Freguesias de Laranjeiro e Feijó                                                      | Laranjeiro                 |
| Almada            | União das Freguesias de Laranjeiro e Feijó                                                      | Feijó (Almada)             |
| Barreiro          | União das Freguesias de Alto do Seixalinho, Santo André e Verderena                             | Alto do Seixalinho         |
| Barreiro          | União das Freguesias de Alto do Seixalinho, Santo André e Verderena                             | Santo André                |
| Barreiro          | União das Freguesias de Alto do Seixalinho, Santo André e Verderena                             | Verderena                  |
| Barreiro          | União das Freguesias de Barreiro e Lavradio                                                     | Barreiro                   |
| Barreiro          | União das Freguesias de Barreiro e Lavradio                                                     | Lavradio                   |
| Barreiro          | União das Freguesias de Palhais e Coina                                                         | Palhais                    |
| Barreiro          | União das Freguesias de Palhais e Coina                                                         | Coina                      |
| Grândola          | União das Freguesias de Grândola e Santa Margarida da Serra                                     | Grândola                   |
| Grândola          | União das Freguesias de Grândola e Santa Margarida da Serra                                     | Santa Margarida da Serra   |
| Moita             | União das Freguesias de Baixa da Banheira e Vale da Amoreira                                    | Baixa da Banheira          |
| Moita             | União das Freguesias de Baixa da Banheira e Vale da Amoreira                                    | Vale da Amoreira           |
| Moita             | União das Freguesias de Gaio-Rosário e Sarilhos Pequenos                                        | Gaio-Rosário               |
| Moita             | União das Freguesias de Gaio-Rosário e Sarilhos Pequenos                                        | Sarilhos Pequenos          |
| Montijo           | União das Freguesias de Atalaia e Alto Estanqueiro-Jardia                                       | Atalaia                    |
| Montijo           | União das Freguesias de Atalaia e Alto Estanqueiro-Jardia                                       | Alto Estanqueiro-Jardia    |
| Montijo           | União das Freguesias de Montijo e Afonsoeiro                                                    | Montijo                    |
| Montijo           | União das Freguesias de Montijo e Afonsoeiro                                                    | Afonsoeiro                 |
| Montijo           | União das Freguesias de Pegões                                                                  | Santo Isidro de Pegões     |
| Montijo           | União das Freguesias de Pegões                                                                  | Pegões                     |
| Palmela           | União das Freguesias de Poceirão e Marateca                                                     | Poceirão                   |
| Palmela           | União das Freguesias de Poceirão e Marateca                                                     | Marateca                   |
| Santiago do Cacém | União das Freguesias de Santiago do Cacém, Santa Cruz e São Bartolomeu da Serra                 | Santiago do Cacém          |
| Santiago do Cacém | União das Freguesias de Santiago do Cacém, Santa Cruz e São Bartolomeu da Serra                 | Santa Cruz                 |
| Santiago do Cacém | União das Freguesias de Santiago do Cacém, Santa Cruz e São Bartolomeu da Serra                 | São Bartolomeu da Serra    |
| Santiago do Cacém | União das Freguesias de São Domingos e Vale de Água                                             | São Domingos               |
| Santiago do Cacém | União das Freguesias de São Domingos e Vale de Água                                             | Vale de Água               |
| Seixal            | União das Freguesias do Seixal, Arrentela e Aldeia de Paio Pires                                | Seixal                     |
| Seixal            | União das Freguesias do Seixal, Arrentela e Aldeia de Paio Pires                                | Arrentela                  |
| Seixal            | União das Freguesias do Seixal, Arrentela e Aldeia de Paio Pires                                | Aldeia de Paio Pires       |
| Setúbal           | União das Freguesias de Azeitão (São Lourenço e São Simão)                                      | São Lourenço               |
| Setúbal           | União das Freguesias de Azeitão (São Lourenço e São Simão)                                      | São Simão                  |
| Setúbal           | União das Freguesias de Setúbal (São Julião, Nossa Senhora da Anunciada e Santa Maria da Graça) | São Julião                 |
| Setúbal           | União das Freguesias de Setúbal (São Julião, Nossa Senhora da Anunciada e Santa Maria da Graça) | Nossa Senhora da Anunciada |
| Setúbal           | União das Freguesias de Setúbal (São Julião, Nossa Senhora da Anunciada e Santa Maria da Graça) | Santa Maria da Graça       |

## Distrikt Viana do Castelo
| Kreis (Concelho)      | Neue Gemeinde                                                                        | Aufgelöste Gemeinde             |
| --------------------- | ------------------------------------------------------------------------------------ | ------------------------------- |
| Arcos de Valdevez     | União das Freguesias de Álvora e Loureda                                             | Alvora                          |
| Arcos de Valdevez     | União das Freguesias de Álvora e Loureda                                             | Loureda                         |
| Arcos de Valdevez     | União das Freguesias de Arcos de Valdevez (Salvador), Vila Fonche e Parada           | Salvador                        |
| Arcos de Valdevez     | União das Freguesias de Arcos de Valdevez (Salvador), Vila Fonche e Parada           | Vila Fonche                     |
| Arcos de Valdevez     | União das Freguesias de Arcos de Valdevez (Salvador), Vila Fonche e Parada           | Parada                          |
| Arcos de Valdevez     | União das Freguesias de Eiras e Mei                                                  | Eiras                           |
| Arcos de Valdevez     | União das Freguesias de Eiras e Mei                                                  | Mei                             |
| Arcos de Valdevez     | União das Freguesias de Grade e Carralcova                                           | Grade                           |
| Arcos de Valdevez     | União das Freguesias de Grade e Carralcova                                           | Carralcova                      |
| Arcos de Valdevez     | União das Freguesias de Guilhadeses e Santar                                         | Guilhadeses                     |
| Arcos de Valdevez     | União das Freguesias de Guilhadeses e Santar                                         | Santar                          |
| Arcos de Valdevez     | União das Freguesias de Jolda (Madalena) e Rio Cabrão                                | Madalena de Jolda               |
| Arcos de Valdevez     | União das Freguesias de Jolda (Madalena) e Rio Cabrão                                | Rio Cabrão                      |
| Arcos de Valdevez     | União das Freguesias de Padreiro (Salvador e Santa Cristina)                         | Salvador de Padreiro            |
| Arcos de Valdevez     | União das Freguesias de Padreiro (Salvador e Santa Cristina)                         | Santa Cristina de Padreiro      |
| Arcos de Valdevez     | União das Freguesias de Portela e Extremo                                            | Portela                         |
| Arcos de Valdevez     | União das Freguesias de Portela e Extremo                                            | Extremo                         |
| Arcos de Valdevez     | União das Freguesias de São Jorge e Ermelo                                           | São Jorge                       |
| Arcos de Valdevez     | União das Freguesias de São Jorge e Ermelo                                           | Ermelo                          |
| Arcos de Valdevez     | União das Freguesias de Souto e Tabaçô                                               | Souto                           |
| Arcos de Valdevez     | União das Freguesias de Souto e Tabaçô                                               | Tabaçô                          |
| Arcos de Valdevez     | União das Freguesias de Vilela, São Cosme e São Damião e Sá                          | Vilela                          |
| Arcos de Valdevez     | União das Freguesias de Vilela, São Cosme e São Damião e Sá                          | São Cosme e São Damião          |
| Arcos de Valdevez     | União das Freguesias de Vilela, São Cosme e São Damião e Sá                          | Sá                              |
| Arcos de Valdevez     | União das Freguesias de Arcos de Valdevez (São Paio) e Giela                         | São Paio                        |
| Arcos de Valdevez     | União das Freguesias de Arcos de Valdevez (São Paio) e Giela                         | Giela                           |
| Arcos de Valdevez     | União das Freguesias de Távora (Santa Maria e São Vicente)                           | Santa Maria de Távora           |
| Arcos de Valdevez     | União das Freguesias de Távora (Santa Maria e São Vicente)                           | São Vicente de Távora           |
| Caminha               | União das Freguesias de Arga (Baixo, Cima e São João)                                | Arga de Baixo                   |
| Caminha               | União das Freguesias de Arga (Baixo, Cima e São João)                                | Arga de Cima                    |
| Caminha               | União das Freguesias de Arga (Baixo, Cima e São João)                                | Arga de São João                |
| Caminha               | União das Freguesias de Caminha (Matriz) e Vilarelho                                 | Caminha (Matriz)                |
| Caminha               | União das Freguesias de Caminha (Matriz) e Vilarelho                                 | Vilarelho                       |
| Caminha               | União das Freguesias de Gondar e Orbacém                                             | Gondar                          |
| Caminha               | União das Freguesias de Gondar e Orbacém                                             | Orbacém                         |
| Caminha               | União das Freguesias de Moledo e Cristelo                                            | Moledo                          |
| Caminha               | União das Freguesias de Moledo e Cristelo                                            | Cristelo                        |
| Caminha               | União das Freguesias de Venade e Azevedo                                             | Venade                          |
| Caminha               | União das Freguesias de Venade e Azevedo                                             | Azevedo                         |
| Melgaço               | União das Freguesias de Castro Laboreiro e Lamas de Mouro                            | Castro Laboreiro                |
| Melgaço               | União das Freguesias de Castro Laboreiro e Lamas de Mouro                            | Lamas de Mouro                  |
| Melgaço               | União das Freguesias de Chaviães e Paços                                             | Chaviães                        |
| Melgaço               | União das Freguesias de Chaviães e Paços                                             | Paços                           |
| Melgaço               | União das Freguesias de Parada do Monte e Cubalhão                                   | Parada do Monte                 |
| Melgaço               | União das Freguesias de Parada do Monte e Cubalhão                                   | Cubalhão                        |
| Melgaço               | União das Freguesias de Prado e Remoães                                              | Prado                           |
| Melgaço               | União das Freguesias de Prado e Remoães                                              | Remoães                         |
| Melgaço               | União das Freguesias de Vila e Roussas                                               | Vila                            |
| Melgaço               | União das Freguesias de Vila e Roussas                                               | Roussas                         |
| Monção                | União das Freguesias de Anhões e Luzio                                               | Anhões                          |
| Monção                | União das Freguesias de Anhões e Luzio                                               | Luzio                           |
| Monção                | União das Freguesias de Ceivães e Badim                                              | Ceivães                         |
| Monção                | União das Freguesias de Ceivães e Badim                                              | Badim                           |
| Monção                | União das Freguesias de Mazedo e Cortes                                              | Mazedo                          |
| Monção                | União das Freguesias de Mazedo e Cortes                                              | Cortes                          |
| Monção                | União das Freguesias de Messegães, Valadares e Sá                                    | Messegães                       |
| Monção                | União das Freguesias de Messegães, Valadares e Sá                                    | Valadares                       |
| Monção                | União das Freguesias de Messegães, Valadares e Sá                                    | Sá                              |
| Monção                | União das Freguesias de Monção e Troviscoso                                          | Monção                          |
| Monção                | União das Freguesias de Monção e Troviscoso                                          | Troviscoso                      |
| Monção                | União das Freguesias de Sago, Lordelo e Parada                                       | Sago                            |
| Monção                | União das Freguesias de Sago, Lordelo e Parada                                       | Lordelo                         |
| Monção                | União das Freguesias de Sago, Lordelo e Parada                                       | Parada                          |
| Monção                | União das Freguesias de Troporiz e Lapela                                            | Troporiz                        |
| Monção                | União das Freguesias de Troporiz e Lapela                                            | Lapela                          |
| Paredes de Coura      | União das Freguesias de Bico e Cristelo                                              | Bico                            |
| Paredes de Coura      | União das Freguesias de Bico e Cristelo                                              | Cristelo                        |
| Paredes de Coura      | União das Freguesias de Cossourado e Linhares                                        | Cossourado                      |
| Paredes de Coura      | União das Freguesias de Cossourado e Linhares                                        | Linhares                        |
| Paredes de Coura      | União das Freguesias de Formariz e Ferreira                                          | Formariz                        |
| Paredes de Coura      | União das Freguesias de Formariz e Ferreira                                          | Ferreira                        |
| Paredes de Coura      | União das Freguesias de Insalde e Porreiras                                          | Insalde                         |
| Paredes de Coura      | União das Freguesias de Insalde e Porreiras                                          | Porreiras                       |
| Paredes de Coura      | União das Freguesias de Paredes de Coura e Resende                                   | Paredes de Coura                |
| Paredes de Coura      | União das Freguesias de Paredes de Coura e Resende                                   | Resende                         |
| Ponte da Barca        | União das Freguesias de Crasto, Ruivos e Grovelas                                    | Crasto                          |
| Ponte da Barca        | União das Freguesias de Crasto, Ruivos e Grovelas                                    | Ruivos                          |
| Ponte da Barca        | União das Freguesias de Crasto, Ruivos e Grovelas                                    | Grovelas                        |
| Ponte da Barca        | União das Freguesias de Entre Ambos-os-Rios, Ermida e Germil                         | Entre Ambos-os-Rios             |
| Ponte da Barca        | União das Freguesias de Entre Ambos-os-Rios, Ermida e Germil                         | Ermida                          |
| Ponte da Barca        | União das Freguesias de Entre Ambos-os-Rios, Ermida e Germil                         | Germil                          |
| Ponte da Barca        | União das Freguesias de Ponte da Barca, Vila Nova de Muía e Paço Vedro de Magalhães  | Ponte da Barca                  |
| Ponte da Barca        | União das Freguesias de Ponte da Barca, Vila Nova de Muía e Paço Vedro de Magalhães  | Vila Nova de Muía               |
| Ponte da Barca        | União das Freguesias de Ponte da Barca, Vila Nova de Muía e Paço Vedro de Magalhães  | Paço Vedro de Magalhães         |
| Ponte da Barca        | União das Freguesias de Touvedo (São Lourenço e Salvador)                            | São Lourenço de Touvedo         |
| Ponte da Barca        | União das Freguesias de Touvedo (São Lourenço e Salvador)                            | Salvador de Touvedo             |
| Ponte da Barca        | União das Freguesias de Vila Chã (São João Baptista e Santiago)                      | São João Baptista de Vila Chã   |
| Ponte da Barca        | União das Freguesias de Vila Chã (São João Baptista e Santiago)                      | Santiago de Vila Chã            |
| Ponte de Lima         | Labrujó, Rendufe e Vilar do Monte                                                    | Labrujó                         |
| Ponte de Lima         | Labrujó, Rendufe e Vilar do Monte                                                    | Rendufe                         |
| Ponte de Lima         | Labrujó, Rendufe e Vilar do Monte                                                    | Vilar do Monte                  |
| Ponte de Lima         | Bárrio e Cepões                                                                      | Bárrio                          |
| Ponte de Lima         | Bárrio e Cepões                                                                      | Cepões                          |
| Ponte de Lima         | Cabração e Moreira do Lima                                                           | Cabração                        |
| Ponte de Lima         | Cabração e Moreira do Lima                                                           | Moreira do Lima                 |
| Ponte de Lima         | Arca e Ponte de Lima                                                                 | Arca                            |
| Ponte de Lima         | Arca e Ponte de Lima                                                                 | Ponte de Lima                   |
| Ponte de Lima         | Fornelos e Queijada                                                                  | Fornelos                        |
| Ponte de Lima         | Fornelos e Queijada                                                                  | Queijada                        |
| Ponte de Lima         | Cabaços e Fojo Lobal                                                                 | Cabaços                         |
| Ponte de Lima         | Cabaços e Fojo Lobal                                                                 | Fojo Lobal                      |
| Ponte de Lima         | Navió e Vitorino dos Piães                                                           | Navió                           |
| Ponte de Lima         | Navió e Vitorino dos Piães                                                           | Vitorino dos Piães              |
| Ponte de Lima         | Ardegão, Freixo e Mato                                                               | Ardegão                         |
| Ponte de Lima         | Ardegão, Freixo e Mato                                                               | Freixo                          |
| Ponte de Lima         | Ardegão, Freixo e Mato                                                               | Mato                            |
| Ponte de Lima         | Associação de Freguesias do Vale do Neiva                                            | Gaifar                          |
| Ponte de Lima         | Associação de Freguesias do Vale do Neiva                                            | Sandiães                        |
| Ponte de Lima         | Associação de Freguesias do Vale do Neiva                                            | Vilar das Almas                 |
| Valença               | União das Freguesias de Valença, Cristelo Covo e Arão                                | Valença                         |
| Valença               | União das Freguesias de Valença, Cristelo Covo e Arão                                | Cristelo Covo                   |
| Valença               | União das Freguesias de Valença, Cristelo Covo e Arão                                | Arão                            |
| Valença               | União das Freguesias de Gondomil e Sanfins                                           | Gondomil                        |
| Valença               | União das Freguesias de Gondomil e Sanfins                                           | Sanfins                         |
| Valença               | União das Freguesias de Gandra e Taião                                               | Gandra                          |
| Valença               | União das Freguesias de Gandra e Taião                                               | Taião                           |
| Valença               | União das Freguesias de São Julião e Silva                                           | São Julião                      |
| Valença               | União das Freguesias de São Julião e Silva                                           | Silva                           |
| Viana do Castelo      | União das Freguesias de Barroselas e Carvoeiro                                       | Barroselas                      |
| Viana do Castelo      | União das Freguesias de Barroselas e Carvoeiro                                       | Carvoeiro                       |
| Viana do Castelo      | União das Freguesias de Cardielos e Serreleis                                        | Cardielos                       |
| Viana do Castelo      | União das Freguesias de Cardielos e Serreleis                                        | Serreleis                       |
| Viana do Castelo      | União das Freguesias de Geraz do Lima (Santa Maria, Santa Leocádia e Moreira) e Deão | Santa Maria de Geraz do Lima    |
| Viana do Castelo      | União das Freguesias de Geraz do Lima (Santa Maria, Santa Leocádia e Moreira) e Deão | Santa Leocádia de Geraz do Lima |
| Viana do Castelo      | União das Freguesias de Geraz do Lima (Santa Maria, Santa Leocádia e Moreira) e Deão | Moreira de Geraz do Lima        |
| Viana do Castelo      | União das Freguesias de Geraz do Lima (Santa Maria, Santa Leocádia e Moreira) e Deão | Deão                            |
| Viana do Castelo      | União das Freguesias de Mazarefes e Vila Fria                                        | Mazarefes                       |
| Viana do Castelo      | União das Freguesias de Mazarefes e Vila Fria                                        | Vila Fria                       |
| Viana do Castelo      | União das Freguesias de Nogueira, Meixedo e Vilar de Murteda                         | Nogueira                        |
| Viana do Castelo      | União das Freguesias de Nogueira, Meixedo e Vilar de Murteda                         | Meixedo                         |
| Viana do Castelo      | União das Freguesias de Nogueira, Meixedo e Vilar de Murteda                         | Vilar de Murteda                |
| Viana do Castelo      | União das Freguesias de Subportela, Deocriste e Portela Susã                         | Subportela                      |
| Viana do Castelo      | União das Freguesias de Subportela, Deocriste e Portela Susã                         | Deocriste                       |
| Viana do Castelo      | União das Freguesias de Subportela, Deocriste e Portela Susã                         | Portela Susã                    |
| Viana do Castelo      | União das Freguesias de Torre e Vila Mou                                             | Torre                           |
| Viana do Castelo      | União das Freguesias de Torre e Vila Mou                                             | Vila Mou                        |
| Viana do Castelo      | União das Freguesias de Viana do Castelo (Santa Maria Maior e Monserrate) e Meadela  | Santa Maria Maior               |
| Viana do Castelo      | União das Freguesias de Viana do Castelo (Santa Maria Maior e Monserrate) e Meadela  | Monserrate                      |
| Viana do Castelo      | União das Freguesias de Viana do Castelo (Santa Maria Maior e Monserrate) e Meadela  | Meadela                         |
| Vila Nova de Cerveira | União das Freguesias de Campos e Vila Meã                                            | Campos                          |
| Vila Nova de Cerveira | União das Freguesias de Campos e Vila Meã                                            | Vila Meã                        |
| Vila Nova de Cerveira | União das Freguesias de Candemil e Gondar                                            | Candemil                        |
| Vila Nova de Cerveira | União das Freguesias de Candemil e Gondar                                            | Gondar                          |
| Vila Nova de Cerveira | União das Freguesias de Reboreda e Nogueira                                          | Reboreda                        |
| Vila Nova de Cerveira | União das Freguesias de Reboreda e Nogueira                                          | Nogueira                        |
| Vila Nova de Cerveira | União das Freguesias de Vila Nova de Cerveira e Lovelhe                              | Vila Nova de Cerveira           |
| Vila Nova de Cerveira | União das Freguesias de Vila Nova de Cerveira e Lovelhe                              | Lovelhe                         |

## Distrikt Vila Real
| Kreis (Concelho)         | Neue Gemeinde                                                                          | Aufgelöste Gemeinde           |
| ------------------------ | -------------------------------------------------------------------------------------- | ----------------------------- |
| Alijó                    | União das Freguesias de Castedo e Cotas                                                | Castedo                       |
| Alijó                    | União das Freguesias de Castedo e Cotas                                                | Cotas                         |
| Alijó                    | União das Freguesias de Carlão e Amieiro                                               | Carlão                        |
| Alijó                    | União das Freguesias de Carlão e Amieiro                                               | Amieiro                       |
| Alijó                    | União das Freguesias de Pópulo e Ribalonga                                             | Pópulo                        |
| Alijó                    | União das Freguesias de Pópulo e Ribalonga                                             | Ribalonga                     |
| Alijó                    | União das Freguesias de Vale de Mendiz, Casal de Loivos e Vilarinho de Cotas           | Vale de Mendiz                |
| Alijó                    | União das Freguesias de Vale de Mendiz, Casal de Loivos e Vilarinho de Cotas           | Casal de Loivos               |
| Alijó                    | União das Freguesias de Vale de Mendiz, Casal de Loivos e Vilarinho de Cotas           | Vilarinho de Cotas            |
| Boticas                  | Ardãos e Bobadela                                                                      | Ardãos                        |
| Boticas                  | Ardãos e Bobadela                                                                      | Bobadela                      |
| Boticas                  | Boticas e Granja                                                                       | Boticas                       |
| Boticas                  | Boticas e Granja                                                                       | Granja                        |
| Boticas                  | Alturas do Barroso e Cerdedo                                                           | Alturas do Barroso            |
| Boticas                  | Alturas do Barroso e Cerdedo                                                           | Cerdedo                       |
| Boticas                  | Vilar e Viveiro                                                                        | Vilar                         |
| Boticas                  | Vilar e Viveiro                                                                        | São Salvador de Viveiro       |
| Boticas                  | Codessoso, Curros e Fiães do Tâmega                                                    | Codessoso                     |
| Boticas                  | Codessoso, Curros e Fiães do Tâmega                                                    | Curros                        |
| Boticas                  | Codessoso, Curros e Fiães do Tâmega                                                    | Fiães do Tâmega               |
| Chaves                   | Planalto de Monforte (União das Freguesias de Oucidres e Bobadela)                     | Oucidres                      |
| Chaves                   | Planalto de Monforte (União das Freguesias de Oucidres e Bobadela)                     | Bobadela                      |
| Chaves                   | União das Freguesias de Calvão e Soutelinho da Raia                                    | Calvão                        |
| Chaves                   | União das Freguesias de Calvão e Soutelinho da Raia                                    | Soutelinho da Raia            |
| Chaves                   | União das Freguesias das Eiras, São Julião de Montenegro e Cela                        | Eiras                         |
| Chaves                   | União das Freguesias das Eiras, São Julião de Montenegro e Cela                        | São Julião de Montenegro      |
| Chaves                   | União das Freguesias das Eiras, São Julião de Montenegro e Cela                        | Cela                          |
| Chaves                   | União das Freguesias de Loivos e Póvoa de Agrações                                     | Loivos                        |
| Chaves                   | União das Freguesias de Loivos e Póvoa de Agrações                                     | Póvoa de Agrações             |
| Chaves                   | União das Freguesias de Madalena e Samaiões                                            | Madalena                      |
| Chaves                   | União das Freguesias de Madalena e Samaiões                                            | Samaiões                      |
| Chaves                   | União das Freguesias de Santa Cruz/Trindade e Sanjurge                                 | Santa Cruz-Trindade           |
| Chaves                   | União das Freguesias de Santa Cruz/Trindade e Sanjurge                                 | Sanjurge                      |
| Chaves                   | União das Freguesias de Soutelo e Seara Velha                                          | Soutelo                       |
| Chaves                   | União das Freguesias de Soutelo e Seara Velha                                          | Seara Velha                   |
| Chaves                   | União das Freguesias de Travancas e Roriz                                              | Travancas                     |
| Chaves                   | União das Freguesias de Travancas e Roriz                                              | Roriz                         |
| Chaves                   | Vidago (União das Freguesias de Vidago, Arcossó, Selhariz e Vilarinho das Paranheiras) | Vidago                        |
| Chaves                   | Vidago (União das Freguesias de Vidago, Arcossó, Selhariz e Vilarinho das Paranheiras) | Arcossó                       |
| Chaves                   | Vidago (União das Freguesias de Vidago, Arcossó, Selhariz e Vilarinho das Paranheiras) | Selhariz                      |
| Chaves                   | Vidago (União das Freguesias de Vidago, Arcossó, Selhariz e Vilarinho das Paranheiras) | Vilarinho das Paranheiras     |
| Mesão Frio               | Mesão Frio (Santo André)                                                               | Santa Cristina                |
| Mesão Frio               | Mesão Frio (Santo André)                                                               | São Nicolau                   |
| Mesão Frio               | Mesão Frio (Santo André)                                                               | Vila Jusã                     |
| Montalegre               | União das Freguesias de Cambeses do Rio, Donões e Mourilhe                             | Cambeses do Rio               |
| Montalegre               | União das Freguesias de Cambeses do Rio, Donões e Mourilhe                             | Donões                        |
| Montalegre               | União das Freguesias de Cambeses do Rio, Donões e Mourilhe                             | Mourilhe                      |
| Montalegre               | União das Freguesias de Montalegre e Padroso                                           | Montalegre                    |
| Montalegre               | União das Freguesias de Montalegre e Padroso                                           | Padroso                       |
| Montalegre               | União das Freguesias de Meixedo e Padornelos                                           | Meixedo                       |
| Montalegre               | União das Freguesias de Meixedo e Padornelos                                           | Padornelos                    |
| Montalegre               | União das Freguesias de Paradela, Contim e Fiães                                       | Paradela                      |
| Montalegre               | União das Freguesias de Paradela, Contim e Fiães                                       | Contim                        |
| Montalegre               | União das Freguesias de Paradela, Contim e Fiães                                       | Fiães do Rio                  |
| Montalegre               | União das Freguesias de Sezelhe e Covelães                                             | Sezelhe                       |
| Montalegre               | União das Freguesias de Sezelhe e Covelães                                             | Covelães                      |
| Montalegre               | União das Freguesias de Venda Nova e Pondras                                           | Venda Nova                    |
| Montalegre               | União das Freguesias de Venda Nova e Pondras                                           | Pondras                       |
| Montalegre               | União das Freguesias de Viade de Baixo e Fervidelas                                    | Viade de Baixo                |
| Montalegre               | União das Freguesias de Viade de Baixo e Fervidelas                                    | Fervidelas                    |
| Montalegre               | União das Freguesias de Vilar de Perdizes e Meixide                                    | Vilar de Perdizes             |
| Montalegre               | União das Freguesias de Vilar de Perdizes e Meixide                                    | Meixide                       |
| Murça                    | União das Freguesias de Carva e Vilares                                                | Carva                         |
| Murça                    | União das Freguesias de Carva e Vilares                                                | Vilares                       |
| Murça                    | União das Freguesias de Noura e Palheiros                                              | Noura                         |
| Murça                    | União das Freguesias de Noura e Palheiros                                              | Palheiros                     |
| Peso da Régua            | União das Freguesias de Peso da Régua e Godim                                          | Peso da Régua                 |
| Peso da Régua            | União das Freguesias de Peso da Régua e Godim                                          | Godim                         |
| Peso da Régua            | União das Freguesias de Moura Morta e Vinhós                                           | Moura Morta                   |
| Peso da Régua            | União das Freguesias de Moura Morta e Vinhós                                           | Vinhós                        |
| Peso da Régua            | União das Freguesias de Poiares e Canelas                                              | Poiares                       |
| Peso da Régua            | União das Freguesias de Poiares e Canelas                                              | Canelas                       |
| Peso da Régua            | União das Freguesias de Galafura e Covelinhas                                          | Galafura                      |
| Peso da Régua            | União das Freguesias de Galafura e Covelinhas                                          | Covelinhas                    |
| Ribeira de Pena          | União das Freguesias de Cerva e Limões                                                 | Cerva                         |
| Ribeira de Pena          | União das Freguesias de Cerva e Limões                                                 | Limões                        |
| Ribeira de Pena          | União das Freguesias de Ribeira de Pena (Salvador) e Santo Aleixo de Além-Tâmega       | Salvador                      |
| Ribeira de Pena          | União das Freguesias de Ribeira de Pena (Salvador) e Santo Aleixo de Além-Tâmega       | Santo Aleixo de Além-Tâmega   |
| Sabrosa                  | União das Freguesias de São Martinho de Antas e Paradela de Guiães                     | São Martinho de Antas         |
| Sabrosa                  | União das Freguesias de São Martinho de Antas e Paradela de Guiães                     | Paradela de Guiães            |
| Sabrosa                  | União das Freguesias de Provesende, Gouvães do Douro e São Cristóvão do Douro          | Provesende                    |
| Sabrosa                  | União das Freguesias de Provesende, Gouvães do Douro e São Cristóvão do Douro          | Gouvães do Douro              |
| Sabrosa                  | União das Freguesias de Provesende, Gouvães do Douro e São Cristóvão do Douro          | São Cristóvão do Douro        |
| Santa Marta de Penaguião | União das Freguesias de Lobrigos (São Miguel e São João Baptista) e Sanhoane           | São Miguel de Lobrigos        |
| Santa Marta de Penaguião | União das Freguesias de Lobrigos (São Miguel e São João Baptista) e Sanhoane           | São João Baptista de Lobrigos |
| Santa Marta de Penaguião | União das Freguesias de Lobrigos (São Miguel e São João Baptista) e Sanhoane           | Sanhoane                      |
| Santa Marta de Penaguião | União das Freguesias de Louredo e Fornelos                                             | Louredo                       |
| Santa Marta de Penaguião | União das Freguesias de Louredo e Fornelos                                             | Fornelos                      |
| Valpaços                 | Lebução, Fiães e Nozelos                                                               | Fiães                         |
| Valpaços                 | Lebução, Fiães e Nozelos                                                               | Lebução                       |
| Valpaços                 | Lebução, Fiães e Nozelos                                                               | Nozelos                       |
| Valpaços                 | Tinhela e Alvarelhos                                                                   | Alvarelhos                    |
| Valpaços                 | Tinhela e Alvarelhos                                                                   | Tinhela                       |
| Valpaços                 | Valpaços e Sanfins                                                                     | Sanfins                       |
| Valpaços                 | Valpaços e Sanfins                                                                     | Valpaços                      |
| Valpaços                 | Sonim e Barreiros                                                                      | Barreiros                     |
| Valpaços                 | Sonim e Barreiros                                                                      | Sonim                         |
| Valpaços                 | Carrazedo de Montenegro e Curros                                                       | Carrazedo de Montenegro       |
| Valpaços                 | Carrazedo de Montenegro e Curros                                                       | Curros                        |
| Vila Pouca de Aguiar     | Alvão                                                                                  | Afonsim                       |
| Vila Pouca de Aguiar     | Alvão                                                                                  | Gouvães da Serra              |
| Vila Pouca de Aguiar     | Alvão                                                                                  | Lixa do Alvão                 |
| Vila Pouca de Aguiar     | Alvão                                                                                  | Santa Marta da Montanha       |
| Vila Pouca de Aguiar     | União das Freguesias de Pensalvos e Parada de Monteiros                                | Parada de Monteiros           |
| Vila Pouca de Aguiar     | União das Freguesias de Pensalvos e Parada de Monteiros                                | Pensalvos                     |
| Vila Real                | Freguesia de Vila Real                                                                 | Nossa Senhora da Conceição    |
| Vila Real                | Freguesia de Vila Real                                                                 | São Pedro                     |
| Vila Real                | Freguesia de Vila Real                                                                 | São Dinis                     |
| Vila Real                | União das Freguesias de Borbela e Lamas de Olo                                         | Borbela                       |
| Vila Real                | União das Freguesias de Borbela e Lamas de Olo                                         | Lamas de Olo                  |
| Vila Real                | União das Freguesias de Pena, Quintã e Vila Cova                                       | Pena                          |
| Vila Real                | União das Freguesias de Pena, Quintã e Vila Cova                                       | Quintã                        |
| Vila Real                | União das Freguesias de Pena, Quintã e Vila Cova                                       | Vila Cova                     |
| Vila Real                | União das Freguesias de São Tomé do Castelo e Justes                                   | São Tomé do Castelo           |
| Vila Real                | União das Freguesias de São Tomé do Castelo e Justes                                   | Justes                        |
| Vila Real                | União das Freguesias de Mouçós e Lamares                                               | Mouçós                        |
| Vila Real                | União das Freguesias de Mouçós e Lamares                                               | Lamares                       |
| Vila Real                | União das Freguesias de Nogueira e Ermida                                              | Nogueira                      |
| Vila Real                | União das Freguesias de Nogueira e Ermida                                              | Ermida                        |
| Vila Real                | União das Freguesias de Adoufe e Vilarinho de Samardã                                  | Adoufe                        |
| Vila Real                | União das Freguesias de Adoufe e Vilarinho de Samardã                                  | Vilarinho de Samardã          |
| Vila Real                | União das Freguesias de Constantim e Vale de Nogueiras                                 | Constantim                    |
| Vila Real                | União das Freguesias de Constantim e Vale de Nogueiras                                 | Vale de Nogueiras             |

## Distrikt Viseu
| Kreis (Concelho)      | Neue Gemeinde                                                         | Aufgelöste Gemeinde     |
| --------------------- | --------------------------------------------------------------------- | ----------------------- |
| Armamar               | União das Freguesias de Vila Seca e Santo Adrião                      | Vila Seca               |
| Armamar               | União das Freguesias de Vila Seca e Santo Adrião                      | Santo Adrião            |
| Armamar               | União das Freguesias de Aricera e Goujoim                             | Aricera                 |
| Armamar               | União das Freguesias de Aricera e Goujoim                             | Goujoim                 |
| Armamar               | União das Freguesias de São Romão e Santiago                          | São Romão               |
| Armamar               | União das Freguesias de São Romão e Santiago                          | Santiago                |
| Armamar               | Armamar                                                               | Tões                    |
| Armamar               | Armamar                                                               | Armamar                 |
| Armamar               | Armamar                                                               | Coura                   |
| Carregal do Sal       | União das Freguesias de Currelos, Papízios e Sobral                   | Currelos                |
| Carregal do Sal       | União das Freguesias de Currelos, Papízios e Sobral                   | Papízios                |
| Carregal do Sal       | União das Freguesias de Currelos, Papízios e Sobral                   | Sobral                  |
| Castro Daire          | União das Freguesias de Mamouros, Alva e Ribolhos                     | Mamouros                |
| Castro Daire          | União das Freguesias de Mamouros, Alva e Ribolhos                     | Alva                    |
| Castro Daire          | União das Freguesias de Mamouros, Alva e Ribolhos                     | Ribolhos                |
| Castro Daire          | União das Freguesias de Mezio e Moura Morta                           | Mezio                   |
| Castro Daire          | União das Freguesias de Mezio e Moura Morta                           | Moura Morta             |
| Castro Daire          | União das Freguesias de Parada de Ester e Ester                       | Parada de Ester         |
| Castro Daire          | União das Freguesias de Parada de Ester e Ester                       | Ester                   |
| Castro Daire          | União das Freguesias de Picão e Ermida                                | Picão                   |
| Castro Daire          | União das Freguesias de Picão e Ermida                                | Ermida                  |
| Castro Daire          | União das Freguesias de Reriz e Gafanhão                              | Reriz                   |
| Castro Daire          | União das Freguesias de Reriz e Gafanhão                              | Gafanhão                |
| Cinfães               | União das Freguesias de Alhões, Bustelo, Gralheira e Ramires          | Alhões                  |
| Cinfães               | União das Freguesias de Alhões, Bustelo, Gralheira e Ramires          | Bustelo                 |
| Cinfães               | União das Freguesias de Alhões, Bustelo, Gralheira e Ramires          | Gralheira               |
| Cinfães               | União das Freguesias de Alhões, Bustelo, Gralheira e Ramires          | Ramires                 |
| Lamego                | Lamego (Almacave e Sé)                                                | Almacave                |
| Lamego                | Lamego (Almacave e Sé)                                                | Sé                      |
| Lamego                | União das Freguesias de Cepões, Meijinhos e Melcões                   | Cepões                  |
| Lamego                | União das Freguesias de Cepões, Meijinhos e Melcões                   | Meijinhos               |
| Lamego                | União das Freguesias de Cepões, Meijinhos e Melcões                   | Melcões                 |
| Lamego                | União das Freguesias de Parada do Bispo e Valdigem                    | Parada do Bispo         |
| Lamego                | União das Freguesias de Parada do Bispo e Valdigem                    | Valdigem                |
| Lamego                | União das Freguesias de Bigorne, Magueija e Pretarouca                | Bigorne                 |
| Lamego                | União das Freguesias de Bigorne, Magueija e Pretarouca                | Magueija                |
| Lamego                | União das Freguesias de Bigorne, Magueija e Pretarouca                | Pretarouca              |
| Mangualde             | União das Freguesias de Mangualde, Mesquitela e Cunha Alta            | Mangualde               |
| Mangualde             | União das Freguesias de Mangualde, Mesquitela e Cunha Alta            | Mesquitela              |
| Mangualde             | União das Freguesias de Mangualde, Mesquitela e Cunha Alta            | Cunha Alta              |
| Mangualde             | União das Freguesias de Moimenta de Maceira Dão e Lobelhe do Mato     | Moimenta de Maceira Dão |
| Mangualde             | União das Freguesias de Moimenta de Maceira Dão e Lobelhe do Mato     | Lobelhe do Mato         |
| Mangualde             | União das Freguesias de Santiago de Cassurrães e Póvoa de Cervães     | Santiago de Cassurrães  |
| Mangualde             | União das Freguesias de Santiago de Cassurrães e Póvoa de Cervães     | Póvoa de Cervães        |
| Mangualde             | União das Freguesias de Tavares (Chãs, Várzea e Travanca)             | Chãs de Tavares         |
| Mangualde             | União das Freguesias de Tavares (Chãs, Várzea e Travanca)             | Várzea de Tavares       |
| Mangualde             | União das Freguesias de Tavares (Chãs, Várzea e Travanca)             | Travanca de Tavares     |
| Moimenta da Beira     | União das Freguesias de Paradinha e Nagosa                            | Paradinha               |
| Moimenta da Beira     | União das Freguesias de Paradinha e Nagosa                            | Nagosa                  |
| Moimenta da Beira     | União das Freguesias de Pêra Velha, Aldeia de Nacomba e Ariz          | Pêra Velha              |
| Moimenta da Beira     | União das Freguesias de Pêra Velha, Aldeia de Nacomba e Ariz          | Aldeia de Nacomba       |
| Moimenta da Beira     | União das Freguesias de Pêra Velha, Aldeia de Nacomba e Ariz          | Ariz                    |
| Moimenta da Beira     | União das Freguesias de Peva e Segões                                 | Peva                    |
| Moimenta da Beira     | União das Freguesias de Peva e Segões                                 | Segões                  |
| Mortágua              | União das Freguesias de Mortágua, Vale de Remígio, Cortegaça e Almaça | Mortágua                |
| Mortágua              | União das Freguesias de Mortágua, Vale de Remígio, Cortegaça e Almaça | Vale de Remígio         |
| Mortágua              | União das Freguesias de Mortágua, Vale de Remígio, Cortegaça e Almaça | Cortegaça               |
| Mortágua              | União das Freguesias de Mortágua, Vale de Remígio, Cortegaça e Almaça | Almaça                  |
| Nelas                 | União das Freguesias de Carvalhal Redondo e Aguieira                  | Carvalhal Redondo       |
| Nelas                 | União das Freguesias de Carvalhal Redondo e Aguieira                  | Aguieira                |
| Nelas                 | União das Freguesias de Santar e Moreira                              | Santar                  |
| Nelas                 | União das Freguesias de Santar e Moreira                              | Moreira                 |
| Oliveira de Frades    | União das Freguesias de Oliveira de Frades, Souto de Lafões e Sejães  | Oliveira de Frades      |
| Oliveira de Frades    | União das Freguesias de Oliveira de Frades, Souto de Lafões e Sejães  | Souto de Lafões         |
| Oliveira de Frades    | União das Freguesias de Oliveira de Frades, Souto de Lafões e Sejães  | Sejães                  |
| Oliveira de Frades    | União das Freguesias de Destriz e Reigoso                             | Destriz                 |
| Oliveira de Frades    | União das Freguesias de Destriz e Reigoso                             | Reigoso                 |
| Oliveira de Frades    | União das Freguesias de Arca e Varzielas                              | Arca                    |
| Oliveira de Frades    | União das Freguesias de Arca e Varzielas                              | Varzielas               |
| Penalva do Castelo    | União das Freguesias de Vila Cova do Covelo e Mareco                  | Vila Cova do Covelo     |
| Penalva do Castelo    | União das Freguesias de Vila Cova do Covelo e Mareco                  | Mareco                  |
| Penalva do Castelo    | União das Freguesias de Antas e Matela                                | Antas                   |
| Penalva do Castelo    | União das Freguesias de Antas e Matela                                | Matela                  |
| Penedono              | União das Freguesias de Antas e Ourozinho                             | Antas                   |
| Penedono              | União das Freguesias de Antas e Ourozinho                             | Ourozinho               |
| Penedono              | União das Freguesias de Penedono e Granja                             | Penedono                |
| Penedono              | União das Freguesias de Penedono e Granja                             | Granja                  |
| Resende               | União das Freguesias de Anreade e São Romão de Aregos                 | Anreade                 |
| Resende               | União das Freguesias de Anreade e São Romão de Aregos                 | São Romão de Aregos     |
| Resende               | União das Freguesias de Felgueiras e Feirão                           | Felgueiras              |
| Resende               | União das Freguesias de Felgueiras e Feirão                           | Feirão                  |
| Resende               | União das Freguesias de Freigil e Miomães                             | Freigil                 |
| Resende               | União das Freguesias de Freigil e Miomães                             | Miomães                 |
| Resende               | União das Freguesias de Ovadas e Panchorra                            | Ovadas                  |
| Resende               | União das Freguesias de Ovadas e Panchorra                            | Panchorra               |
| Santa Comba Dão       | União das Freguesias de Ovoa e Vimieiro                               | Ovoa                    |
| Santa Comba Dão       | União das Freguesias de Ovoa e Vimieiro                               | Vimieiro                |
| Santa Comba Dão       | União das Freguesias de Santa Comba Dão e Couto do Mosteiro           | Santa Comba Dão         |
| Santa Comba Dão       | União das Freguesias de Santa Comba Dão e Couto do Mosteiro           | Couto do Mosteiro       |
| Santa Comba Dão       | União das Freguesias de Treixedo e Nagozela                           | Treixedo                |
| Santa Comba Dão       | União das Freguesias de Treixedo e Nagozela                           | Nagozela                |
| São João da Pesqueira | União das Freguesias de São João da Pesqueira e Várzea de Trevões     | São João da Pesqueira   |
| São João da Pesqueira | União das Freguesias de São João da Pesqueira e Várzea de Trevões     | Várzea de Trevões       |
| São João da Pesqueira | União das Freguesias de Trevões e Espinhosa                           | Trevões                 |
| São João da Pesqueira | União das Freguesias de Trevões e Espinhosa                           | Espinhosa               |
| São João da Pesqueira | União das Freguesias de Vilarouco e Pereiros                          | Vilarouco               |
| São João da Pesqueira | União das Freguesias de Vilarouco e Pereiros                          | Pereiros                |
| São Pedro do Sul      | União das Freguesias de Carvalhais e Candal                           | Carvalhais              |
| São Pedro do Sul      | União das Freguesias de Carvalhais e Candal                           | Candal                  |
| São Pedro do Sul      | União das Freguesias de Santa Cruz da Trapa e São Cristóvão de Lafões | Santa Cruz da Trapa     |
| São Pedro do Sul      | União das Freguesias de Santa Cruz da Trapa e São Cristóvão de Lafões | São Cristóvão de Lafões |
| São Pedro do Sul      | União das Freguesias de São Martinho das Moitas e Covas do Rio        | São Martinho das Moitas |
| São Pedro do Sul      | União das Freguesias de São Martinho das Moitas e Covas do Rio        | Covas do Rio            |
| São Pedro do Sul      | União das Freguesias de São Pedro do Sul, Várzea e Baiões             | São Pedro do Sul        |
| São Pedro do Sul      | União das Freguesias de São Pedro do Sul, Várzea e Baiões             | Várzea                  |
| São Pedro do Sul      | União das Freguesias de São Pedro do Sul, Várzea e Baiões             | Baiões                  |
| Sátão                 | União das Freguesias de Águas Boas e Forles                           | Águas Boas              |
| Sátão                 | União das Freguesias de Águas Boas e Forles                           | Forles                  |
| Sátão                 | União das Freguesias de Romãs, Decermilo e Vila Longa                 | Romãs                   |
| Sátão                 | União das Freguesias de Romãs, Decermilo e Vila Longa                 | Decermilo               |
| Sátão                 | União das Freguesias de Romãs, Decermilo e Vila Longa                 | Vila Longa              |
| Sernancelhe           | União das Freguesias de Ferreirim e Macieira                          | Ferreirim               |
| Sernancelhe           | União das Freguesias de Ferreirim e Macieira                          | Macieira                |
| Sernancelhe           | União das Freguesias de Fonte Arcada e Escurquela                     | Fonte Arcada            |
| Sernancelhe           | União das Freguesias de Fonte Arcada e Escurquela                     | Escurquela              |
| Sernancelhe           | União das Freguesias de Penso e Freixinho                             | Penso                   |
| Sernancelhe           | União das Freguesias de Penso e Freixinho                             | Freixinho               |
| Sernancelhe           | União das Freguesias de Sernancelhe e Sarzeda                         | Sernancelhe             |
| Sernancelhe           | União das Freguesias de Sernancelhe e Sarzeda                         | Sarzeda                 |
| Tabuaço               | União das Freguesias de Barcos e Santa Leocádia                       | Barcos                  |
| Tabuaço               | União das Freguesias de Barcos e Santa Leocádia                       | Santa Leocádia          |
| Tabuaço               | União das Freguesias de Paradela e Granjinha                          | Paradela                |
| Tabuaço               | União das Freguesias de Paradela e Granjinha                          | Granjinha               |
| Tabuaço               | União das Freguesias de Pinheiros e Vale de Figueira                  | Pinheiros               |
| Tabuaço               | União das Freguesias de Pinheiros e Vale de Figueira                  | Vale de Figueira        |
| Tabuaço               | União das Freguesias de Távora e Pereiro                              | Távora                  |
| Tabuaço               | União das Freguesias de Távora e Pereiro                              | Pereiro                 |
| Tarouca               | União das Freguesias de Gouviães e Ucanha                             | Gouviães                |
| Tarouca               | União das Freguesias de Gouviães e Ucanha                             | Ucanha                  |
| Tarouca               | União das Freguesias de Granja Nova e Vila Chã da Beira               | Granja Nova             |
| Tarouca               | União das Freguesias de Granja Nova e Vila Chã da Beira               | Vila Chã da Beira       |
| Tarouca               | União das Freguesias de Tarouca e Dálvares                            | Tarouca                 |
| Tarouca               | União das Freguesias de Tarouca e Dálvares                            | Dálvares                |
| Tondela               | União das Freguesias de Barreiro de Besteiros e Tourigo               | Barreiro de Besteiros   |
| Tondela               | União das Freguesias de Barreiro de Besteiros e Tourigo               | Tourigo                 |
| Tondela               | União das Freguesias de Caparrosa e Silvares                          | Caparrosa               |
| Tondela               | União das Freguesias de Caparrosa e Silvares                          | Silvares                |
| Tondela               | União das Freguesias de Mouraz e Vila Nova da Rainha                  | Mouraz                  |
| Tondela               | União das Freguesias de Mouraz e Vila Nova da Rainha                  | Vila Nova da Rainha     |
| Tondela               | União das Freguesias de São João do Monte e Mosteirinho               | São João do Monte       |
| Tondela               | União das Freguesias de São João do Monte e Mosteirinho               | Mosteirinho             |
| Tondela               | União das Freguesias de São Miguel do Outeiro e Sabugosa              | São Miguel do Outeiro   |
| Tondela               | União das Freguesias de São Miguel do Outeiro e Sabugosa              | Sabugosa                |
| Tondela               | União das Freguesias de Tondela e Nandufe                             | Tondela                 |
| Tondela               | União das Freguesias de Tondela e Nandufe                             | Nandufe                 |
| Tondela               | União das Freguesias de Vilar de Besteiros e Mosteiro de Fráguas      | Vilar de Besteiros      |
| Tondela               | União das Freguesias de Vilar de Besteiros e Mosteiro de Fráguas      | Mosteiro de Fráguas     |
| Vila Nova de Paiva    | União das Freguesias de Vila Nova de Paiva, Alhais e Fráguas          | Vila Nova de Paiva      |
| Vila Nova de Paiva    | União das Freguesias de Vila Nova de Paiva, Alhais e Fráguas          | Alhais                  |
| Vila Nova de Paiva    | União das Freguesias de Vila Nova de Paiva, Alhais e Fráguas          | Fráguas                 |
| Viseu                 | União das Freguesias de Viseu                                         | Coração de Jesus        |
| Viseu                 | União das Freguesias de Viseu                                         | Santa Maria de Viseu    |
| Viseu                 | União das Freguesias de Viseu                                         | São José                |
| Viseu                 | União das Freguesias de Repeses e São Salvador                        | Repeses                 |
| Viseu                 | União das Freguesias de Repeses e São Salvador                        | São Salvador            |
| Viseu                 | União das Freguesias de Couto de Baixo e Couto de Cima                | Couto de Baixo          |
| Viseu                 | União das Freguesias de Couto de Baixo e Couto de Cima                | Couto de Cima           |
| Viseu                 | União das Freguesias de Faíl e Vila Chã de Sá                         | Faíl                    |
| Viseu                 | União das Freguesias de Faíl e Vila Chã de Sá                         | Vila Chã de Sá          |
| Viseu                 | União das Freguesias de Barreiros e Cepões                            | Barreiros               |
| Viseu                 | União das Freguesias de Barreiros e Cepões                            | Cepões                  |
| Viseu                 | União das Freguesias de São Cipriano e Vil de Souto                   | São Cipriano            |
| Viseu                 | União das Freguesias de São Cipriano e Vil de Souto                   | Vil de Souto            |
| Viseu                 | União das Freguesias de Boa Aldeia, Farminhão e Torredeita            | Boa Aldeia              |
| Viseu                 | União das Freguesias de Boa Aldeia, Farminhão e Torredeita            | Farminhão               |
| Viseu                 | União das Freguesias de Boa Aldeia, Farminhão e Torredeita            | Torredeita              |
| Vouzela               | União das Freguesias de Cambra e Carvalhal de Vermilhas               | Cambra                  |
| Vouzela               | União das Freguesias de Cambra e Carvalhal de Vermilhas               | Carvalhal de Vermilhas  |
| Vouzela               | União das Freguesias de Fataunços e Figueiredo das Donas              | Fataunços               |
| Vouzela               | União das Freguesias de Fataunços e Figueiredo das Donas              | Figueiredo das Donas    |
| Vouzela               | União das Freguesias de Vouzela e Paços de Vilharigues                | Vouzela                 |
| Vouzela               | União das Freguesias de Vouzela e Paços de Vilharigues                | Paços de Vilharigues    |